# Rumänien
Rumänien (rumänisch România; [romɨˈnia]ⓘ) ist eine semipräsidentielle Republik in Südosteuropa. Das Land liegt am Schwarzen Meer und erstreckt sich in westlicher Richtung über den Karpatenbogen bis zur Pannonischen Tiefebene. Rumänien grenzt an fünf Staaten: im Süden an Bulgarien, im Westen an Serbien und Ungarn, im Norden sowie im Osten an die Ukraine und Moldau.
Der moderne rumänische Staat entstand 1859 durch die Vereinigung der Fürstentümer Moldau und Walachei zum Fürstentum Rumänien. Nach dem Ersten Weltkrieg wurde dem Königreich Rumänien Siebenbürgen, die Bukowina und das Banat von Österreich-Ungarn, die Süddobrudscha vom Königreich Bulgarien und Bessarabien vom Russischen Kaiserreich zugesprochen. Nach dem Zweiten Weltkrieg war Rumänien als Sozialistische Republik während des Kalten Krieges Teil des Warschauer Paktes. Es unterhielt als einziges Land des Warschauer Paktes ununterbrochen diplomatische Beziehungen zu Israel. Seit 1989 hat sich Rumänien politisch den westeuropäischen Staaten angenähert und trat der NATO (2004) sowie der Europäischen Union (2007) bei.
Mit 238.397 km² verfügt Rumänien über die achtgrößte Fläche und mit etwa 19,05 Millionen Einwohnern über die sechstgrößte Bevölkerung aller Mitgliedstaaten der Europäischen Union. Die rumänische Hauptstadt Bukarest ist mit 1,71 Millionen Einwohnern (Stand 2021) die achtgrößte Stadt der Europäischen Union, knapp nach Warschau (1,86 Millionen). Weitere bedeutende Großstädte sind Cluj-Napoca (Klausenburg), Timișoara (Temeswar), Iași (Jassy), Constanța (Konstanza), Craiova und Brașov (Kronstadt).

## Landesname
Der rumänische Begriff România (Rumänien) kommt von român (Rumäne), was seinerseits eine Ableitung des lateinischen romanus (Römer, römisch) ist.
Im 16. Jahrhundert berichteten italienische Reisende, dass die Bewohner auf dem Gebiet des heutigen Rumäniens sich selbst Römer nannten. In einem Brief des Kaufmanns Neacșu von 1521 wird das Fürstentum Walachei als „Rumänisches Land“ (rumänisch: Țara Românească) bezeichnet. Die moderne Entsprechung România ist seit dem frühen 19. Jahrhundert gebräuchlich.
Historische Dokumente weisen die Schreibweisen rumân und român zur Bezeichnung der Rumänen auf, die ursprünglich synonym verwendet wurden. Im 17. Jahrhundert nahm die vorherrschende Sprechform rumân die Bedeutung Leibeigener an, während român seine Bedeutung als Bezeichnung der Rumänen beibehielt.
Nach der Abschaffung der Leibeigenschaft Mitte des 18. Jahrhunderts ging die Form rumân allmählich aus der Sprache verloren, ist im Deutschen aber bis heute Wortstamm von Rumänien.

## Geographie

### Topographie

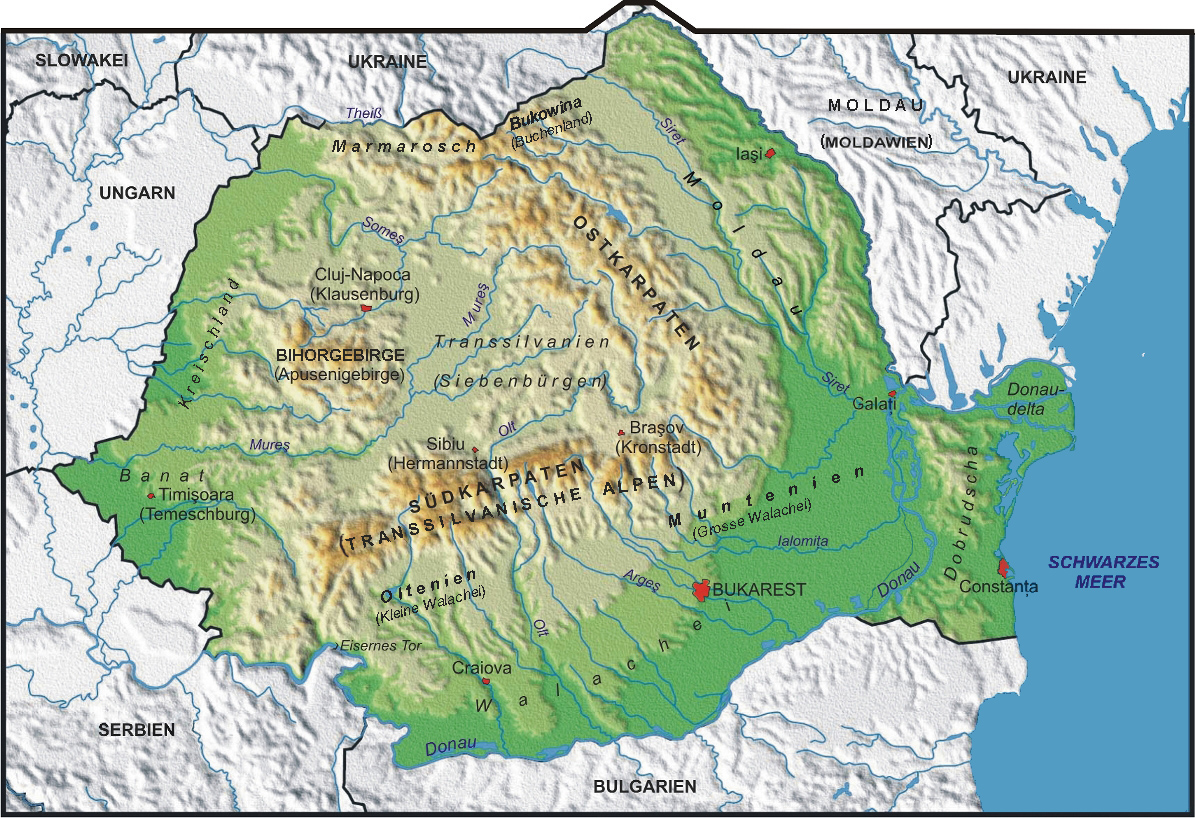
Topographische Karte von Rumänien

Rumänien liegt in Südosteuropa. Die Staatsgrenze ist 3150 km lang. Davon entfallen 1817 km auf Flüsse, vor allem auf die Donau, die Rumänien nach Süden gegen Bulgarien und nach Südwesten gegenüber Serbien abgrenzt. Die rumänische Küstenlinie am Schwarzen Meer ist 225 km lang. Die Grenze zwischen Rumänien und der Ukraine im Norden und Osten wird durch die Republik Moldau unterbrochen. Die Grenze zwischen Rumänien und Ungarn ist etwa 447 km lang.
Rumäniens Landschaft besteht zu etwa je einem Drittel aus Gebirge, Hochland und Ebenen. Der prägende Gebirgszug des Landes sind die Karpaten; diese trennen die drei historischen Regionen Moldau, Transsilvanien (Siebenbürgen) und Walachei voneinander. Das geografische Zentrum Rumäniens ist das Siebenbürgische Hochland; dieses wird im Westen vom Apuseni-Gebirge und ansonsten vom Karpatenbogen umschlossen. Die Ostkarpaten bilden die Grenze zum Moldauer Hochland, das im Nordosten Rumäniens liegt.
Die Südkarpaten, die Getischen Vorkarpaten und die Getische Hochebene trennen Siebenbürgen von der Walachischen Tiefebene. Diese Region lässt sich in die Kleine Walachei (Oltenien) im Westen sowie die Große Walachei (Muntenien) unterteilen, welche die zentralen und östlichen Anteile umfasst. Die Walachei wird nach Westen durch das Banater Gebirge abgegrenzt. Dieses bildet zusammen mit dem Apuseni-Gebirge und Poiana-Ruscă-Gebirge die sogenannten Rumänischen Westkarpaten. Diese grenzen die zentralen Regionen Rumäniens zur Pannonischen Tiefebene ab. Hier befinden sich die historischen Regionen Banat (Südwesten), Kreischgebiet (Westen) und Maramureș (Nordwesten). Im Norden Rumäniens liegt die Bukowina. Im Osten des Landes grenzt die Dobrudscha ans Schwarze Meer.

### Geologie

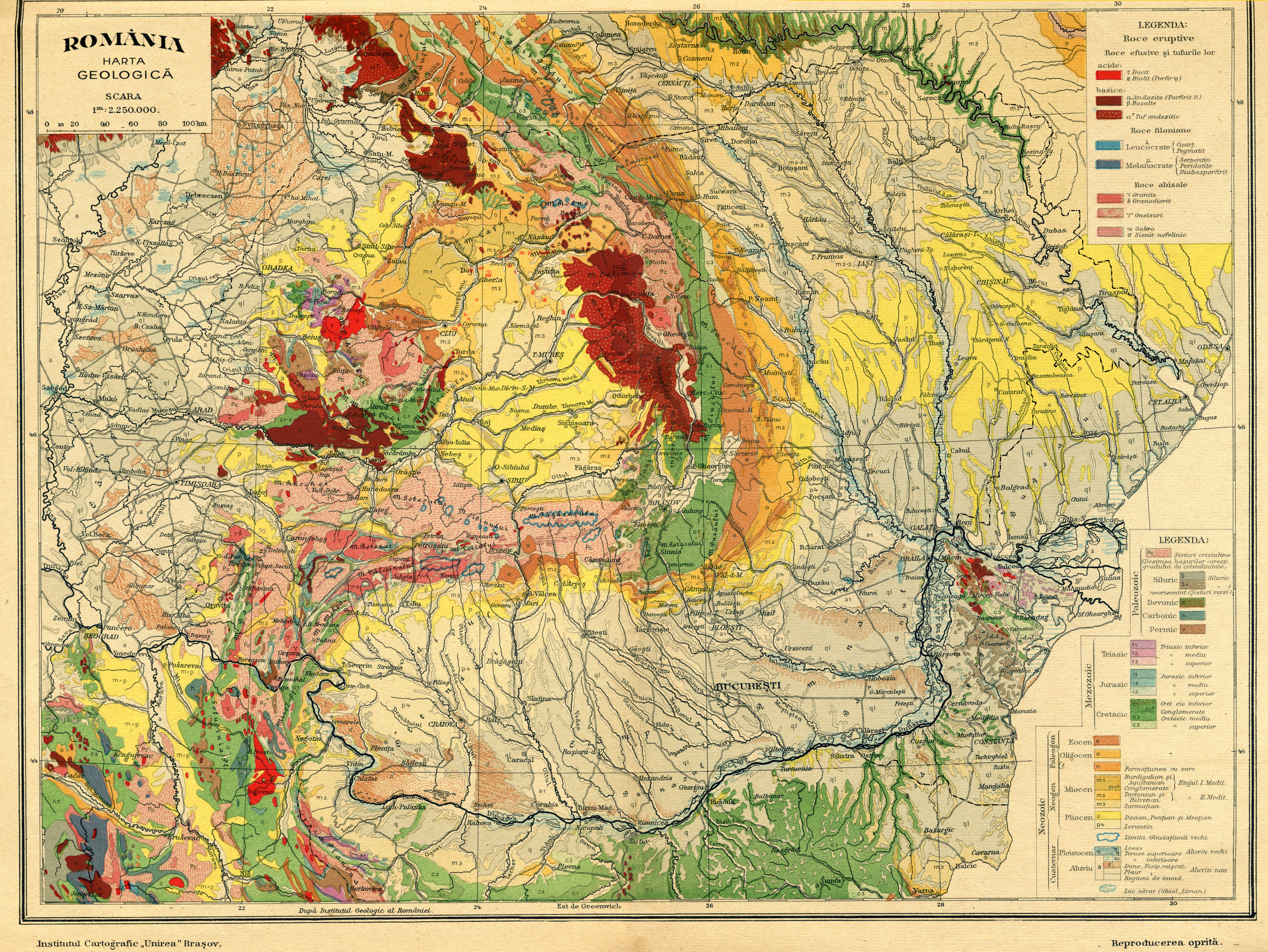
Geologische Karte Rumäniens

Fast die gesamte südliche Hälfte der Karpaten befindet sich auf rumänischem Staatsgebiet. Das Gebirge bildete sich während der Alpidischen Orogenese in der Trias und gehört zu einem Gebirgssystem, das sich von den Alpen bis zum Himalaya erstreckt.
Zehn Gipfel der Karpaten erreichen Höhen von über 2500 m. Der höchste Punkt der Südkarpaten und ganz Rumäniens ist der Moldoveanu mit 2544 m. Die Ostkarpaten erreichen am Pietros 2303 m, die rumänischen Westkarpaten am Curcubăta Mare-Gipfel 1848 m. Die Südkarpaten sind am massivsten, während Ost- und Westkarpaten von Senken und Pässen durchzogen sind. Teile der Ostkarpaten sind vulkanisch, der Rest der rumänischen Karpaten besteht aus Schiefer und Kalkstein.
Das Siebenbürgische Hochland ist zwischen 300 m und 700 m, das Moldauische Hochland 300 m und 500 m hoch. Das kleine Dobrudscha-Hochland erreicht an seinem höchsten Punkt 467 m. Die Pannonische und Walachische Tiefebene (Campia Romana) bleiben unterhalb der Grenze von 200 m.

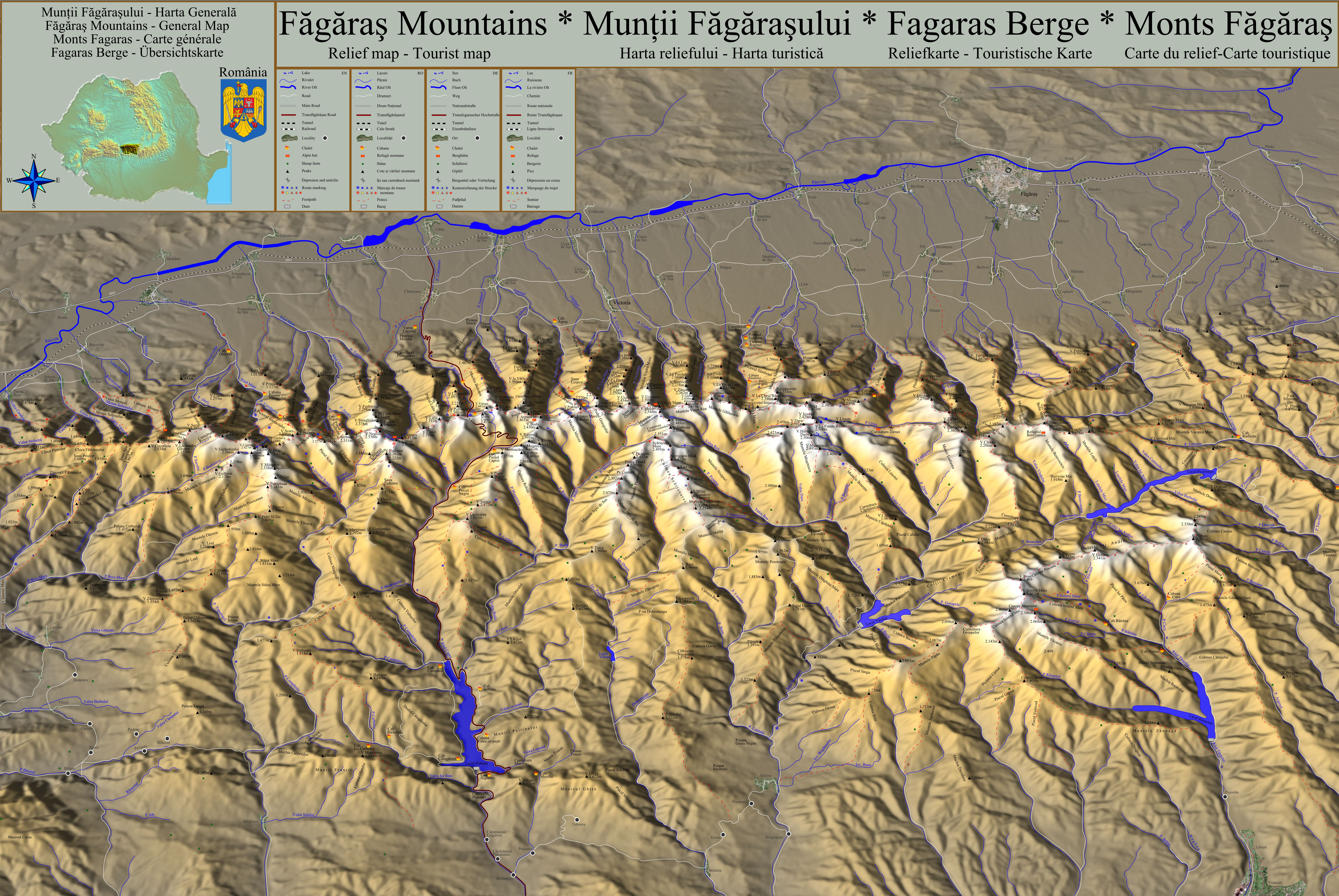
Panoramakarte des Făgăraș-Gebirges
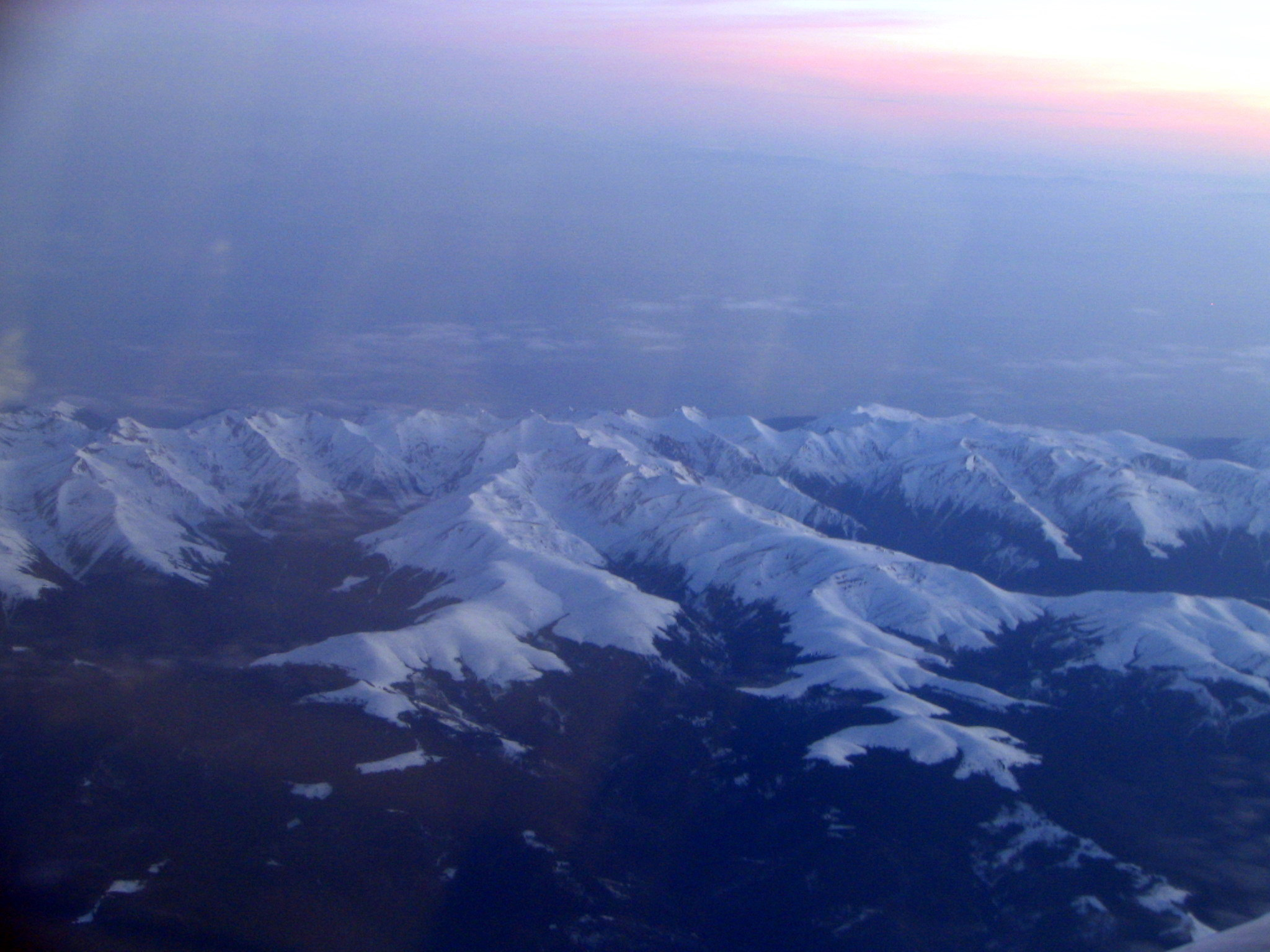
Luftaufnahme im Făgăraș-Gebirge
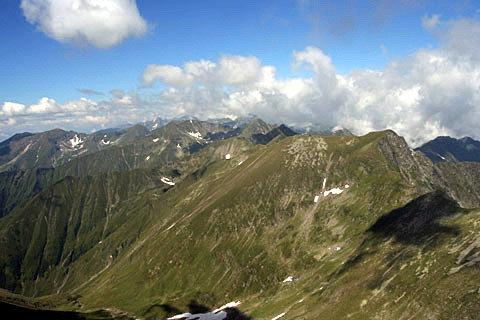
Das Făgăraș-Gebirge ist mit fünf Bergen über 2500 m (darunter auch der Moldoveanu) die am höchsten gelegene Region Rumäniens.
Sicht auf das Moldeveanu-Bergpanorama
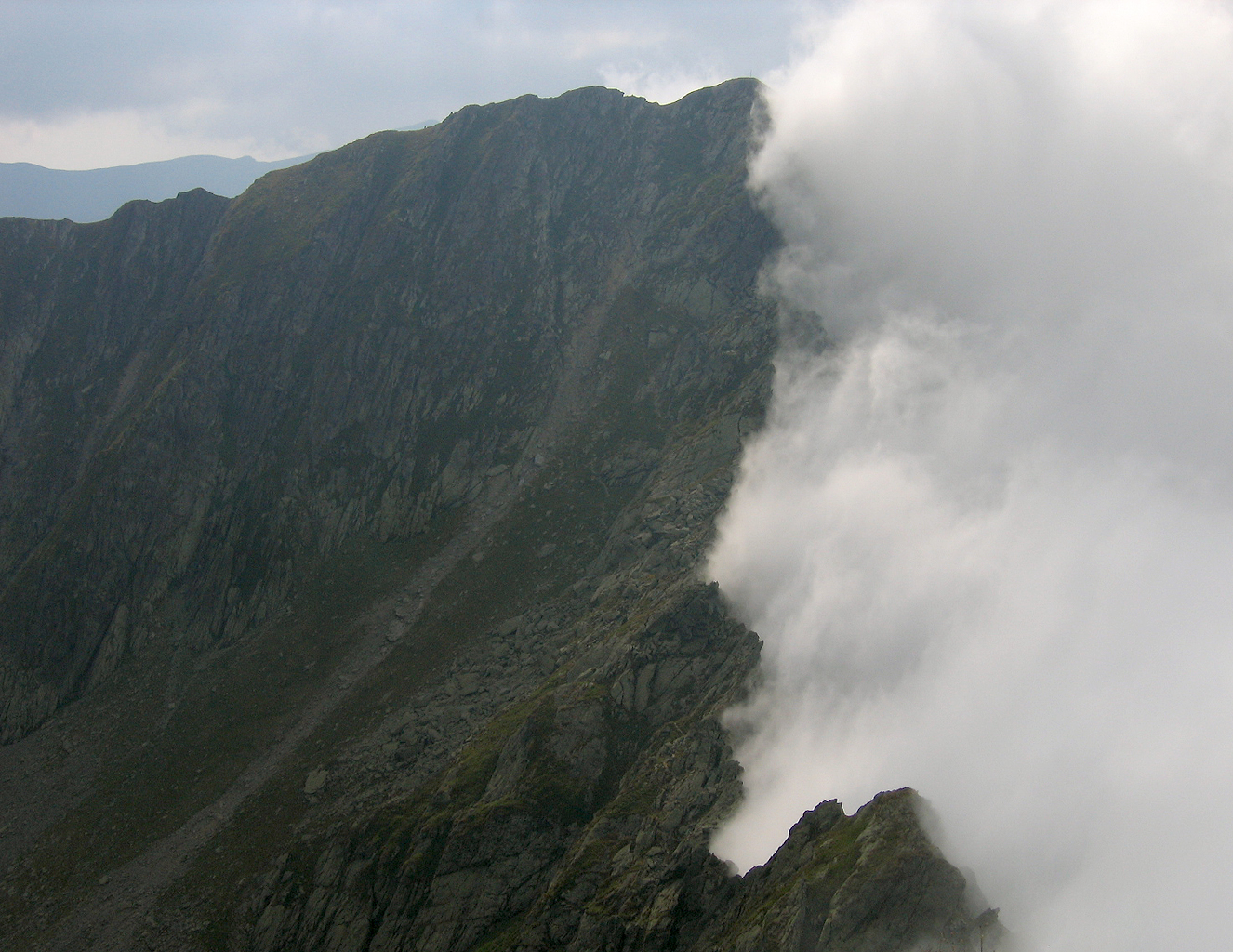
Der Gipfel des Negoiu
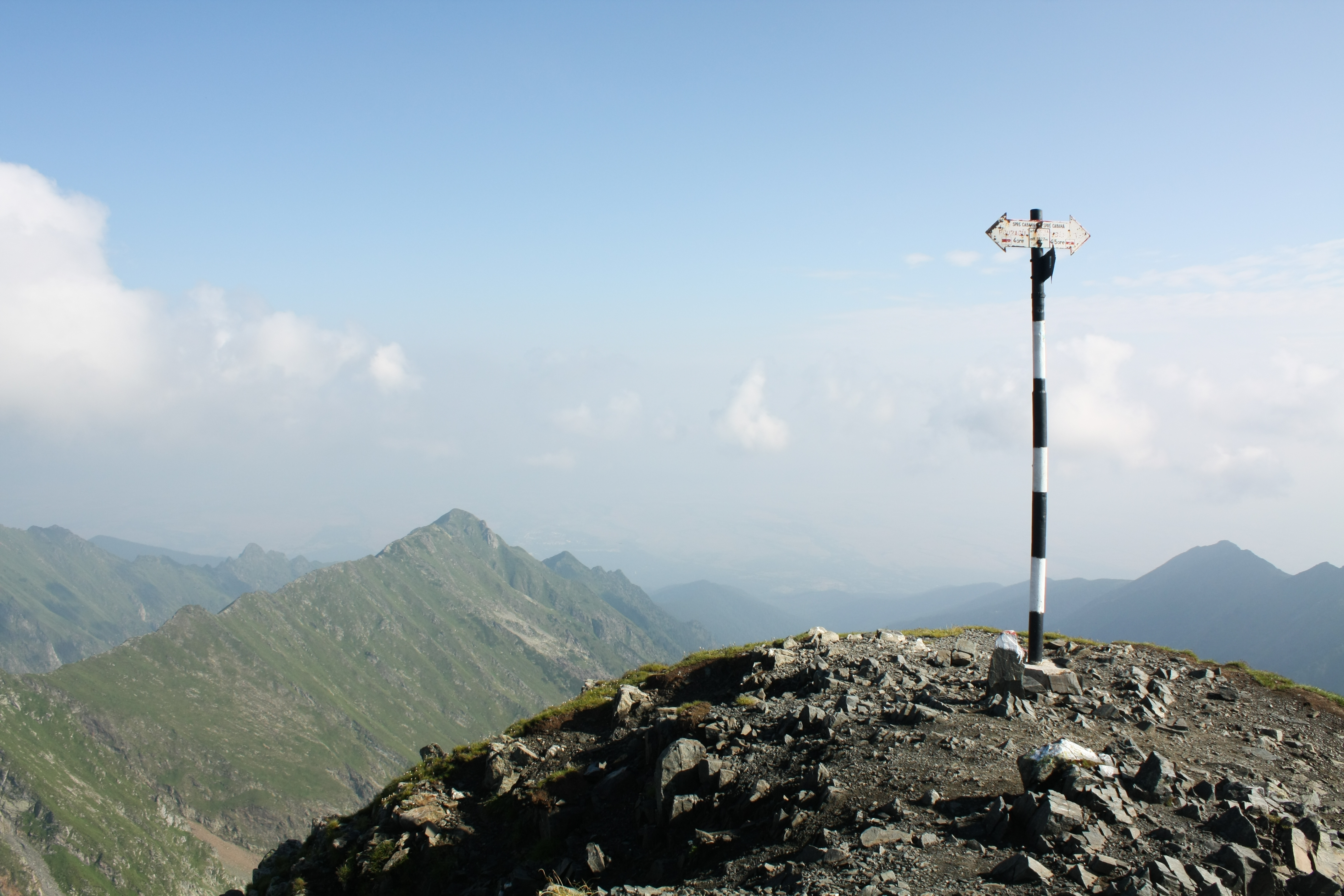
Blick vom Gipfel des Viștea Mare
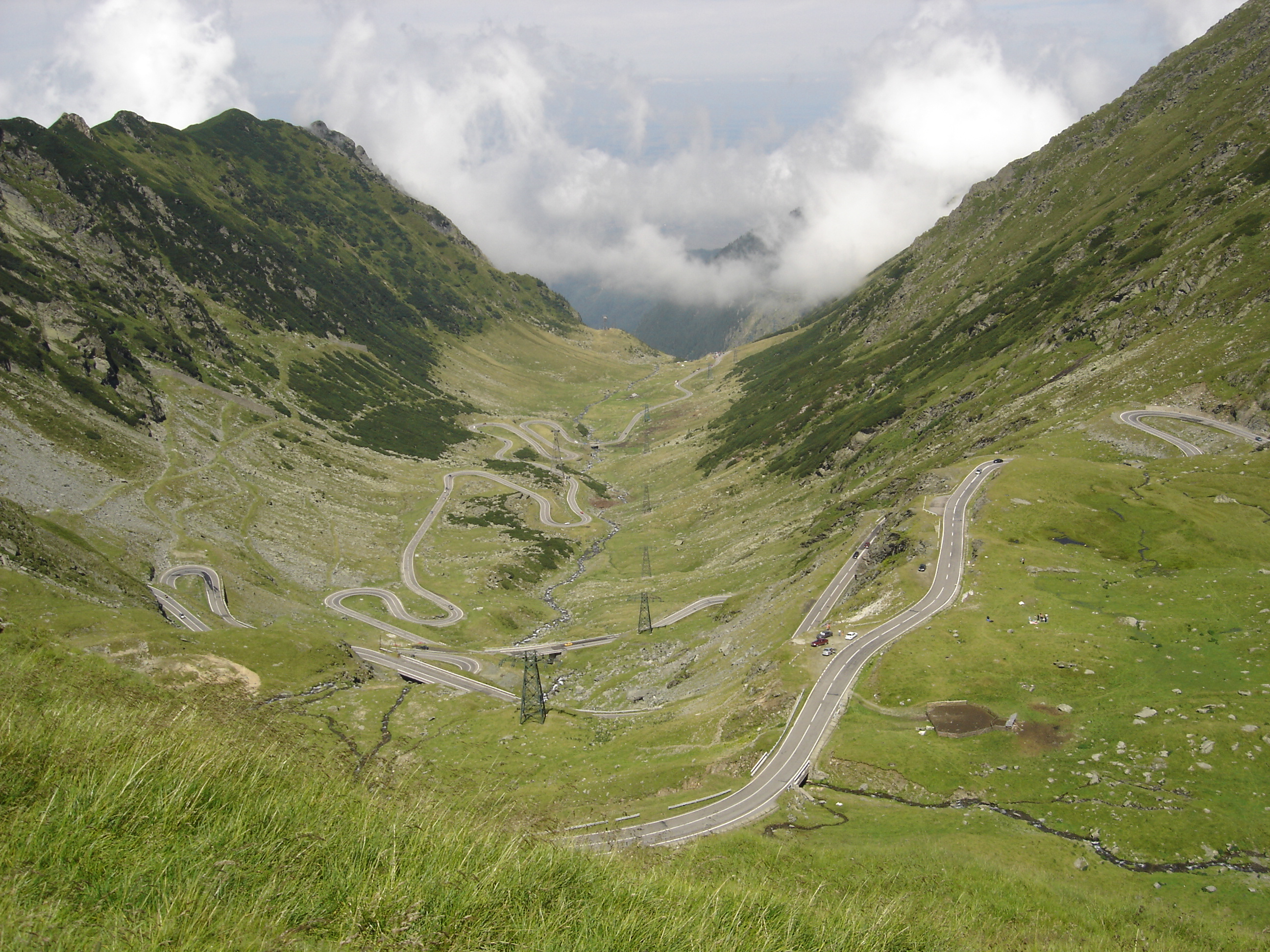
Die Transfogarascher Hochstraße am Bâlea-Pass – aufgrund ihrer Trassierung auch Straße in die Wolken genannt
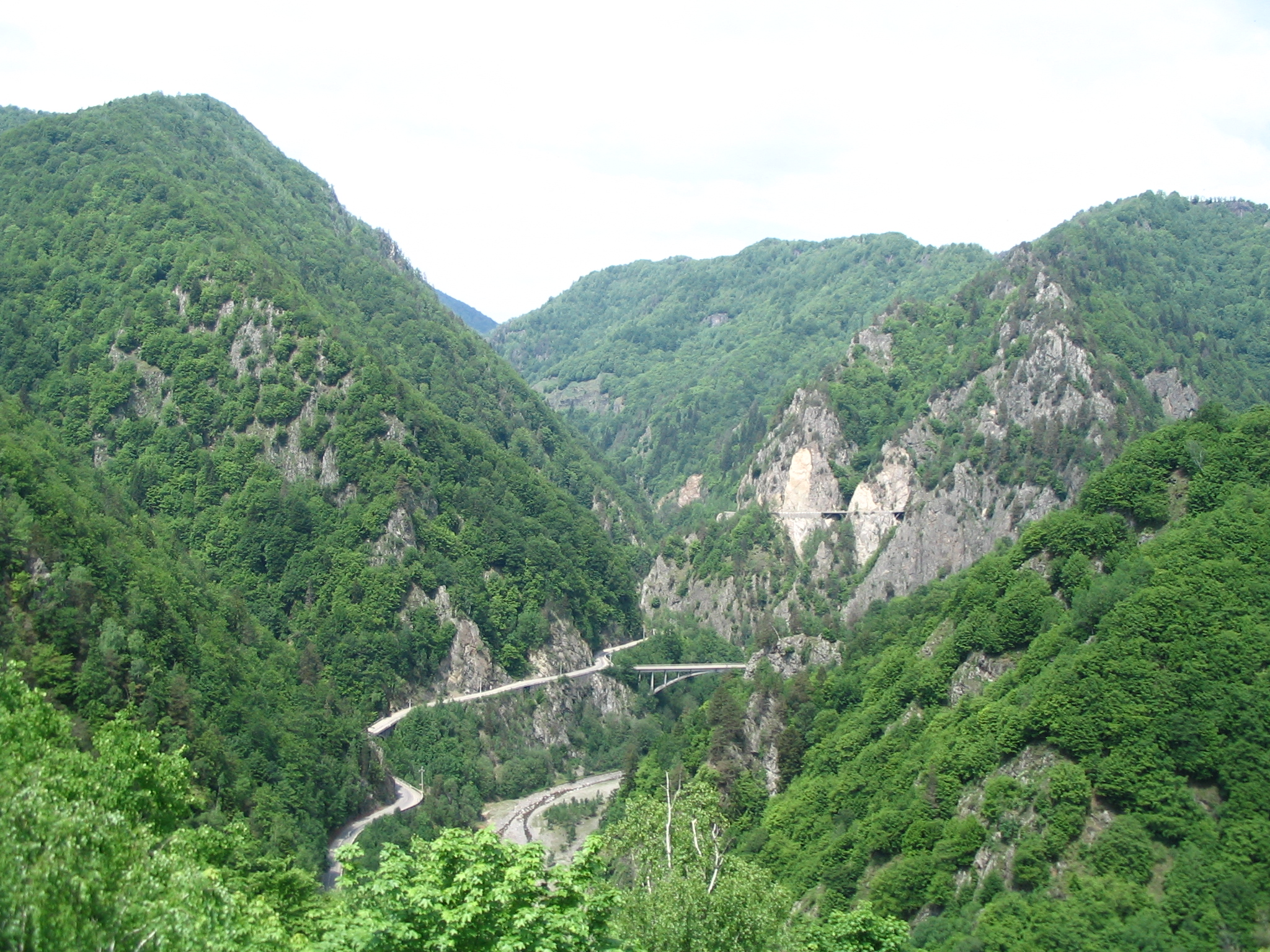
Blick auf die Straße von der Burg Poenari

### Hydrologie

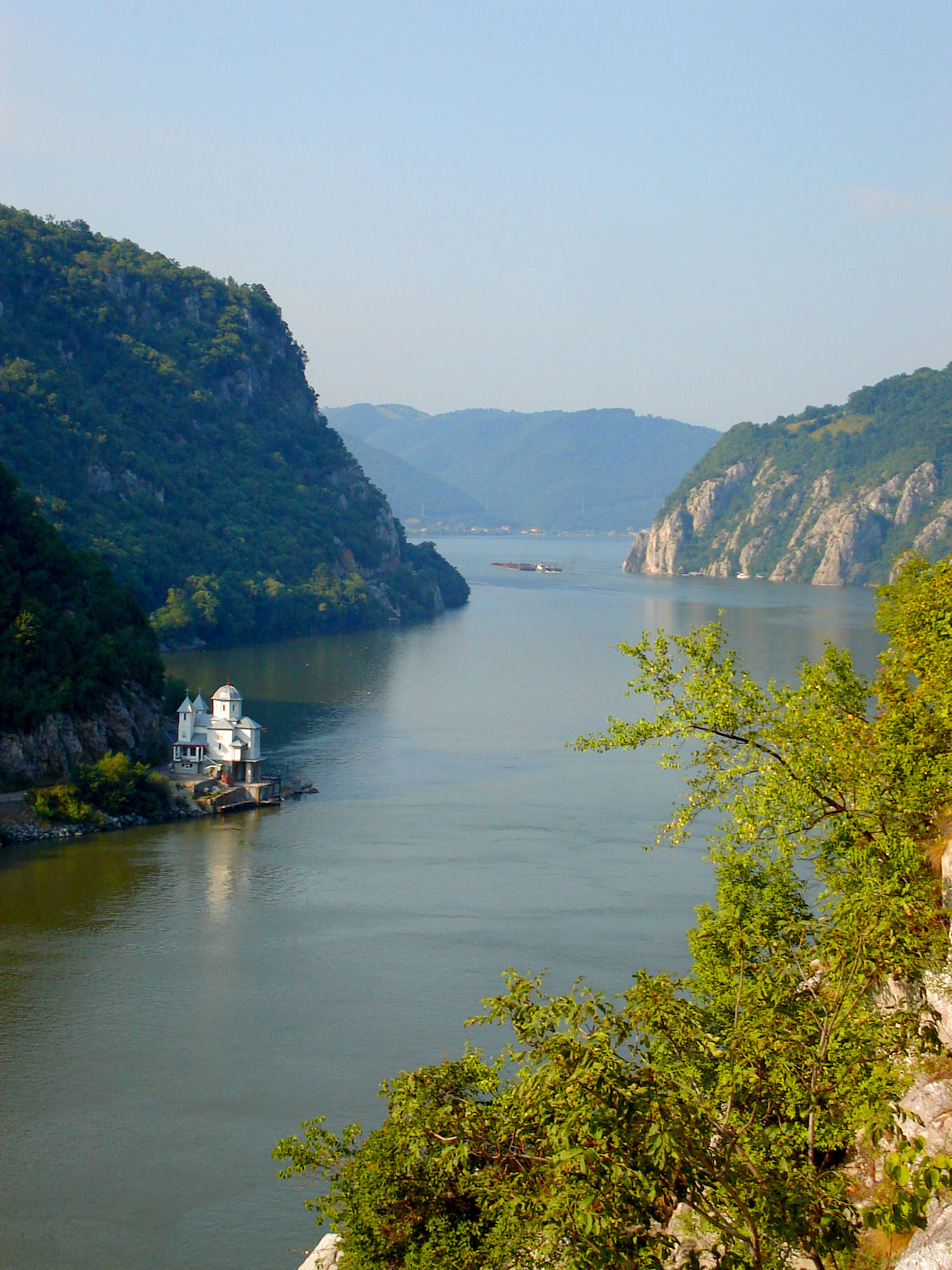
Das Eiserne Tor ist ein Durchbruchstal der Donau an der serbisch-rumänischen Grenze.

Der bedeutendste Fluss Rumäniens ist die Donau (rumänisch Dunărea), die mehr als tausend Kilometer durch oder als Grenzfluss an Rumänien entlang fließt. Sie stellt einen der wichtigsten Verkehrswege des Landes dar. Die Donau bildet den größten Teil der rumänischen Südgrenze zwischen dem rumänischen Teil des Banats und Serbien beziehungsweise der Walachei und Bulgarien. Im großen Donaudelta mündet der Fluss ins Schwarze Meer. Hier bildet ein Arm die Grenze zur Ukraine.
Die übrigen wichtigen Flüsse Rumäniens gehören direkt oder indirekt zum Einzugsgebiet der Donau und entwässern die Ostkarpaten. Die Theiß grenzt Rumänien teilweise nach Norden zur Ukraine ab, der Pruth die rumänische Region Moldau nach Nordosten zur Republik Moldau. Der Sereth fließt durch Moldau, der Olt durch die Walachei, der Mureș (Nebenfluss der Theiß) durch Siebenbürgen.
Rumäniens Seen machen 1,1 % der Landesfläche aus. Insgesamt gibt es über 3400 Seen. Am größten sind die Lagunen Razim mit 41.500 ha und Sinoie mit 17.100 ha.

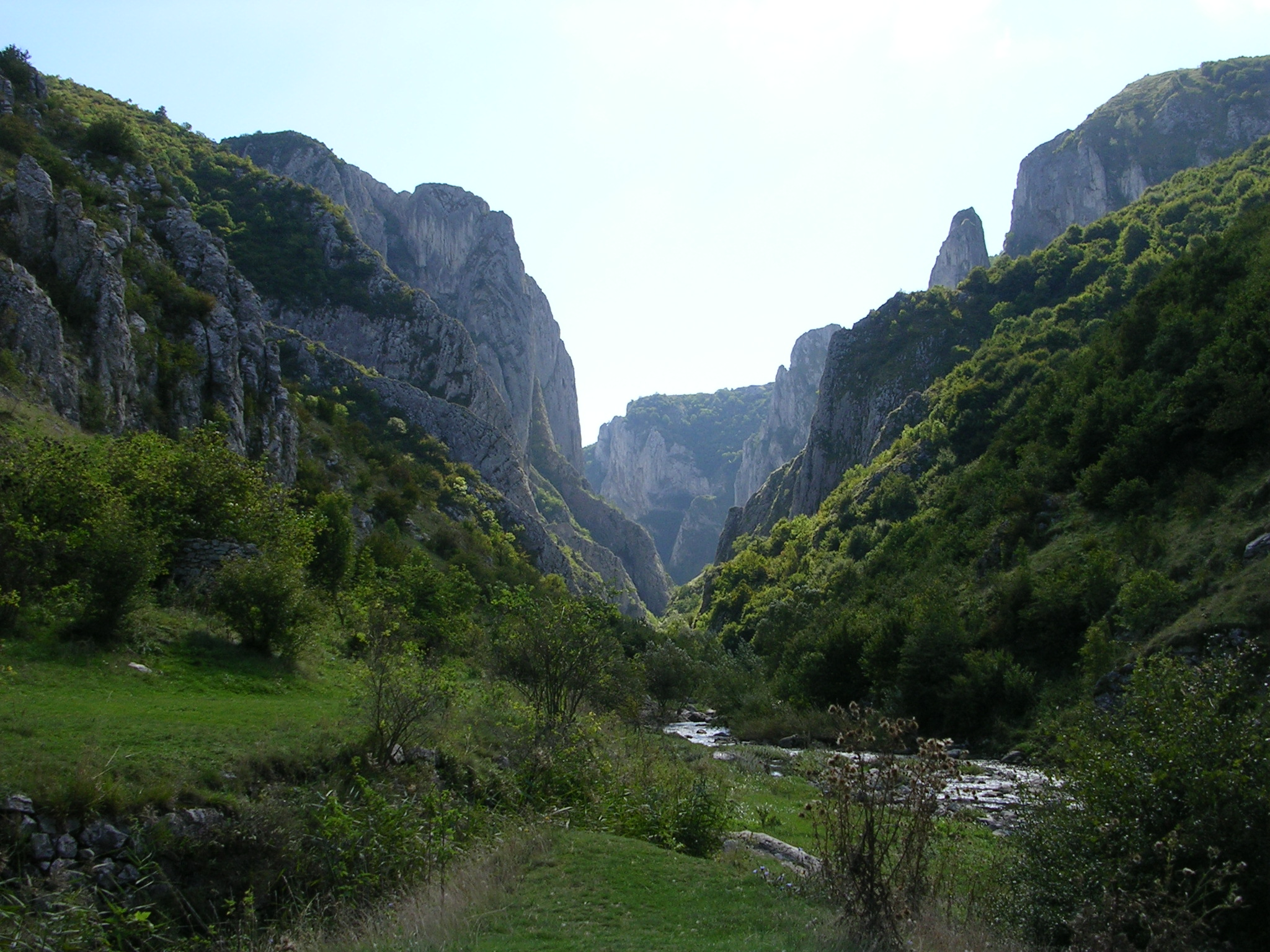
Die etwa zwei Kilometer lange Schlucht Cheile Turzii wird vom Hășdate-Bach durchflossen, der sich in den Kalkstein eingegraben hat.
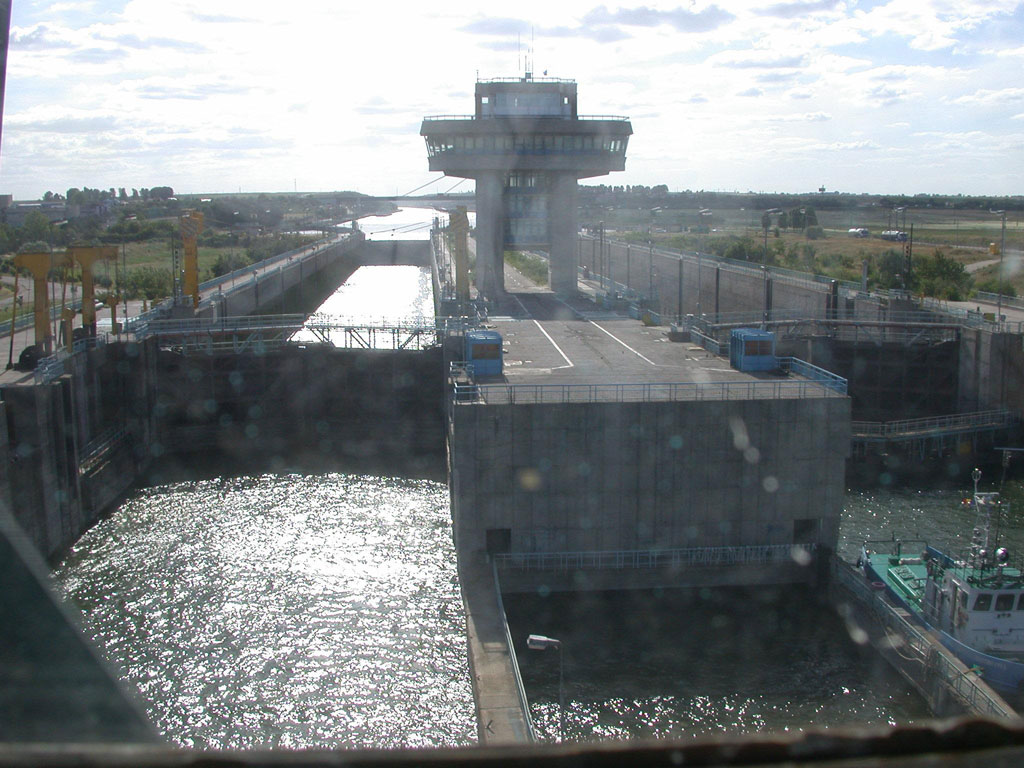
Der Donau-Schwarzmeer-Kanal in der Nähe von Constanța
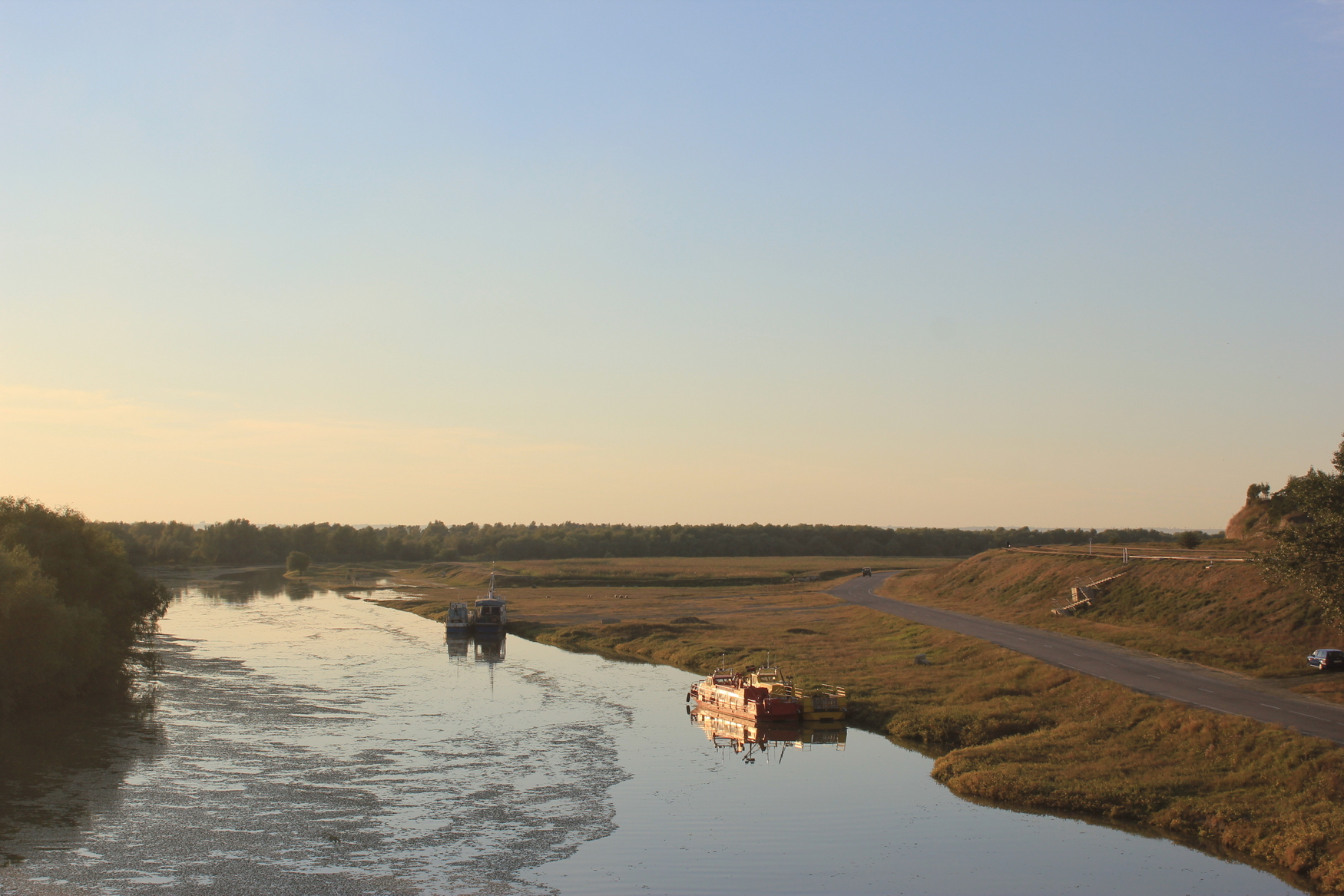
Pruth als rumänisch-moldauischer Grenzfluss
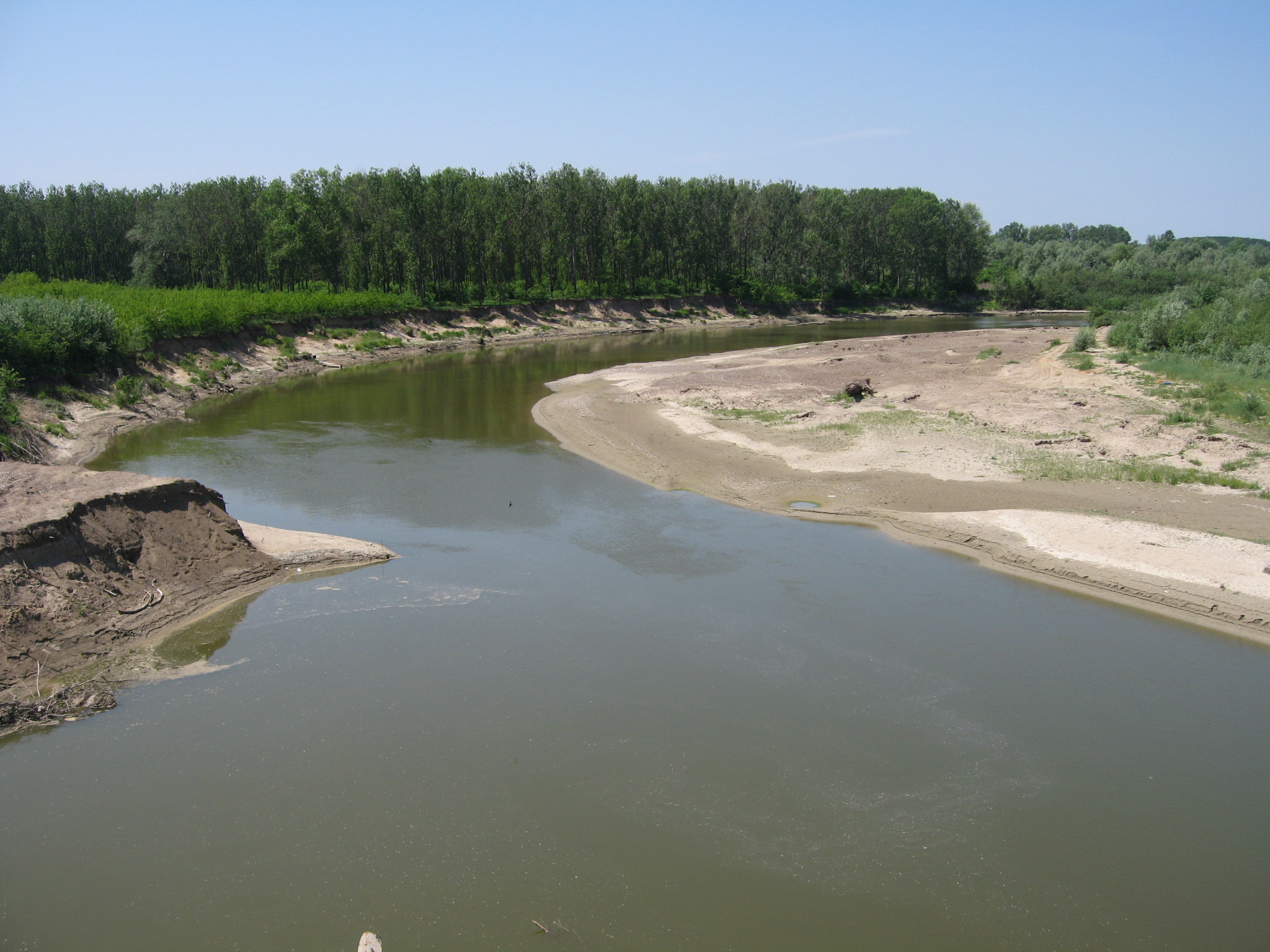
Der Sereth bei Mircești
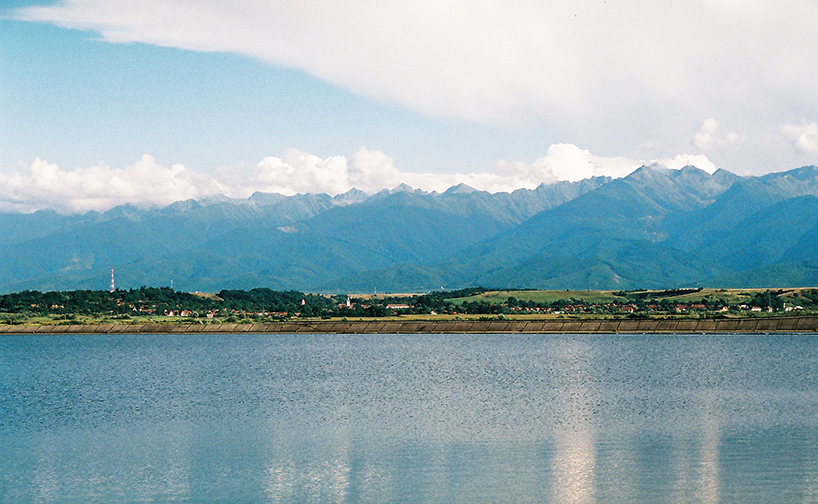
Olt-Stausee mit den Südkarpaten im Hintergrund (nahe der Stadt Avrig)
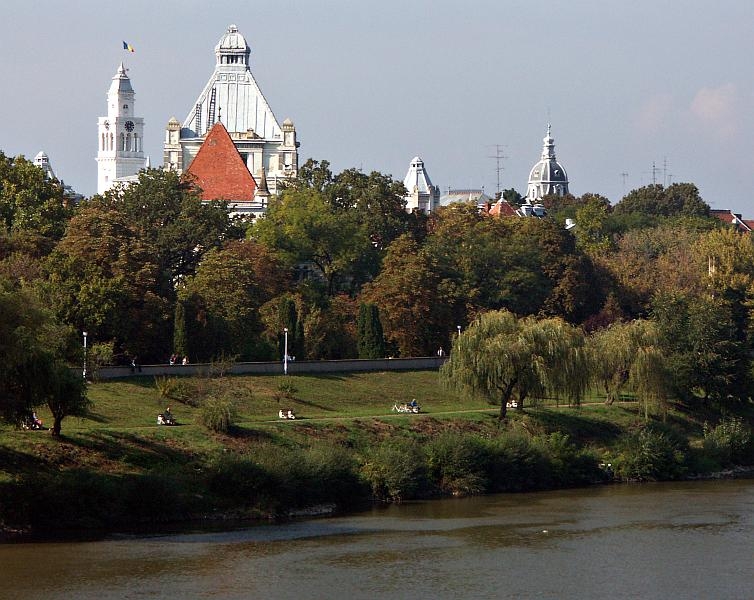
Der Mureș bei Arad

### Klima
Rumänien gehört zur gemäßigten Klimazone im Bereich der Westwindzone. Durch die natürliche Barriere der Karpaten unterscheiden sich die einzelnen Landesteile allerdings klimatisch voneinander. Siebenbürgen (westlich des Karpatenbogens) ist noch vom maritimen Klima der atlantischen Winde geprägt. Die Karpaten verhindern jedoch, dass diese Luftmassen den Osten und Süden des Landes erreichen. In der Westmoldau (östlich der Karpaten) herrscht ein kontinentales Klima vor. Diese Region ist kalten Luftströmen aus der Ukraine ausgesetzt. In der Walachei (südlich der Karpaten) existieren mediterrane Einflüsse; in noch stärkerem Ausmaß trifft dies auf die Dobrudscha zu.
Die jährlichen Durchschnittstemperaturen variieren innerhalb Rumäniens zwischen 11 °C im Süden und 8 °C im Norden. Kältester Monat ist gewöhnlich der Januar, wärmster Monat der Juli. Im Winter betragen die durchschnittlichen Temperaturen 0 °C an der Schwarzmeerküste und −15 °C im Hochgebirge. Im Sommer steigen die durchschnittlichen Temperaturen in den tieferen Regionen des Landes auf mehr als 25 °C. Die tiefste jemals gemessene Temperatur wurde mit −38,5 °C am 25. Januar 1942 in Bod festgestellt, die höchste mit 44,5 °C am 10. August 1951 bei Brăila.
Die Niederschläge sind tendenziell am stärksten im Nordwesten Rumäniens und am schwächsten im Südosten. Die höchsten jährlichen Niederschlagsraten treten mit 1000 mm im Hochgebirge auf, die geringsten mit 300–400 mm an der Schwarzmeerküste. Diese kommt auf 2286 Sonnenstunden im Jahr gegenüber nur 1500 in den Gebirgsregionen Rumäniens.

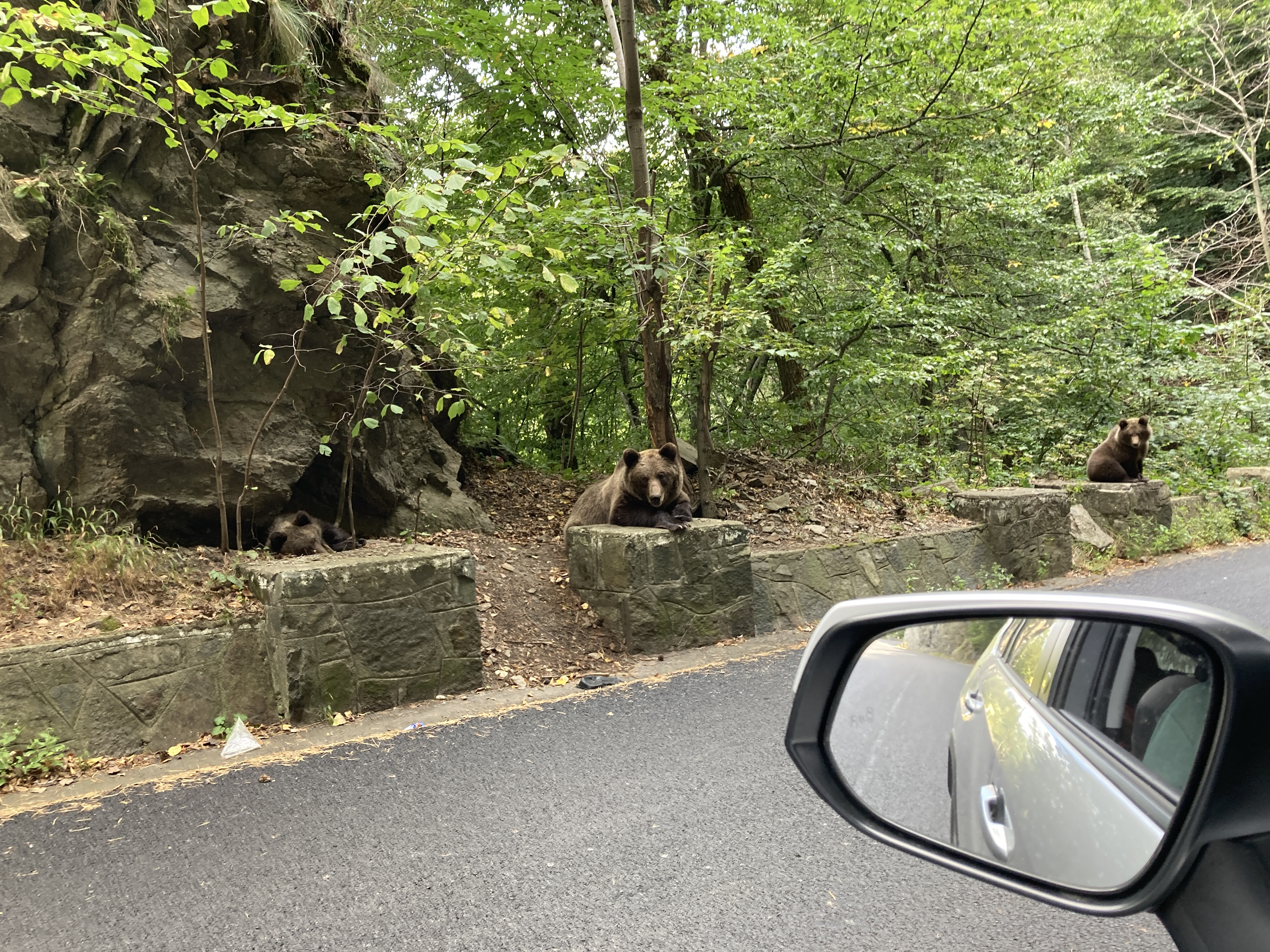
Braunbären an der Transfogarascher Hochstraße
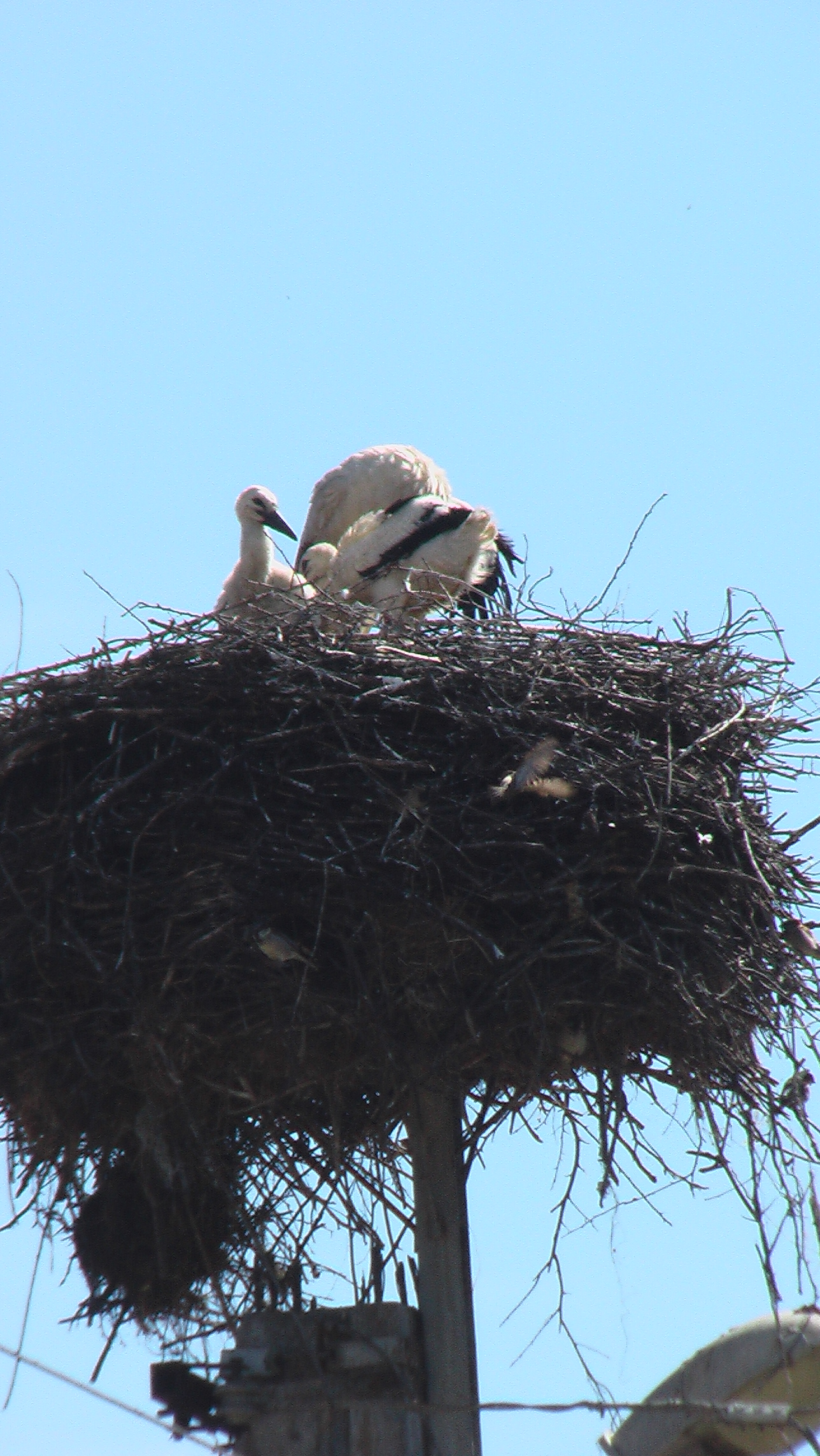
Nahezu überall sind in den ländlichen Gegenden Rumäniens Störche zu sehen.

### Natur
Rumänien ist zu 27 % von Wald bedeckt. Die Waldzone endet bei 1800 Meter, darüber befinden sich Bergweiden. Innerhalb der Nadelwaldzone (1400–1800 m) wachsen Fichten, Tannen, Kiefern, Eiben und Lärchen. Im Buchenwald (400–1400 m) dominieren zwar Buchen, doch kommen daneben auch Hainbuchen, Ulmen, Eschen und Birken vor. Die unterste Waldzone ist der Eichenwald (150–400 m), wo sich neben Eichen auch Ahorne, Platanen, Weiden, Pappeln und Linden finden lassen.
Im Bărăgan (Teil der Walachischen Tiefebene) und in der Dobrudscha existieren Steppenlandschaften, von denen allerdings große Teile landwirtschaftlich genutzt werden. Ansonsten kommen hier neben vereinzelten Laubbäumen Rosen, Prunus und Weißdorne vor. Im Donaudelta befindet sich eine Sumpflandschaft, die durch Schilfrohr, Rohrkolben, Wasserschierling und Seerosen geprägt ist.
Rumäniens Tierwelt umfasst 3600 Arten, bei denen es sich teilweise um in Europa weit verbreitete Gattungen handelt, teilweise aber auch um nur hier vorkommende. Dazu zählen in den Karpaten die Gämse, Bartgeier, Braunbär (circa 6600 Exemplare), Wolf (etwa 3100), Luchs (etwa 1500) und der Fischotter. Daneben finden sich in den höher gelegenen Waldregionen Rumäniens Tiere, die im Rest Europas häufiger vorkommen, wie Steinadler, Mönchsgeier, Rothirsch und Rotfuchs, in tiefer gelegenen Laubwäldern Dachs, Reh und Wildschwein. 2012 wurde der Wisent wiederangesiedelt, nachdem er um 1800 in Rumänien ausgerottet worden war. Die bisher etwa 50 Tiere (Stand 2017) leben dort nun in völliger Freiheit und vermehren sich langsam.
In der Walachischen Tiefebene finden sich kleine Populationen der Großtrappe. Das Donaudelta bietet Heimat für zahlreiche Arten von Fischen, Amphibien und Zugvögeln. Dazu zählt der in Europa nur hier vorkommende Rosapelikan. Daneben leben hier unter anderem der Purpurreiher und der wegen seines Kaviars bekannte Stör.

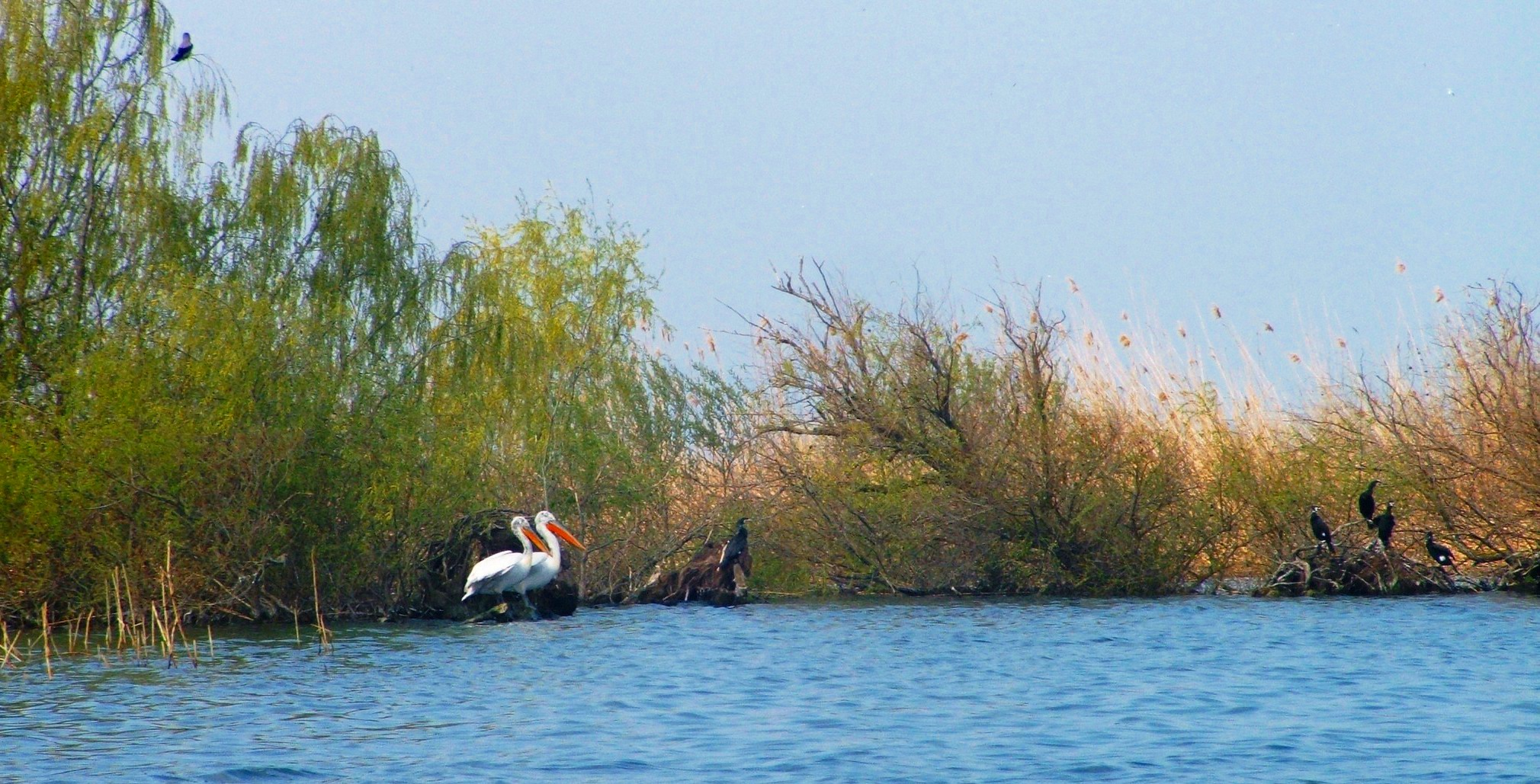
Das Donaudelta ist ein Lebensraum für viele Tier- und Pflanzenarten.

 Im Schwarzen Meer (Dobrudscha) ist der Gemeine Delfin zuhause.

### Naturschutz

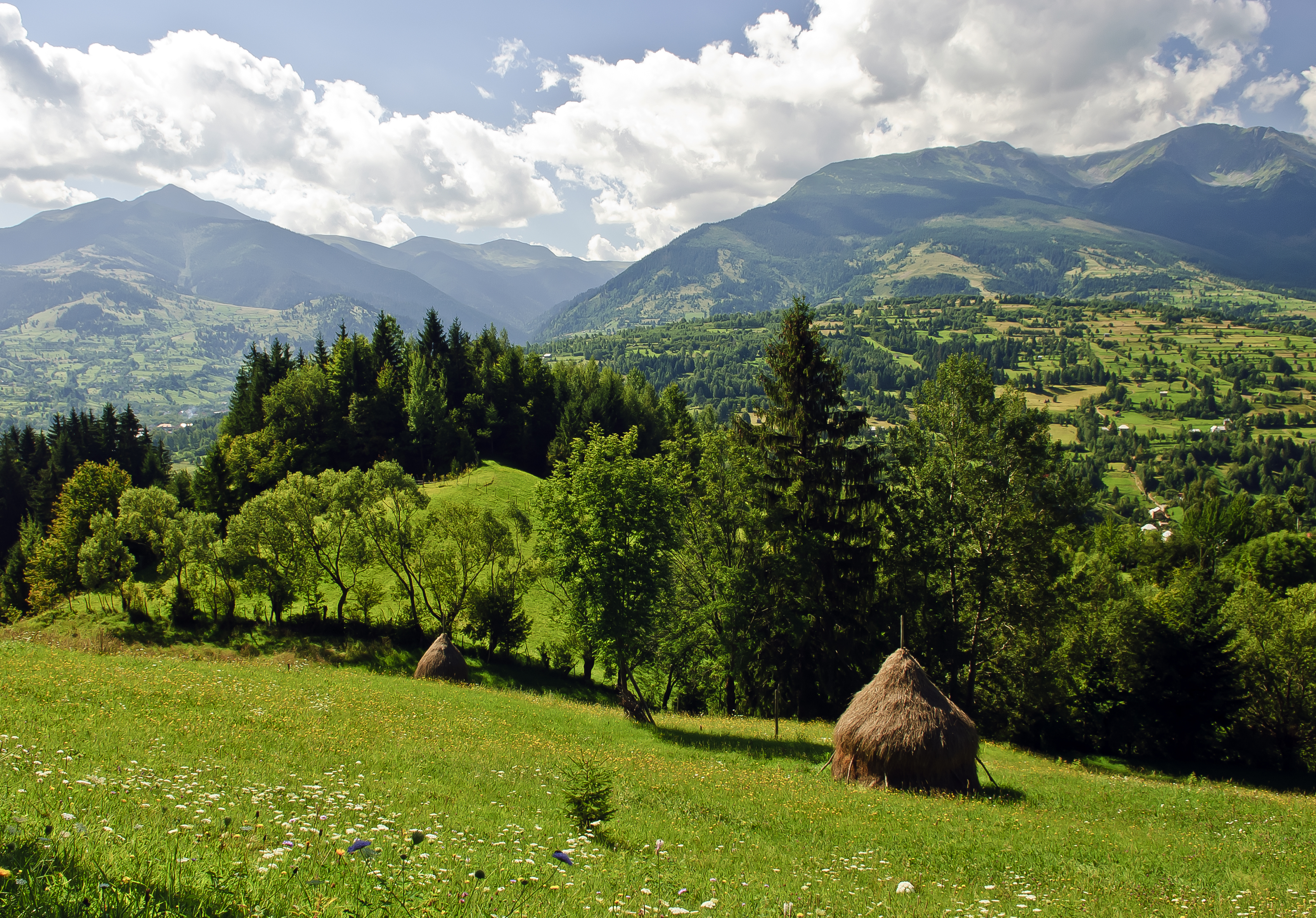
Nationalpark Rodna-Gebirge

Als Mitglied der EU ist Rumänien auch zur Umsetzung des NATURA–2000–Schutzgebietsnetzes verpflichtet. Zahlreiche Nationalparks existierten bereits oder wurden nach dem EU-Beitritt des Landes eingerichtet.
In Rumänien existieren derzeit 148 Vogelschutzgebiete und 383 FFH-Gebiete, die nach NATURA 2000 als besondere Schutzgebiete eingestuft werden. Das entspricht 23,4 % der rumänischen Landfläche. Deutschland hat im Vergleich 22,6 % (Stand: 12/2013) seiner Fläche nach diesem Kriterium ausgewiesen.
Das Donaudelta ist Teil des UNESCO-Weltkulturerbes und beherbergt das größte Schilfrohrgebiet der Welt. Rumänien besitzt mehr biogeografische Regionen als jedes andere EU-Land, aber die Landschaften werden zunehmend von der boomenden und modernisierten Landwirtschaft und dem Städtewachstum beeinflusst.
Das nationale Budget im Sektor des Biodiversitätsschutzes ist sehr gering und es fehlt vielfach an Bewusstsein über Sinn und Zweck von EU-Naturschutz-Richtlinien. Im Oktober 2007 bekam die Regierung in Bukarest eine schriftliche Verwarnung der Europäischen Kommission, da das Land seine Gesetze zur Erhaltung der Biodiversität nicht eingehalten habe. Konkret ging es um bestimmte Schutzzonen für Zugvögel.
Herrenlose Hunde bilden ein Problem. Während allein in Bukarest zwischen 2001 und 2007 144.339 herrenlose Hunde eingefangen und eingeschläfert wurden, wurden Ende 2013 immer noch etwa 46.000 herrenlose Hunde geschätzt. 2023 ist das Thema „Herrenlosen Hunde“ immer noch nicht gelöst und sie sind weiterhin eine Gefahr für die Menschen.
Illegaler Holzeinschlag in Südost- und Osteuropa, dem keine Wiederaufforstung folgt, bedroht zunehmend den Waldbestand. Grund sind die internationale Nachfrage nach billigem Holz, große ausländische Holzverarbeitungsfirmen vor allem aus Österreich, die die Holzwirtschaft bestimmen, und ein pyramidenförmiges System, in dem alle Beteiligten vom Förster über die Verarbeiter bis zum Politiker von den illegalen Einnahmen profitieren. NGOs wie Plantam Fapte Bune versuchen gegen diese Entwicklung zu steuern.

### Städte
| Rang | Rumänischer Name | Deutscher Name | Einwohner |
| ---- | ---------------- | -------------- | --------- |
| 1.   | București        | Bukarest       | 1.883.425 |
| 2.   | Cluj-Napoca      | Klausenburg    | 0.324.576 |
| 3.   | Timișoara        | Temeswar       | 0.319.279 |
| 4.   | Iași             | Jassy          | 0.290.422 |
| 5.   | Constanța        | Konstanza      | 0.283.872 |
| 6.   | Craiova          | Krajowa        | 0.269.506 |
| 7.   | Brașov           | Kronstadt      | 0.253.200 |
| 8.   | Galați           | Galatz         | 0.249.432 |
| 9.   | Ploiești         | -              | 0.209.945 |

Im Jahr 2023 lebten 55 Prozent der Einwohner Rumäniens in Städten. Die mit Abstand größte Stadt Rumäniens ist die Hauptstadt Bukarest, in der über 1,9 Millionen Einwohner leben, was sie zur insgesamt sechstgrößten Stadt innerhalb der Europäischen Union macht. Sie ist daneben das Zentrum der Großen Walachei (Muntenien).
Gleich mehrere Städte liegen etwa um einen Wert von 300.000 Einwohnern herum, wobei es sich meist um die historischen Zentren der rumänischen Regionen handelt:
- Das im Banat gelegene Timișoara war Ausgangspunkt der Revolution von 1989.
- Iași ist die bedeutendste Stadt der Moldau.
- Cluj-Napoca in Siebenbürgen verfügt über eine dreisprachige Universität (rumänisch, ungarisch, deutsch).
- Constanța in der Dobrudscha ist der wichtigste EU-Hafen am Schwarzen Meer.
- Craiova ist das Zentrum der Kleinen Walachei (Oltenien).
- Der bedeutende Binnenhafen Galați liegt am Zusammenfluss von Donau und Sereth.
- Brașov war eines der historischen Zentren der Siebenbürger Sachsen.

Insgesamt haben 20 Städte Rumäniens mehr als 100.000, weitere 21 Städte mehr als 50.000 Einwohner.

#### Anmerkungen

Die historischen Siedlungsgebiete der deutschen Minderheit in Rumänien um 1918

## Bevölkerung

### Demografie
Rumänien hatte 2023 19,1 Millionen Einwohner. Das jährliche Bevölkerungswachstum betrug + 0,0 %. Die Anzahl der Geburten pro Frau lag 2022 statistisch bei 1,8, die der Europäischen Union betrug 1,5. Die Lebenserwartung der Einwohner Rumäniens ab der Geburt lag 2022 bei 75,3 Jahren. Der Median des Alters der Bevölkerung lag im Jahr 2021 bei 41,9 Jahren. Im Jahr 2023 waren 15,8 Prozent der Bevölkerung unter 15 Jahre, während der Anteil der über 64-Jährigen 18,5 Prozent der Bevölkerung betrug.
2011 wurden etwa 727.500 Personen registriert, die schon länger als ein Jahr im Ausland lebten. 46,2 % davon waren zwischen 20 und 34 Jahre alt; etwa 24,8 % zwischen 35 und 44 Jahre. Die Mehrheit dieser Menschen ist nach Italien (46,9 %), nach Spanien (23,5 %), Großbritannien (5,5 %), Deutschland (4,5 %), Frankreich (3,2 %) und nach Griechenland (2,2 %) für länger als ein Jahr umgezogen. Etwa 31,2 % sind aus der Region Moldau – den Kreisen Bacău, Galați, Iași, Neamț – und dem Kreis Suceava im Süden der Bukowina, die wenigsten der im Ausland lebenden Menschen (2,8 %) stammen aus den Kreisen Călărași, Covasna, Giurgiu, Harghita und Ilfov.
Rumänien hat eine für EU-Verhältnisse leicht unterdurchschnittliche Bevölkerungsdichte von 84,4 Einwohnern pro km². In Bezug auf die einzelnen Landesteile verteilt sich die Bevölkerung relativ ungleichmäßig. Am wenigsten dicht besiedelt ist das Banat mit 56 Einwohnern pro km². Ebenfalls unter dem rumänischen Durchschnitt liegen die Dobrudscha (57,6), das südliche Siebenbürgen (68,9), die Kleine Walachei (71,8) und das nördliche Siebenbürgen (72,4). Relativ dicht besiedelt ist die Moldau (90,5), besonders stark die Große Walachei einschließlich der Hauptstadtregion (kombiniert 103,2).
Im Jahr 2023 lebten 55 Prozent der Einwohner Rumäniens in Städten. Dem relativ ausgewogenen Verhältnis von Stadt- und Landbevölkerung steht ein Altersdurchschnitt in den ländlichen Gebieten durch die Abwanderung junger Rumänen in die Städte deutlich höher. Nach 1990 haben sich verstärkt Einwohner in stadtnahen Gebieten niedergelassen. Als Reaktion auf diese Entwicklung sind seit 2005 mehrere Metropolregionen gegründet worden. Im Zusammenhang mit dem Beitritt Rumäniens zur EU im Jahr 2007 haben sich die Migrationsprozesse in, aus und nach Rumänien erheblich verstärkt.

### Bevölkerungsstruktur und Sprachen

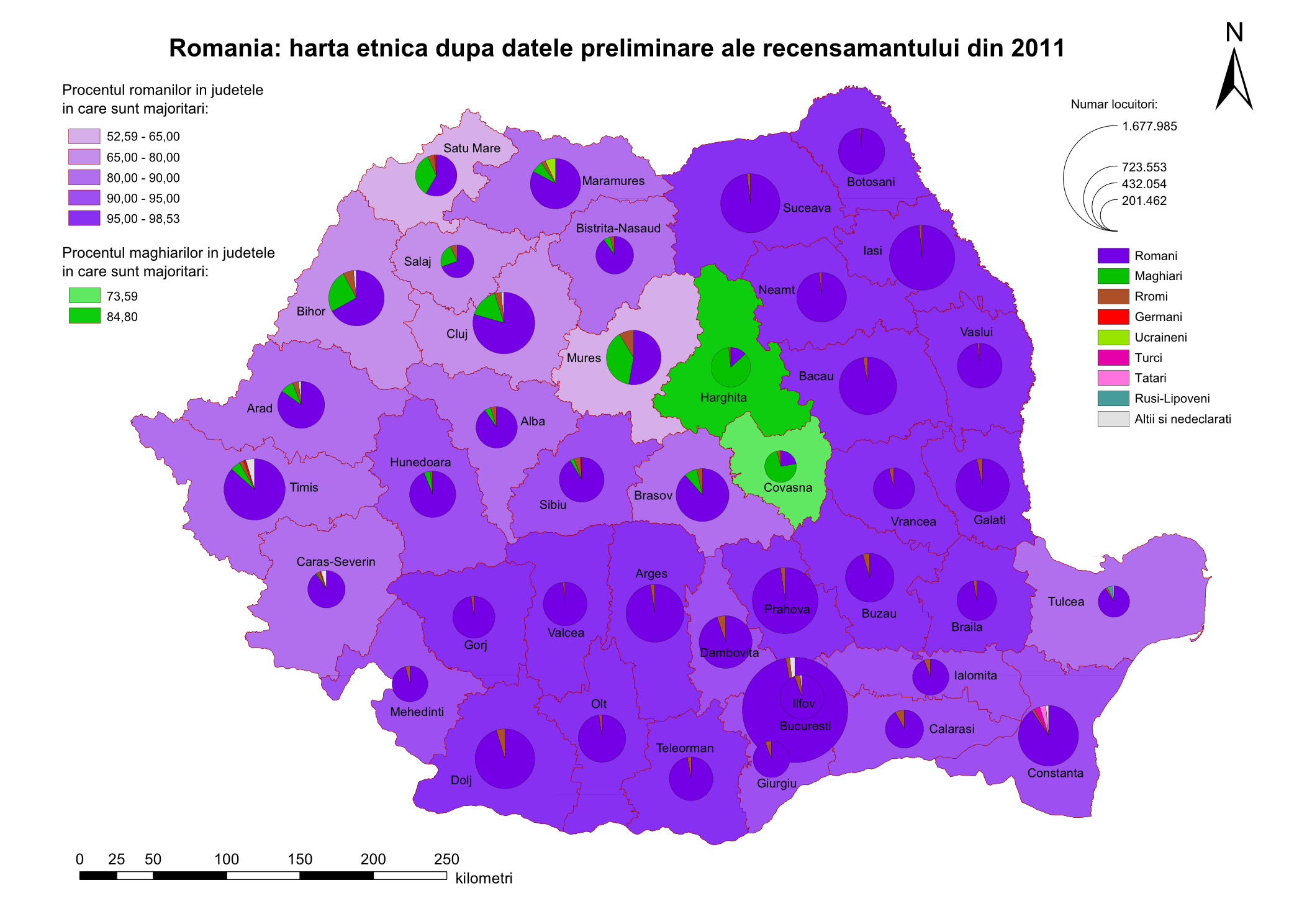
Ethnien laut Zensus 2011

| Jahr | Bevölkerung | Rumänen    | Magyaren  | Roma    | Ukrainer | Deutsche | Türken | Lipowaner | Tataren | Serben Kroaten | Slowaken | Juden   |
| ---- | ----------- | ---------- | --------- | ------- | -------- | -------- | ------ | --------- | ------- | -------------- | -------- | ------- |
| 1930 | 14.280.729  | 11.118.170 | 1.423.459 | 242.656 | 45.875   | 633.488  | 26.080 | 50.725    | 15.580  | 50.310         | 50.772   | 451.892 |
| 1956 | 17.489.450  | 14.996.114 | 1.587.675 | 104.216 | 60.479   | 384.708  | 14.329 | 38.731    | 20.469  | 46.517         | 23.331   | 146.264 |
| 1966 | 19.103.163  | 16.746.510 | 1.619.592 | 64.197  | 54.705   | 382.595  | 18.040 | 39.483    | 22.151  | 44.236         | 22.221   | 42.888  |
| 1977 | 21.559.910  | 18.999.565 | 1.713.928 | 227.398 | 55.510   | 359.109  | 23.422 | 32.696    | 23.369  | 43.180         | 21.286   | 24.667  |
| 1992 | 22.810.035  | 20.408.542 | 1.624.959 | 401.087 | 65.472   | 119.462  | 29.832 | 38.606    | 24.596  | 33.769         | 19.594   | 8.955   |
| 2002 | 21.680.974  | 19.399.597 | 1.431.807 | 535.140 | 61.098   | 59.764   | 32.098 | 35.791    | 23.935  | 29.570         | 17.226   | 5.785   |
| 2011 | 20.121.641  | 16.792.868 | 1.227.623 | 621.573 | 50.920   | 36.042   | 27.698 | 23.487    | 20.282  | 23.484         | 13.654   | 3.271   |
| 2021 | 19.053.815  | 14.801.442 | 1.002.151 | 569.477 | 45.835   | 22.907   | 20.945 | 19.394    | 18.156  | 12.026         | 10.232   | 2.378   |

### Religionen
Rumänien hat keine Staatsreligion. 86,7 % der Bevölkerung bekennen sich zur Rumänisch-Orthodoxen Kirche. Diese ist eine autokephale Kirche innerhalb der osteuropäischen Orthodoxie. Die ethnische und sprachliche Teilung Rumäniens setzt sich in der Kirchenzugehörigkeit fort, da die Ungarn vorzugsweise anderen Konfessionen als der rumänisch-orthodoxen Kirche angehören.
Protestanten machen insgesamt 6,7 % der Bevölkerung aus. Knapp die Hälfte von ihnen gehören der reformierten Kirche an, die übrigen sind Pfingstler, Baptisten, Siebenten-Tags-Adventisten, Unitarier (Unitarische Kirche Siebenbürgen), Lutheraner (Evangelisch-Lutherische Kirche in Rumänien und Evangelische Kirche A.B. in Rumänien) oder Evangelikale. Protestantische Ungarn und Deutsche in Siebenbürgen sind vor allem in den traditionellen protestantischen Kirchen vertreten, während die Rumänen (sofern sie nicht orthodoxen Glaubens sind) neueren protestantischen Freikirchen angehören. 
Insgesamt 5,6 % der Bevölkerung sind Katholiken, wovon knapp ein Prozent auf die mit Rom unierte Rumänische griechisch-katholische Kirche entfällt. Der Großteil der Katholiken in Rumänien wird von den ethnischen Ungarn gestellt. Die in der Moldau lebenden Tschangos sind katholisch, ebenso wie die Mehrheit der Donauschwaben.
Muslime in Rumänien machen 0,3 % der Bevölkerung aus, wobei es sich vor allem um Türken, Tataren und Xoraxane-Roma in der Dobrudscha handelt. Von den vor 1945 ursprünglich zahlreichen Juden in Rumänien ist nur eine kleine Minderheit (unter 0,1 %) übrig geblieben. Die Anzahl der Konfessionslosen liegt trotz der langen kommunistischen Herrschaft nur bei 0,2 %.
Eine repräsentative Umfrage im Auftrag der Europäischen Kommission im Rahmen des Eurobarometers ergab 2020, dass für 73 Prozent der Menschen Rumäniens Religion wichtig ist, für 23 Prozent ist sie weder wichtig noch unwichtig und für 4 Prozent ist sie unwichtig.

### Bildung, Wissenschaft und Forschung
Das rumänische Forschungssystem hat von der sozialistischen Zeit große strukturelle Probleme geerbt, die in den vergangenen zwei Jahrzehnten nur langsam und unzureichend beseitigt wurden. Unter den staatlichen Forschungseinrichtungen ist vor allem das Institut für Atomphysik (Institutul de Fizică Atomică Măgurele) bekannt, das an dem ELI (Extreme Light Infrastructure) Projekt der Europäischen Union beteiligt ist, in dessen Rahmen bis 2015 der stärkste Laser der Welt gebaut werden soll. Neben den staatlich finanzierten Forschungsinstituten entwickelten sich langsam auch unabhängige Einrichtungen. Der ehemalige Kultus- und Außenminister Andrei Pleșu erhielt 1993 den New Europe Prize for Higher Education and Research, der ihm ermöglichte, in Bukarest mit Unterstützung des Wissenschaftskollegs zu Berlin und fünf weiterer Forschungsinstitute (Center for Advanced Study in the Behavioral Sciences, Stanford, Institute for Advanced Study, Princeton, National Humanities Center, Research Triangle Park, The Netherlands Institute for Advanced Study in Humanities and Social Sciences, Wassenaar, The Swedish Collegium for Advanced Study in the Social Sciences, Uppsala) das bekannte New Europe College zu gründen. Im Bereich der Philosophie ist vor allem die Rumänische Gesellschaft für Phänomenologie (Societatea Română de Fenomenologie) auf internationaler Ebene präsent. Das private Institut MB Telecom erhielt 2009 und 2013 auf der Internationalen Messe für Erfindungen in Genf das Grand Prix (als erster Teilnehmer in der Geschichte dieser Messe, der die höchste Auszeichnung zweimal zugesprochen bekam). Außergewöhnlich ist das IAR 111 Projekt (ein Überschallflugzeug), eine Mitarbeit zusammen mit Arca Space Corporation, welche dereinst Weltraumtouristen oder Raketen ins All transportieren soll.

### Gesundheit
Das Gesundheitswesen war bis 1996 staatlich gelenkt. Danach wurde eine Pflicht-Krankenversicherung eingeführt, über die ein Großteil ärztlicher Leistungen sowie Arzneimittel zur Behandlung chronischer Erkrankungen abgedeckt werden. Der derzeitige Beitragssatz von etwa zwölf Prozent wird paritätisch von Arbeitgebern und Arbeitnehmern finanziert. Kinder und Jugendliche, Behinderte, Veteranen und Arbeitslose sind beitragsbefreit. Die 42 regionalen Krankenkassen schließen mit den Leistungserbringern (Krankenhäuser, Ambulanzen, Gesundheitszentren) Verträge ab. Seit 2004 gibt es private Zusatzversicherungen. Nach Angaben des nationalen Statistikbüros machen „Selbstzahlungen“ 30 Prozent der Gesamtausgaben für Gesundheit aus. Die Gesundheitsausgaben des Landes betrugen im Jahr 2021 6,5 % des Bruttoinlandsprodukts. Stand 2021 ist die Versorgung mit Arzneien bei manchen Medikamenten nicht ohne Unterstützung von Hilfsorganisationen gewährleistet. Im Jahr 2020 praktizierten in Rumänien 33 Ärztinnen und Ärzte je 10.000 Einwohner. Die Sterblichkeit bei unter 5-jährigen betrug 2022 6,8 pro 1000 Lebendgeburten. Die Lebenserwartung der Einwohner Rumäniens ab der Geburt lag 2022 bei 75,3 Jahren (Frauen: 79,3, Männer: 71,5). Die Lebenserwartung stieg von 71,2 Jahren im Jahr 2000 bis 2022 um 6 %.

## Geschichte

### Antike

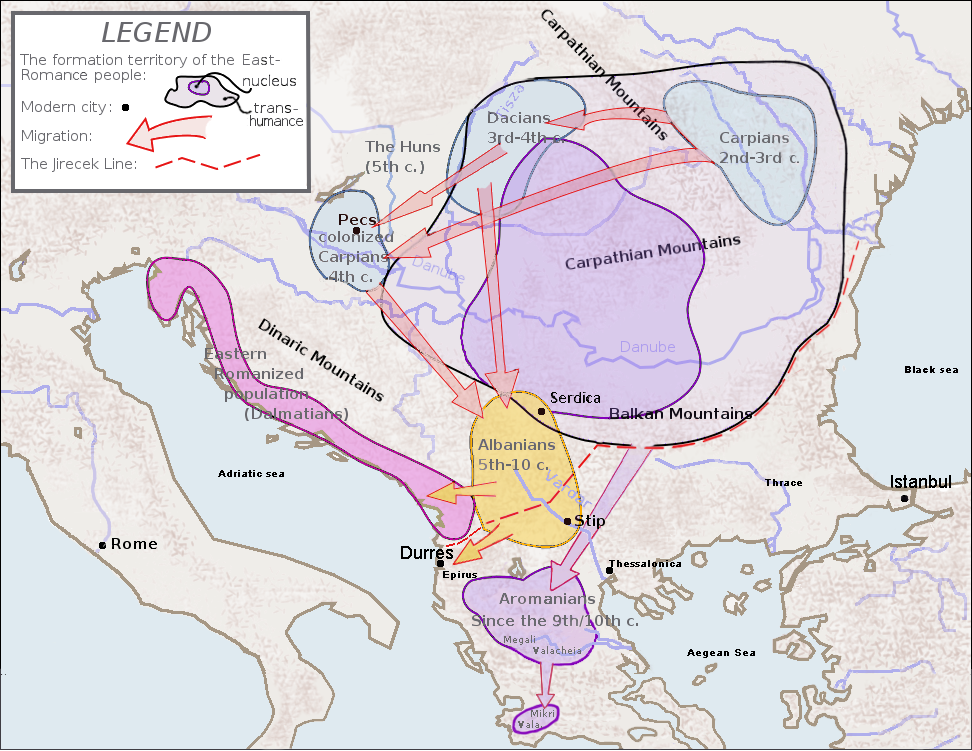
Ethnogenese der Rumänen

Das Gebiet des heutigen Rumänien wurde laut Herodot mindestens seit dem 5. Jahrhundert v. Chr. von den thrakischen Völkern der Geten und Daker besiedelt. In den folgenden Jahrhunderten kam es regelmäßig zu militärischen Konflikten zwischen den Geto-Dakern einerseits und den jeweiligen Völkern südlich der Donau (Odrysen, Makedonen, Römer). Seine größte Ausdehnung erreichte das Dakerreich unter König Burebista (60–44 v. Chr.) durch die Vereinigung mehrerer Stämme. Nach seinem Tod zerfiel der Stammesverbund wieder.
Unter König Decebal kam es zur erneuten Vereinigung der dakischen Stämme. Dieser fiel 85 n. Chr. in die römische Provinz Moesia ein. Erst zwischen 101 und 106 wurde er von Kaiser Trajan in zwei Feldzügen nördlich der Donau besiegt. Decebals Herrschaftsgebiet wurde als Provinz Dacia mit der Hauptstadt Ulpia Traiana Sarmizegetusa ins Römische Reich eingegliedert, seine Bevölkerung romanisiert. Die Provinz umfasste in etwa das heutige Siebenbürgen, das Banat und Oltenien. Aufgrund seiner Goldvorkommen war Dacia für die Römer interessant, militärisch war die Provinz allerdings von Anfang an starkem Druck durch die Nachbarvölker ausgesetzt. Daher wurde sie unter Kaiser Aurelian bis 275 wieder aufgegeben und Teile ihrer Bevölkerung südlich der Donau angesiedelt.
Während der Völkerwanderung wurde das Gebiet des heutigen Rumäniens nacheinander von Goten, Hunnen, Gepiden, Slawen, Awaren und Bulgaren durchstreift. Das Schicksal der romanisierten Bevölkerung in der früheren Provinz Dacia und der damit zusammenhängende Ursprung des rumänischen Volks ist unter modernen Historikern umstritten: Die dako-romanische Kontinuitätstheorie besagt, dass auch nach der Aufgabe der Provinz dauerhaft eine dakisch-romanische Bevölkerung nördlich der Donau verblieben sei, aus der zwischen dem 6. und 10. Jahrhundert die heutigen Rumänen hervorgegangen seien. Demgegenüber steht die Migrationsthese, der zufolge die Ethnogenese der Rumänen südlich der Donau stattgefunden habe und diese Bevölkerungsgruppe erst nach dem Ungarneinfall (9. Jahrhundert) von Bulgarien aus nach Siebenbürgen eingewandert sei. Die zwei Thesen beantworten die Frage nicht, inwieweit diese Bevölkerung sich dem Assimilationsdruck im bulgarischen Reich widersetzt hat.

### Mittelalter

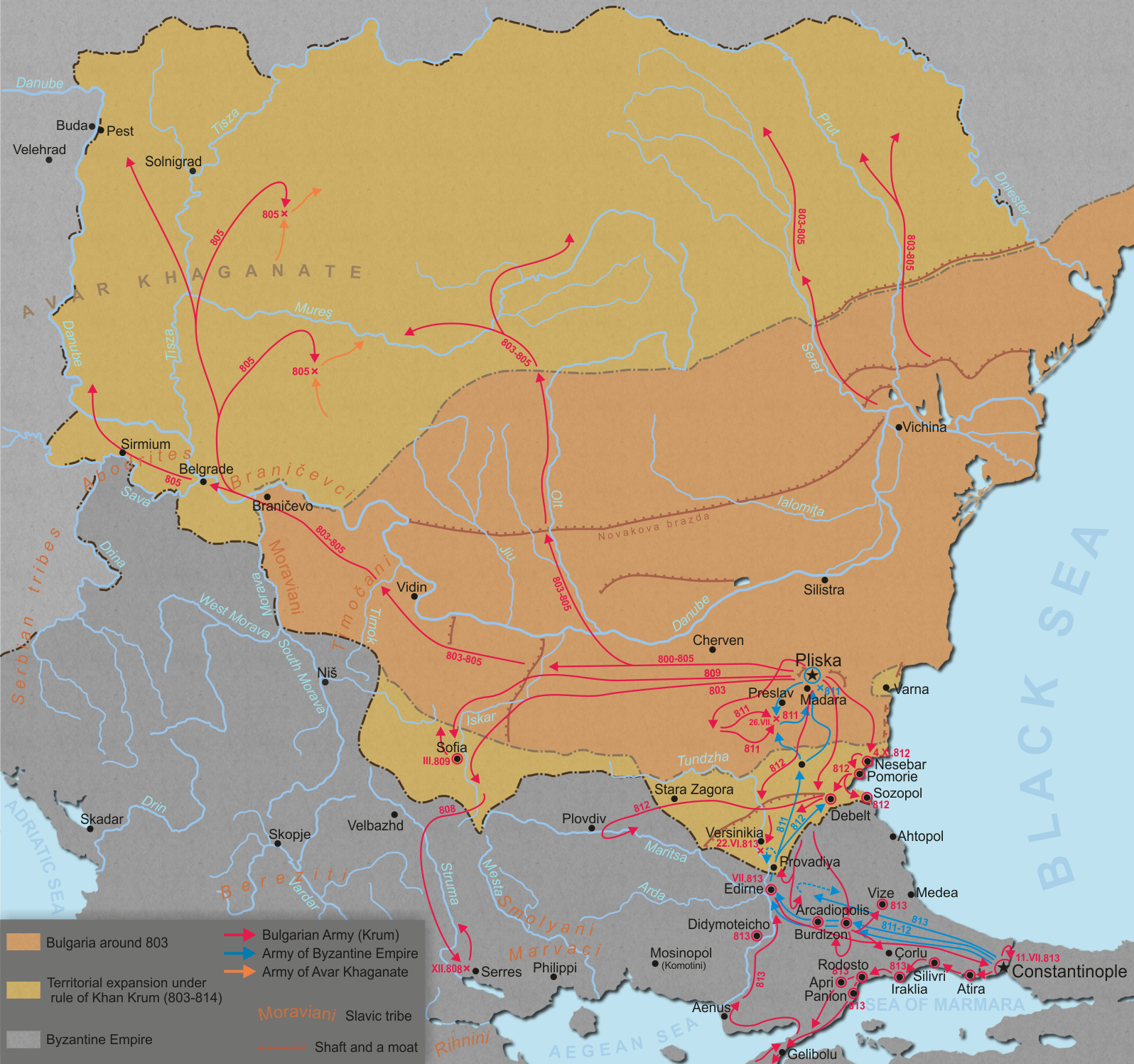
Territoriale Ausdehnung Bulgariens unter Khan Krum (803–814)

Ab Mitte des 6. Jahrhunderts gehörten weite Teile des heutigen Rumäniens zum bulgarischen Reich. Auch die Christianisierung der örtlichen Bevölkerung sowie die Einführung des kyrillischen Alphabets, das bis 1862 in Rumänien verwendet wurde, fand in diesem Zeitraum statt.
In Siebenbürgen existierten im 12. und 13. Jahrhundert von Rumänen gebildete politische Einheiten, die aber vom ungarischen Árpáden-Reich abhängig waren. Jenseits der Karpaten etablierte der rumänische Adlige Basarab I. im frühen 14. Jahrhundert das Fürstentum Walachei. War Basarab zunächst nur ein ungarischer Vasall, so wurde er 1330 nach seinem Sieg über den König von Ungarn faktisch unabhängig. Auf ähnliche Weise wurde das Fürstentum Moldau geschaffen, als der Adlige Bogdan I. seine Unabhängigkeit 1365 gegen Ungarn militärisch behauptete. Die beiden rumänischen Fürstentümer grenzten sich zusätzlich vom katholischen Ungarn ab, indem zwei orthodoxe Metropolien in Argeș (1359) beziehungsweise Suceava (1401) eingerichtet wurden. Siebenbürgen erlangte als Fürstentum innerhalb Ungarns ebenfalls eine gewisse Autonomie. Hier ging die Macht jedoch von den Ungarn und den eingewanderten Siebenbürger Sachsen aus, während die orthodoxe rumänische Bevölkerung seit 1366 – und verschärft seit 1437 – rechtlich schlechter gestellt war.
Seit dem späten 14. Jahrhundert war die Walachei außenpolitisch durch die Nachbarschaft zum expandierenden Osmanischen Reich geprägt. Bedeutende Fürsten dieser Zeit waren Mircea cel Bătrân (Mircea der Alte, 1386–1418) und Vlad III. Drăculea (1456–1462, 1476), die teilweise militärische Erfolge gegen die Türken verbuchen konnten. Moldau musste sich während dieser Epoche sowohl gegen den Einfluss Ungarns als auch Polens wehren. Unter dem Fürsten Ștefan cel Mare (Stephan der Große, 1457–1504) nahm auch Moldau zeitweilig erfolgreich am Abwehrkampf gegen die Türken teil. Gegen Ende des 15. Jahrhunderts wurden die beiden rumänischen Fürstentümer allerdings dem Osmanischen Reich gegenüber tributpflichtig, auch wenn sie ihre politische und religiöse Autonomie bewahrten.

### Frühe Neuzeit

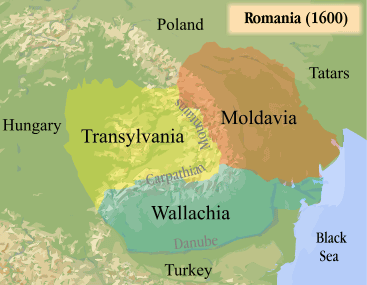
Siebenbürgen (gelb), Moldau (orange)
und die Walachei (türkis): Diese drei Fürsten-
tümer wurden durch die Karpaten geteilt.

Mitte des 16. Jahrhunderts verschwand das Königreich Ungarn als unabhängige politische Macht. Dies führte dazu, dass das Fürstentum Siebenbürgen faktisch eigenständig wurde.
Für Moldau und Walachei bedeutete der Niedergang Ungarns, dass sie politisch noch stärker dem Druck des Osmanischen Reiches ausgesetzt waren und schließlich zu dessen Vasallen wurden. Den Versuch sich von der türkischen Vorherrschaft zu befreien unternahm Mihai Viteazul (Michael der Tapfere, 1593–1601), der im Jahr 1600 von Mai bis September die drei von Rumänen bewohnten Fürstentümer geführt hatte. Diese Machtkonzentration dauerte aber nur vier Monate, da sie sowohl von den Nachbarstaaten als auch den internen Eliten abgelehnt wurde.
Das Osmanische Reich sicherte sich mit der Dobrudscha, dem Budschak (1538) und dem Banat (1551) weitere teilweise rumänisch besiedelte Territorien. Im 17. und 18. Jahrhundert trat die Habsburgermonarchie dem türkischen Herrschaftsanspruch entgegen. Die Situation der rumänischen Fürstentümer verschlechterte sich dadurch, da die Habsburger Siebenbürgen (1711), das Banat (1718), Oltenien (1718–1739) und die Bukowina (1775) unter ihre Kontrolle brachten.
Nach dem Niedergang Polens übte das Russische Reich, das sich 1812 in Bessarabien festsetzte, als dritte ausländische Großmacht Einfluss auf die rumänischen Fürstentümer aus. Auch die Innenpolitik Moldaus und der Walachei waren durch die außenpolitische Lage betroffen, da das Osmanische Reich griechischstämmige Phanarioten als Fürsten einsetzte.

### Unabhängigkeit

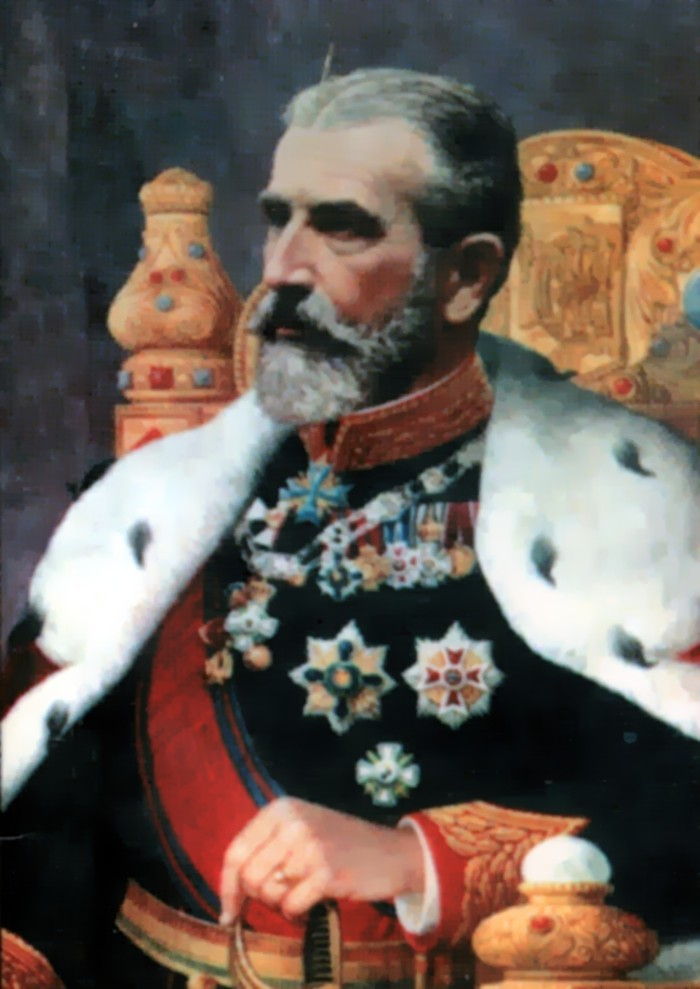
Carol I. – erster rumänischer König von 1881 bis 1914

Die Vertreter der Revolution von 1848 forderten eine Vereinigung der Fürstentümer Rumäniens, wozu sich nach der Schwächung Russlands infolge des Krimkrieges eine außenpolitische Gelegenheit bot. 1859 wurde Alexandru Ioan Cuza (1859–1866) sowohl zum Fürsten der Walachei als auch Moldaus gewählt. Am 24. Dezember 1861 schuf er eine Realunion durch die Proklamation des Fürstentums Rumänien (das sogenannte „Altreich“) mit der Hauptstadt Bukarest. Aufgrund innenpolitischer Konflikte wurde Cuza 1866 mit Billigung der Großmächte durch die Adligen zur Abdankung gezwungen und durch den deutschen Prinzen Carol I. (Karl I., 1866–1914) aus der Dynastie Hohenzollern-Sigmaringen ersetzt. Im Russisch-Osmanischen Krieg 1877–1878 unterstützten die Rumänen Russland, woraufhin ihre Unabhängigkeit auf dem Berliner Kongress bestätigt wurde. Zusätzlich erhielt Rumänien die Dobrudscha gegen die Abtretung des südlichen Bessarabiens an Russland. Am 26. März 1881 wurde das neue Königreich Rumänien ausgerufen.
1907 kam es zu einem Bauernaufstand. 1913 kämpfte Rumänien im Zweiten Balkankrieg gegen Bulgarien und sicherte sich im Frieden von Bukarest die südliche Dobrudscha. Bei Ausbruch des Ersten Weltkriegs 1914 wollte Carol I. Partei zugunsten der Mittelmächte ergreifen, setzte sich aber innenpolitisch nicht durch. Unter seinem Neffen und Nachfolger Ferdinand I. (1914–1927) trat Rumänien im Sommer 1916 der Entente bei. Auf dem damit eröffneten neuen Kriegsschauplatz eroberten die Rumänen zunächst Teile Siebenbürgens, wurden aber bald zurückgedrängt. Bis Dezember 1916 eroberten und besetzten die Mittelmächte in einer Gegenoffensive die Walachei, woraufhin Ferdinand I. und die Regierung in die Moldau fliehen mussten.
Nach dem Ende des Ersten Weltkriegs schlossen sich am 1. Dezember 1918 (Nationalfeiertag) die mehrheitlich rumänisch besiedelten Territorien Russlands und Österreich-Ungarns Rumänien an. Dies führte 1919 zum Ungarisch-Rumänischen Krieg, der mit der Besetzung Budapests durch die Rumänen endete. In den Friedensverträgen von Versailles 1919 und Trianon 1920 wurden Rumäniens neue Grenzen anerkannt: Vom untergegangenen Österreich-Ungarn erhielt es Siebenbürgen, das östliche Kreischgebiet, die südliche Maramuresch, die Bukowina und zwei Drittel des Banats; vom bolschewistischen Russland zusätzlich Bessarabien.

### Großrumänien

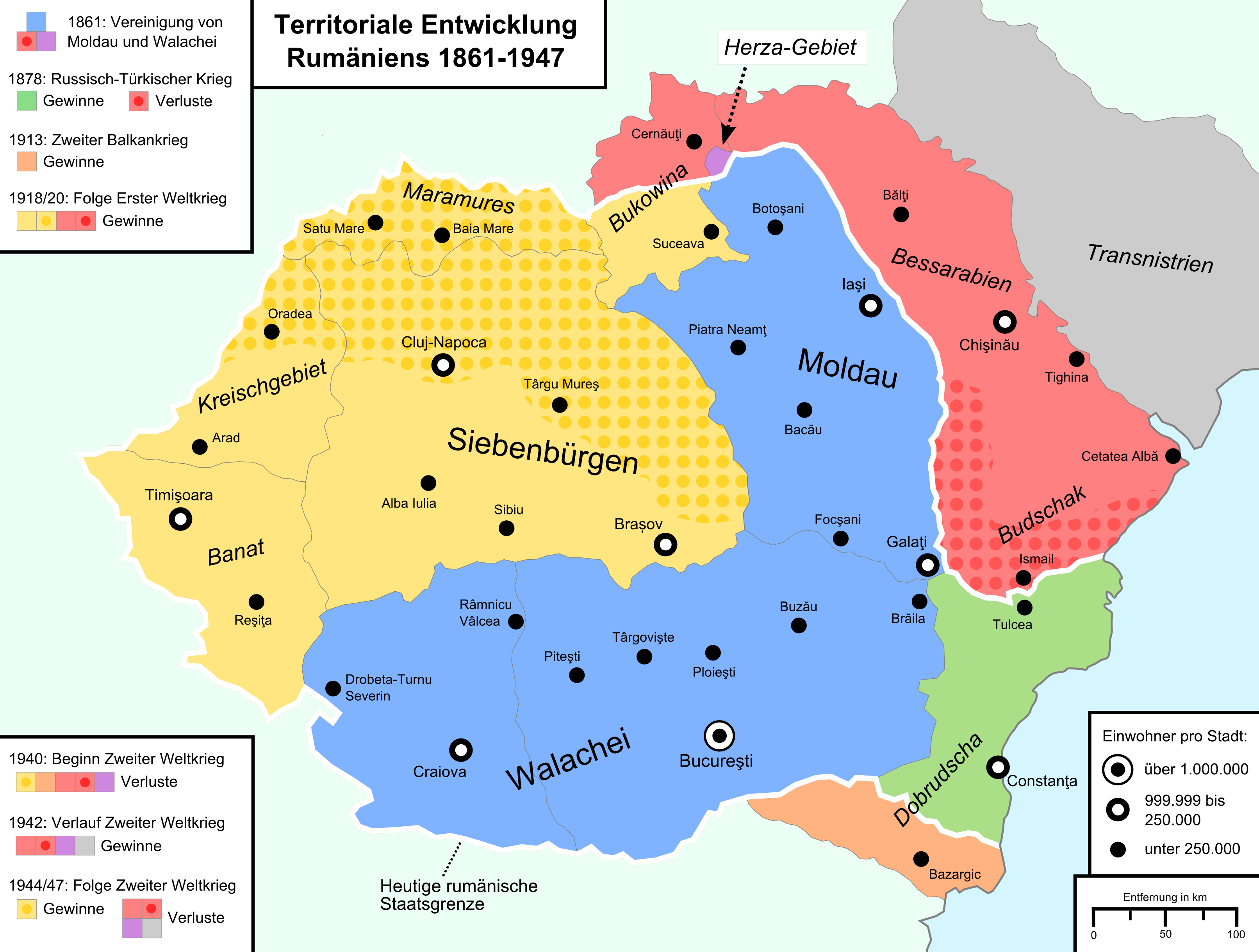
Die Entwicklung des rumänischen Territoriums zwischen 1861 und 1947
Verteilung der Ethnien in den Kreisen Großrumäniens (Volkszählung 1930)

Nach dem Ersten Weltkrieg hatten sich Staatsfläche und Bevölkerungszahl des neuen „Großrumäniens“ verdoppelt, wodurch es von einem relativ einheitlichen Nationalstaat zu einem Vielvölkerstaat geworden war. Etwa ein Viertel der rumänischen Staatsbürger gehörten einer der nationalen Minderheiten wie Ungarn, Deutschen, Ukrainern oder Bulgaren an. Wie andere Staaten Europas war auch Rumänien in der Zwischenkriegszeit von politischer Instabilität gekennzeichnet. 1927 wurde Kronprinz Carol zum Thronverzicht gezwungen und sein minderjähriger Sohn Mihai I. (Michael I., 1927–1930 und 1940–1947) wurde König.

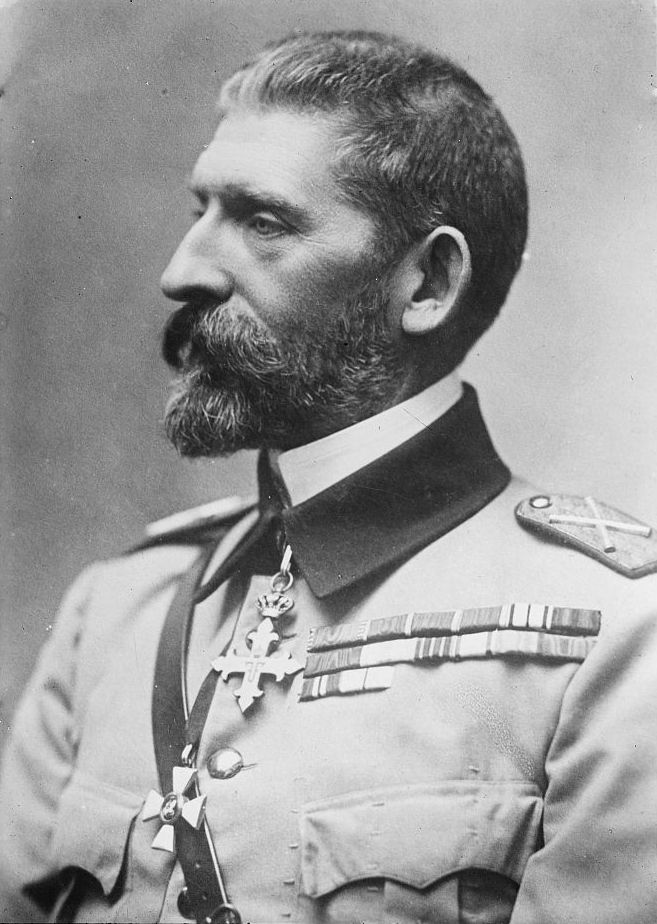
Ferdinand I.

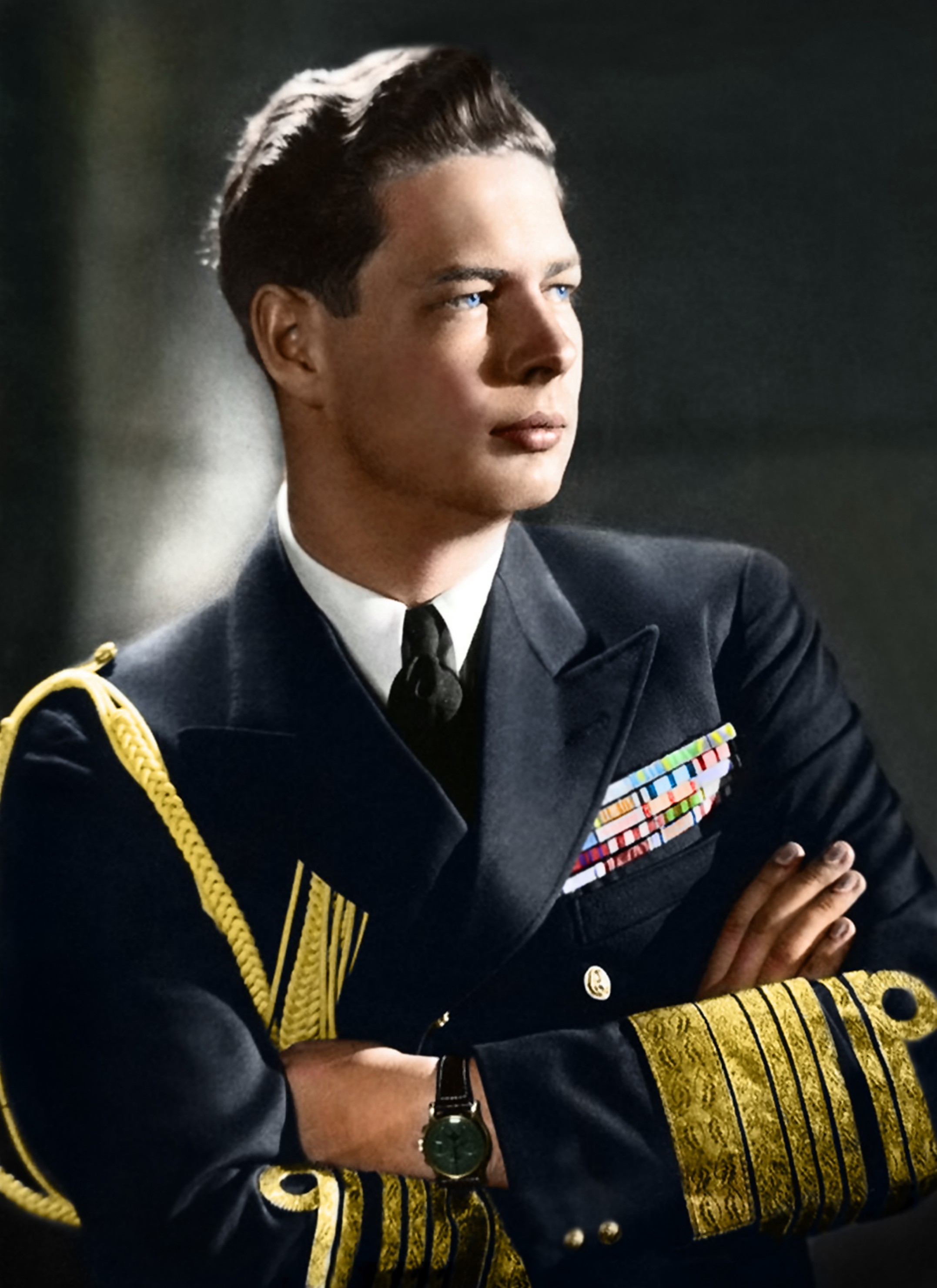
Mihai I.

1929 wurde ein Frauenwahlrecht bei Kommunalwahlen eingeführt, jedoch wurde das Wahlrecht vom Bildungsgrad der Frauen, der sozialen Stellung und besonderen Verdiensten gegenüber der Gesellschaft abhängig gemacht. Die Verfassung von 1938 stellte Männer und Frauen in wahlrechtlicher Hinsicht gleich, und das Wahlgesetz von 1939 führte aus, dass Frauen und Männer, die lesen und schreiben konnten, ab 30 zu den Wahlen zugelassen waren.
Der Vater von Michael I. bestieg 1930 doch noch als Carol II. (Karl II., 1930–1940) den Thron. Dieser errichtete 1938 eine Königsdiktatur mit der Begründung, eine Beteiligung der faschistischen Eisernen Garde an der Regierung zu verhindern.
Rumänien wandte sich außenpolitisch in den 1930er Jahren dem NS-Staat zu. Nach Ausbruch des Zweiten Weltkriegs und der sich daran anschließenden territorialen Neuordnung Europas (siehe auch Hitler-Stalin-Pakt, Wiener Schiedsspruch) verlor Rumänien große Teile seines Staatsgebietes: Im Sommer 1940 besetzte die Sowjetunion militärisch die Nordbukowina, das Herza-Gebiet und Bessarabien; an Bulgarien fiel die Süddobrudscha; an Ungarn das nördliche Siebenbürgen (Zweiter Wiener Schiedsspruch). Carol II. ging nach diesen Verlusten ins Exil.
General Ion Antonescu baute eine faschistische Militärdiktatur auf und trat den Achsenmächten bei. Während des Zweiten Weltkriegs beteiligte sich Rumänien 1941 am zunächst erfolgreichen deutschen Feldzug gegen die Sowjetunion, wodurch die ein Jahr zuvor verlorenen Gebiete wieder rumänisch wurden. Innenpolitisch wurden Juden und Roma vom Antonescu-Regime verfolgt und ermordet. Die erfolgreiche Offensive der Sowjetunion im August 1944 führte zum Sturz Antonescus und zum Frontwechsel Rumäniens. Nach Ende des Zweiten Weltkriegs erhielt es zwar Nordsiebenbürgen von Ungarn zurück, doch kamen Bessarabien, das Herza-Gebiet und die Nordbukowina wieder unter sowjetische Herrschaft. Der Hauptteil dieses Gebietes bildet heute die eigenständige Republik Moldau, der Rest ist Teil der Ukraine.
Im Zweiten Weltkrieg verlor Rumänien rund 378.000 Soldaten und Zivilisten. Die rumänische Regierung war im Holocaust an der Ermordung von etwa 270.000 rumänischen Juden aktiv beteiligt.

### Volksrepublik

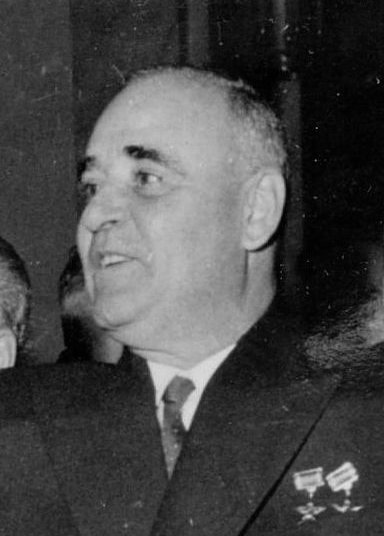
Gheorghe Gheorghiu-Dej (1961)

Nach dem Zweiten Weltkrieg geriet Rumänien unter sowjetischen Einfluss. Die Eliten des alten Systems und politische Gegner wurden enteignet, verschleppt oder ermordet.
1946 wurde der Bildungszensus aufgehoben und ein allgemeines Wahlrecht für beide Geschlechter festgeschrieben.
1947 wurden alle bürgerlichen Parteien verboten, König Mihai I. wurde abgesetzt. Die Sozialdemokraten wurden mit der zuvor unbedeutenden Partidul Comunist din România (PCR) zwangsvereinigt, woraus ab März 1948 die Partidul Muncitoresc Român (PMR, deutsch Rumänische Arbeiterpartei) hervorging. Diese rief die Volksrepublik Rumänien aus, in der Gheorghe Gheorghiu-Dej der bestimmende Mann war. 1948 erfolgte eine letzte territoriale Abtretung, als die Schlangeninsel der Sowjetunion übergeben wurde.
Staat und Wirtschaft Rumäniens wurden systematisch nach stalinistischen Vorstellungen umgeformt: 1948 wurde die Industrie verstaatlicht, ab 1950 auch die Landwirtschaft. Mitte der 1950er Jahre verbesserte sich die wirtschaftliche Versorgungslage in Rumänien, was die innenpolitische Lage stabilisierte. Um den ethnischen Gegensatz mit den Ungarn innerhalb Rumäniens abzuschwächen, wurde 1952 in deren Hauptsiedlungsgebiet das autonome Szeklerland eingerichtet. Außenpolitisch strebte Gheorghiu-Dej eine vorsichtige Eigenständigkeit gegenüber der Sowjetunion an, dennoch trat Rumänien 1949 dem Rat für gegenseitige Wirtschaftshilfe und 1955 dem Warschauer Pakt bei.

### Sozialistische Republik

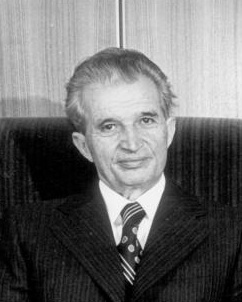
Nicolae Ceaușescu – rumänischer Autokrat von 1965 bis 1989

Wappen der Sozialistischen Republik Rumänien (bis 1989)

In einer Periode politischen Tauwetters in Rumänien rief am 21. August 1965 die sich nun Partidul Comunist Român (PCR) nennende Rumänische Kommunistische Partei die Sozialistische Republik Rumänien aus. Führender Mann des Landes wurde Nicolae Ceaușescu, der nach dem Tod von Gheorghiu-Dej das Amt des Generalsekretärs der Kommunistischen Partei übernommen hatte. Ceaușescu emanzipierte sich und warf im Mai 1967 der Sowjetunion vor, die rumänische Kommunistische Partei unterwandern zu wollen. Im März 1968 zog er seine Verhandlungsdelegation vom Budapester Konsultativtreffen der kommunistischen Parteien zurück, weil der syrische Kommunistenführer Chalid Bakdasch Rumäniens Missionschef einen „Chauvinisten“ genannt hatte. Obwohl die Außenpolitik Ceaușescus den sowjetischen Nachbarn reizte, fanden die Sowjets in Rumänien keinen innenpolitischen Vorwand zum Eingreifen wie in der Tschechoslowakei. Die Diktatur der Kommunistischen Partei, ihre „führende Rolle“, war unangefochtener als in den meisten anderen Ostblockstaaten. Weiterhin betonte Ceaușescu demonstrativ die nationale Eigenständigkeit Rumäniens von der Sowjetunion und unternahm mehrere radikale Einschnitte in Wirtschaft und Gesellschaft: Gesetze zur Förderung des Kinderreichtums und ein Abtreibungsverbot sollten die Bevölkerungszahl Rumäniens steigern. Mittels ausländischer Kredite und durch die Umsiedlung von Teilen der Landbevölkerung in die Städte sollte das agrarisch geprägte Land mehr industrialisiert werden.
Diese Maßnahmen führten jedoch nach einigen vielversprechenden Anfängen nicht zum gewünschten Erfolg, sondern seit den späten 1970er Jahren vielmehr zu einer Versorgungskrise. Der Zusammenbruch der Volkswirtschaft und die mangelnde Bonität Rumäniens zwangen das Regime schließlich zum Export von Grundversorgungsgütern, die nun im Land selbst immer knapper wurden. Dennoch bewahrte Ceaușescu seine Macht zunächst durch die Geheimpolizei Securitate und einen sehr ausgeprägten Personenkult. Nach dem Mauerfall und der Wende 1989 in der DDR und den anderen Staaten des Ostblocks kam es zur Rumänischen Revolution. Demonstranten forderten das Ende des mit Gewalt regierenden Ceaușescu-Regimes. Die Securitate setzte daraufhin Schusswaffen ein, während Teile der regulären Armee dem Regime die Unterstützung verweigerten und Widerstand leisteten, was zu Straßenkämpfen mit mehr als 1000 Todesopfern führte. Nachdem sich die Armeeführung mit den Demonstranten verbündet hatte, wurde Ceaușescu am 25. Dezember 1989 vor ein Militärgericht gestellt und nach einem kurzen Schauprozess zusammen mit seiner Frau standrechtlich erschossen.

### Rumänien seit 1990
In der nachkommunistischen Zeit konnte sich Rumänien nur langsam von den Folgen jahrzehntelanger Diktatur und Misswirtschaft erholen. Vorherrschende Partei in den Jahren nach der Revolution wurde die sozialdemokratische PSD (Partidul Social Democrat) unter dem neuen Staatspräsidenten Ion Iliescu. Die PSD rekrutierte sich größtenteils aus den alten kommunistischen Eliten. Dennoch verfolgte Rumänien fortan einen demokratischen und marktwirtschaftlichen Kurs. Außenpolitisch orientierte es sich nach Westen.
1996 wurde Emil Constantinescu neuer Staatspräsident, seine Partei, die christdemokratische PNȚ-CD, wurde stärkste Kraft im Parlament. Sie scheiterte jedoch bei den Wahlen 2000 an der Fünf-Prozent-Hürde, was eine Rückkehr der PSD an die Regierung ermöglichte. Iliescu wurde wieder Staatspräsident, Adrian Năstase neuer Ministerpräsident. Im Jahr 2004 trat Rumänien der NATO bei.
Bei den Präsidentschaftswahlen 2004 setzte sich Traian Băsescu durch, der sich auf eine Mitte-rechts-Koalition stützte. 2007 wurde Rumänien Teil der Europäischen Union. Im selben Jahr kam es zu einem Machtkampf zwischen Băsescu und dem Ministerpräsidenten Călin Popescu-Tăriceanu von der nationalliberalen PNL. Băsescu wurde zeitweilig vom Parlament suspendiert, kehrte aber nach einem für ihn positiven Referendum in sein Amt zurück.
Die Parlamentswahlen in Rumänien 2008 fanden erstmals entkoppelt von den Präsidentschaftswahlen statt. Die PSD und die neu gegründete PD-L gingen daraus als Sieger hervor, woraufhin sie eine Regierung unter Emil Boc bildeten.

### Staatskrisen seit 2011
Harte Sparmaßnahmen führten zu Protesten und schließlich zu einem Misstrauensvotum im Parlament. Das Kabinett Boc II trat zurück. Der frühere Außenminister Teodor Baconschi behauptete, durch die Manipulation einzelner Abgeordneter seien einige zum Oppositionsbündnis übergetreten. Staatspräsident Traian Băsescu ernannte Anfang Februar 2012 Mihai Răzvan Ungureanu zum Premierminister und beauftragte ihn mit der Regierungsbildung.
Nach weniger als drei Monaten im Amt scheiterte Ungureanus Regierung an einem erfolgreichen Misstrauensvotum im Parlament, das von den Parteien Partidul Social Democrat (PSD) und Partidul Național Liberal (PNL) eingebracht wurde.
Im Februar 2011 formten die Sozialdemokratische Partei Rumäniens, die National-Liberale Partei unter Crin Antonescu, und die Konservative Partei unter Daniel Constantin die Koalition Uniunea Social Liberală (USL, deutsch Sozialliberale Union). Victor Ponta, Leiter der USL, wurde am 27. April 2012 von Staatspräsident Traian Băsescu mit der Bildung eines Kabinetts beauftragt. Băsescu bezeichnete die Ernennung von Ponta als normalen Ablauf des politischen Lebens eines demokratischen Staates und äußerte seine Zuversicht für die Überwindung der politischen Krise. Ponta sollte die Regierungsgeschäfte einstweilen bis zur Parlamentswahl im Spätherbst führen.
Ende Juni 2012 wurde ein Amtsenthebungsverfahren gegen den rumänischen Präsidenten Traian Băsescu eingeleitet, in dem ihm massive Verfassungsverstöße vorgeworfen wurden. Die Abstimmung im Parlament führte zur Suspendierung des Präsidenten. Die Amtsgeschäfte führte indes der nationalliberale Senatspräsident Crin Antonescu. Beim EU-Gipfel am 28. und 29. Juni 2012 nahm Ponta als Vertreter Rumäniens teil, entgegen einer Entscheidung des Verfassungsgerichts, das Präsident Băsescu das Recht zugesprochen hatte, Rumänien wie bisher auch beim Gipfel zu vertreten, indem es urteilte, Traian Băsescu habe seine Befugnisse nicht überschritten. Eine Volksabstimmung zur Amtsenthebung verfehlte Ende Juli die notwendige Wahlbeteiligung, sodass Băsescu in sein Amt zurückkehren konnte.
Bei den Präsidentschaftswahlen 2014 wurde Klaus Johannis, der Bürgermeister von Hermannstadt, zum Nachfolger Băsescus gewählt. Er setzte sich in einer Stichwahl gegen Ministerpräsident Ponta durch. Ponta trat nach Massenprotesten im November 2015 von allen Ämtern zurück. Neuer Premierminister wurde Dacian Cioloș als Vorsitzender einer Übergangsregierung. Indes gewann die PSD unter ihrem neuen Vorsitzenden Liviu Dragnea die Parlamentswahlen 2016. Aufgrund Vorstrafen konnte Dragnea das Amt des Ministerpräsidenten nicht selbst übernehmen und ließ sich zum Präsidenten der Abgeordnetenkammer wählen. Nachdem Präsident Johannis die von Dragnea vorgeschlagene Ernennung von Sevil Shhaideh verweigerte, wurde auf weiteren Vorschlag Dragneas Sorin Grindeanu zum Premier ernannt.

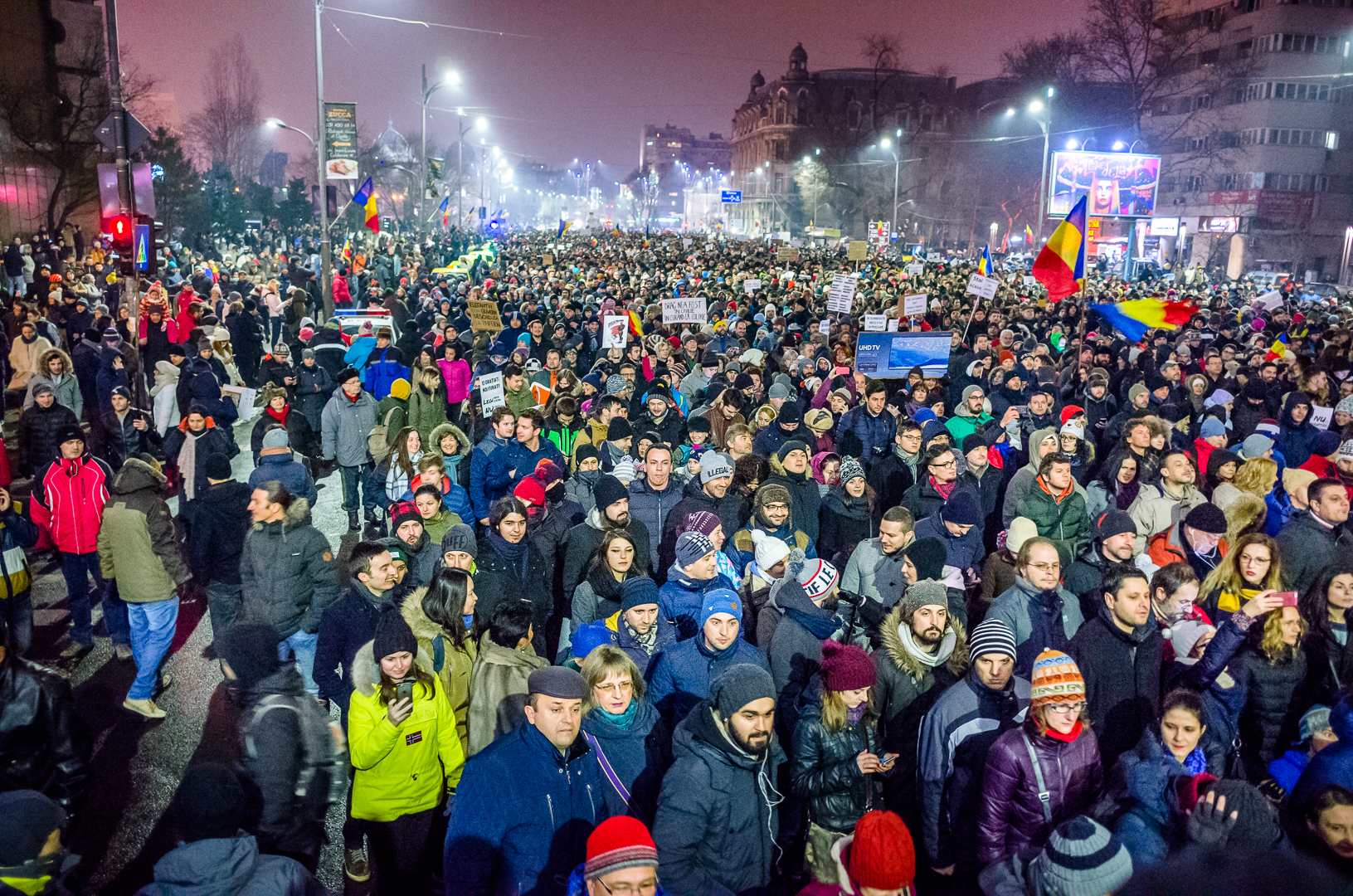
Demonstration in Bukarest am 22. Januar 2017

2017 kam es zu wochenlangen Protesten in Rumänien gegen die nach der Parlamentswahl 2016 gebildete Regierung Sorin Grindeanus. Sie sind der größte Massenprotest in der Geschichte Rumäniens. Im Zentrum der Proteste standen angestrebte Änderungen des Strafgesetzbuches und eine Gesetzesinitiative zur Begnadigung von Hunderten wegen Amtsmissbrauchs angeklagten Amtsträgern. Nach der Veröffentlichung der Verordnungen am 31. Januar fanden für 15 Tage in Folge in vielen Städten des Landes täglich Demonstrationen gegen die Regierung statt. Die vorläufigen Höhepunkte bildeten die Proteste vom 1. Februar mit landesweit etwa 450.000 Teilnehmern und die Proteste vom 5. Februar mit etwa 500.000 Teilnehmern allein in Bukarest. Der Senat sprach sich am 14. Februar einstimmig gegen die Verordnung aus. Auch das rumänische Parlament lehnte am 21. Februar das Dekret ab.
Die Regierung versuchte im Juni 2018, die Unabhängigkeit der Justiz und der Geheimdienste einzuschränken unter dem von Liviu Dragnea vorgebrachten Vorwand, einen „Schattenstaat“ zu bekämpfen. Im Eilverfahren wurde die Strafgesetzordnung massiv verändert. So sollten Opfer nur noch in Anwesenheit der Täter aussagen dürfen und Fristen wurden derart verkürzt, dass Untersuchungen der Justiz kaum mehr Aussicht auf Erfolg hätten.
Bei der Präsidentschaftswahl 2024 kandidierte Amtsinhaber Johannis nicht mehr. Nachdem diese Wahl aufgrund russischer Wahlbeeinflussung vom Verfassungsgerichtshof annulliert worden war, wurde Johannis vor allem aus dem rechten Lager kritisiert, weil er kommissarisch weiter im Amt verblieb. Dazu hatte ihn jedoch das Verfassungsgericht unter Verweis auf Artikel 83 der Verfassung Rumäniens aufgefordert, da demnach der Staatspräsident bis zur Vereidigung seines Nachfolgers weiter amtieren muss. Im Januar 2025 stellten drei rechte Oppositionsfraktionen (POT, AUR und S.O.S.), die über etwa 35 Prozent der Sitze im Parlament verfügten, einen Antrag auf Amtsenthebung von Johannis. Der Antrag wurde am 3. Februar 2025 bereits aufgrund von Formfehlern von der Parlamentsleitung abgelehnt. Am 12. Februar 2025 trat er schließlich freiwillig zurück und übergab die Amtsgeschäfte an den liberalen Senatspräsidenten Ilie Bolojan als Interimspräsident. Im Mai 2025 wurde schließlich der liberale Bukarester Oberbürgermeister Nicușor Dan zum Präsidenten gewählt.

## Politik

### Politisches System

Der Parlamentspalast in Bukarest

Rumänien ist eine repräsentative Demokratie mit einem semipräsidentiellen Regierungssystem. Staatsoberhaupt ist der Präsident (Președinte), Regierungschef ist der Premierminister (Prim-ministru). Die gesetzgebende Gewalt liegt bei einem Zweikammerparlament.
Der Präsident wird direkt vom Volk gewählt. Erhält kein Kandidat im ersten Durchgang eine absolute Mehrheit, wird eine Stichwahl durchgeführt. Die Amtszeit des Präsidenten beträgt fünf Jahre, wobei die Möglichkeit zur einmaligen Wiederwahl besteht. Als Staatsoberhaupt ernennt der Präsident den Ministerpräsidenten und ist Oberbefehlshaber der Streitkräfte. Präsident ist seit Mai 2025 Nicușor Dan.
- PSD: 86
- AUR: 63
- PNL: 49
- USR: 40
- S.O.S.: 28
- POT: 24
- UDMR: 22
- Nationale Minderheiten: 19

Das Parlament ist für die nationale Gesetzgebung zuständig. Es besteht aus zwei Kammern: der Abgeordnetenkammer mit derzeit 331 Parlamentariern (Camera Deputaților) und dem Senat (Senatul) mit 134 Senatoren
Die Mitglieder werden in einem gemischten Personen- und Verhältniswahlrecht gewählt. Eine Legislaturperiode dauert vier Jahre. Parteien ziehen nur in das Parlament ein, wenn sie die Sperrklausel von fünf Prozent aller abgegebenen Stimmen übertreffen. Insgesamt sind achtzehn Sitze für Abgeordnete von Minderheitenparteien reserviert.
Nach den Wahlen vom Dezember 2020 bildeten PNL, das liberale Parteienbündnis USR-PLUS und die Partei der ungarischen Minderheit UDMR die Regierung Florin Cîțu, die am 25. November 2021 von der zurzeit amtierenden Regierung Nicolae Ciucă aus PNL, PSD und UDMR abgelöst wurde. Am 1. Dezember 2024 wurde die Abgeordnetenkammer neu gewählt.

### Politische Indizes
| Name des Index                     | Indexwert    | Weltweiter Rang | Interpretationshilfe | Jahr |
| ---------------------------------- | ------------ | --------------- | --- | ---- |
| Fragile States Index               | 51 von 120   | 130 von 179     | Stabilität des Landes: stabil 0 = sehr nachhaltig / 120 = sehr alarmierend Rang: 1 = fragilstes Land / 179 = stabilstes Land | 2024 |
| Demokratieindex                    | 5,99 von 10  | 72 von 167      | Hybridregime 0 = autoritäres Regime / 10 = vollständige Demokratie                                                           | 2024 |
| Freedom in the World Index         | 83 von 100   | —               | Freiheitsstatus: frei 0 = unfrei / 100 = frei                                                                                | 2024 |
| Rangliste der Pressefreiheit       | 66,4 von 100 | 55 von 180      | Erkennbare Probleme für die Pressefreiheit 100 = gute Lage / 0 = sehr ernste Lage                                            | 2025 |
| Korruptionswahrnehmungsindex (CPI) | 46 von 100   | 65 von 181      | 0 = sehr korrupt / 100 = sehr sauber                                                                                         | 2024 |

### Außen- und Sicherheitspolitik

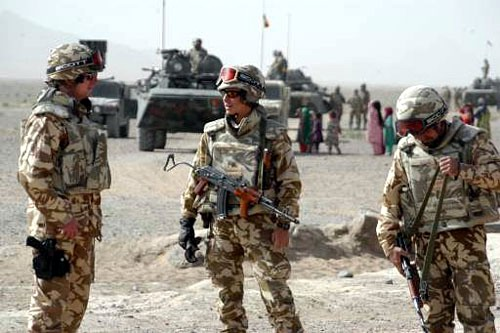
Rumänische Soldaten in Afghanistan (2003)

Rumänien ist in die bedeutenden europäischen und transatlantischen Staatenbünde integriert. Es trat am 1. Januar 2007 unter Auflagen der Europäischen Union bei. Die EU verlangt allerdings von Rumänien, dass es die Korruption bekämpft, eine unabhängige Justiz aufbaut und funktionierende Behörden schafft. Im Zuge der NATO-Osterweiterung wurde Rumänien am 29. März 2004 Mitglied der NATO und ist seitdem in die transatlantische Sicherheitsstruktur eingebunden. 2004 und 2005 war Rumänien nichtständiges Mitglied im UN-Sicherheitsrat, im Juli 2004 und im Oktober 2005 führte es den Vorsitz.

### Militär
Die Armata Română (Rumänische Armee) sind die Streitkräfte Rumäniens. Sie setzt sich aus 75.000 Berufssoldaten und 15.000 zivilen Mitarbeitern zusammen. Das Verteidigungsbudget macht ungefähr zwei Prozent des Bruttoinlandsprodukts aus. Rumänien nahm an den NATO-Missionen in Bosnien und Herzegowina (SFOR) und dem Kosovo (KFOR) teil. Außerdem unterstützte die Armee militärische Operationen der Vereinigten Staaten in Afghanistan und im Irak.
Die USA stehen für Rumänien insbesondere in sicherheitspolitischer Hinsicht an erster Stelle. Beide Länder schlossen 1997 eine „Strategische Partnerschaft“, die 2011 aktualisiert wurde. Vor dem Hintergrund der Entwicklungen in der Ukraine und der Schwarzmeerregion hat die sicherheitspolitische Kooperation Rumäniens mit den USA noch an Bedeutung gewonnen.

„Das US-Außenministerium hat grünes Licht für den Verkauf von Flugabwehrsystemen (Patriot-Raketen, Anm.) an Rumänien gegeben.“

Im März 2022, wenige Wochen nach dem Beginn des russischen Überfalls auf die Ukraine, wurden auch deutsche Kampfflugzeuge in Rumänien stationiert.

### Menschenrechte
Im Zuge der Beitrittsverhandlungen zur Europäischen Union stellte die Europäische Kommission 2005 fest, dass Rumänien beim Schutz der Menschenrechte Fortschritte gemacht habe. Allerdings ist vor allem der Umgang mit Minderheiten durch den rumänischen Staat und die rumänische Bevölkerung immer noch teilweise problematisch. So kommt es nach wie vor zu Diskriminierungen und Übergriffen gegen Angehörige der Volksgruppe der Roma. Amnesty International wies 2011 darauf hin, dass in den Gefängnissen gegen das Verbot von Folter und anderen Misshandlungen verstoßen wird. Obwohl laut dem Europäischen Gerichtshof für Menschenrechte Rumänien homosexuelle Paare anerkennen muss, werden gleichgeschlechtliche Partnerschaften nicht anerkannt.

### Verwaltungsgliederung (Kreise)

Planungsregionen

Die historischen Regionen haben in Rumänien keine administrative Bedeutung. Der Staat ist in 41 Kreise („județ“, Plural: „județe“) sowie die Hauptstadt Bukarest unterteilt. Diese zentralistische Verwaltungsgliederung wurde nach dem Vorbild der französischen Départements im 19. Jahrhundert geschaffen. In den ersten Jahren der kommunistischen Herrschaft wurde diese Ordnung verändert, doch kehrte Rumänien 1968 zum ursprünglichen System zurück. Davon abweichend wurden 1981 die Kreise Ialomița und Ilfov in die Kreise Călărași, Giurgiu, Ialomița und Ilfov neu organisiert. Bis 1997 war Ilfov kein selbständiger Kreis, sondern von Bukarest abhängig.
Im Durchschnitt haben die rumänischen Kreise (inklusive der Hauptstadt) etwas mehr als 500.000 Einwohner auf 5676 km². Verglichen mit föderalistischen Verwaltungsstrukturen in Deutschland oder den USA, wo einzelne Verwaltungseinheiten andere der gleichen Ebene um mehr als das Zehnfache an Größe übertreffen, weichen die Zahlen in Rumänien nur gering voneinander ab. Abgesehen von der Hauptstadtregion reicht die Bevölkerungsanzahl in den Kreisen von etwa 222.000 (Covasna) bis 829.000 (Prahova). Der flächenmäßig größte Kreis ist Timiș mit 8697 km², der kleinste Ilfov mit 1593 km². Letzterer umgibt Bukarest und ist deutlich kleiner als die übrigen Verwaltungseinheiten. Bereits der zweitkleinste Kreis Giurgiu erstreckt sich über 3526 km².
Parallel existieren in Rumänien acht Planungsregionen. Diese wurden 1998 im Zuge der Vorbereitung auf den EU-Beitritt geschaffen. Sie haben keine realen Befugnisse und sind somit auch keine juristischen Verwaltungseinheiten. Die Planungsregionen sind allerdings für die Zuteilung von EU-Fördergeldern sowie für statistische Erhebungen von Bedeutung.
2013 wurde in Rumänien ein umfassender Prozess der Dezentralisierung und Regionalisierung mit dem Ziel einer Modernisierung des öffentlichen Verwaltungssystems in Gang gesetzt. Im November 2013 leitete die Rumänische Regierung das Dezentralisierungsgesetz dem Rumänischen Parlament zu. Dieses legte den Gesetzesentwurf dem Verfassungsgerichtshof vor, der es für verfassungswidrig erklärte.

## Wirtschaft

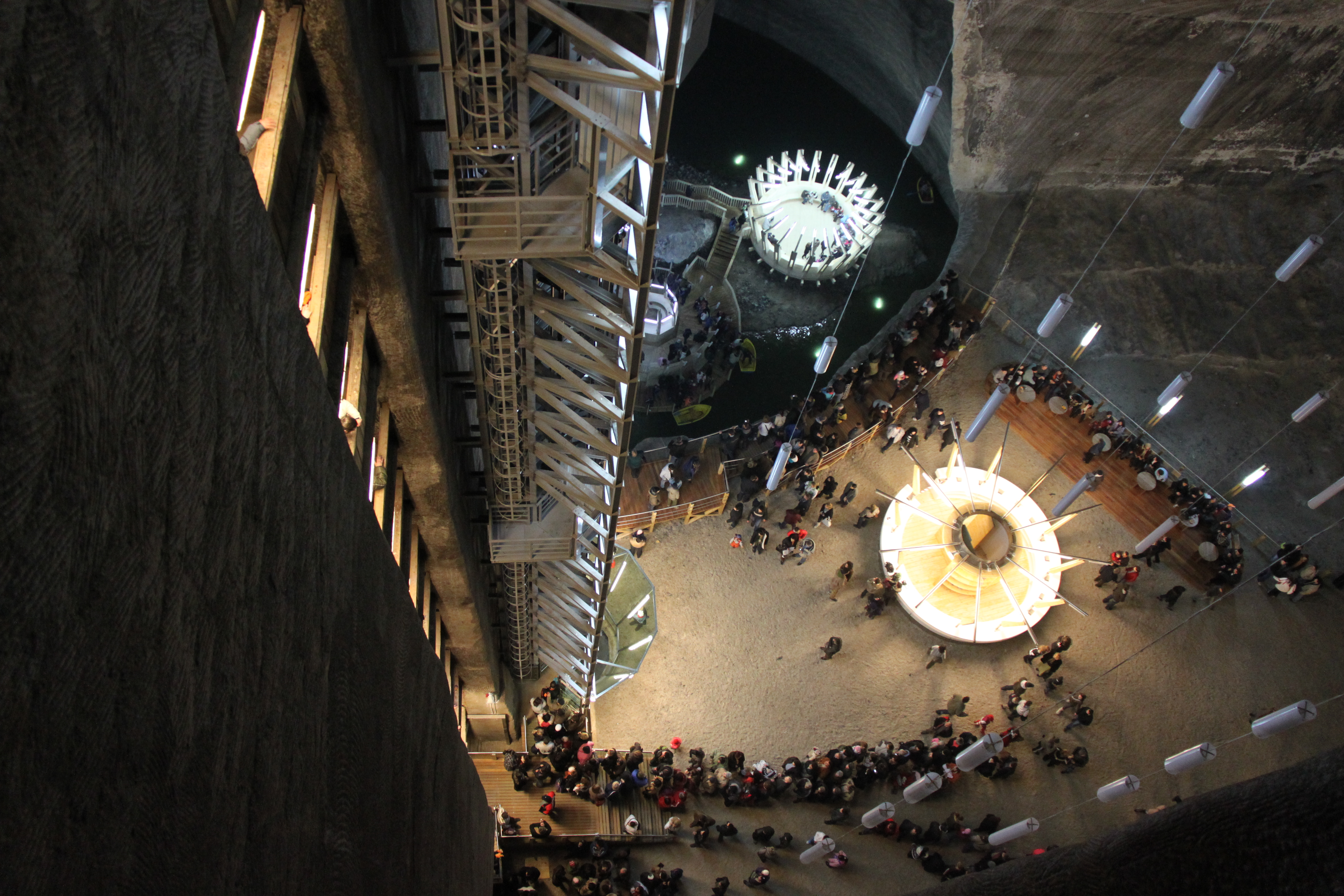
Salzbergwerk Turda
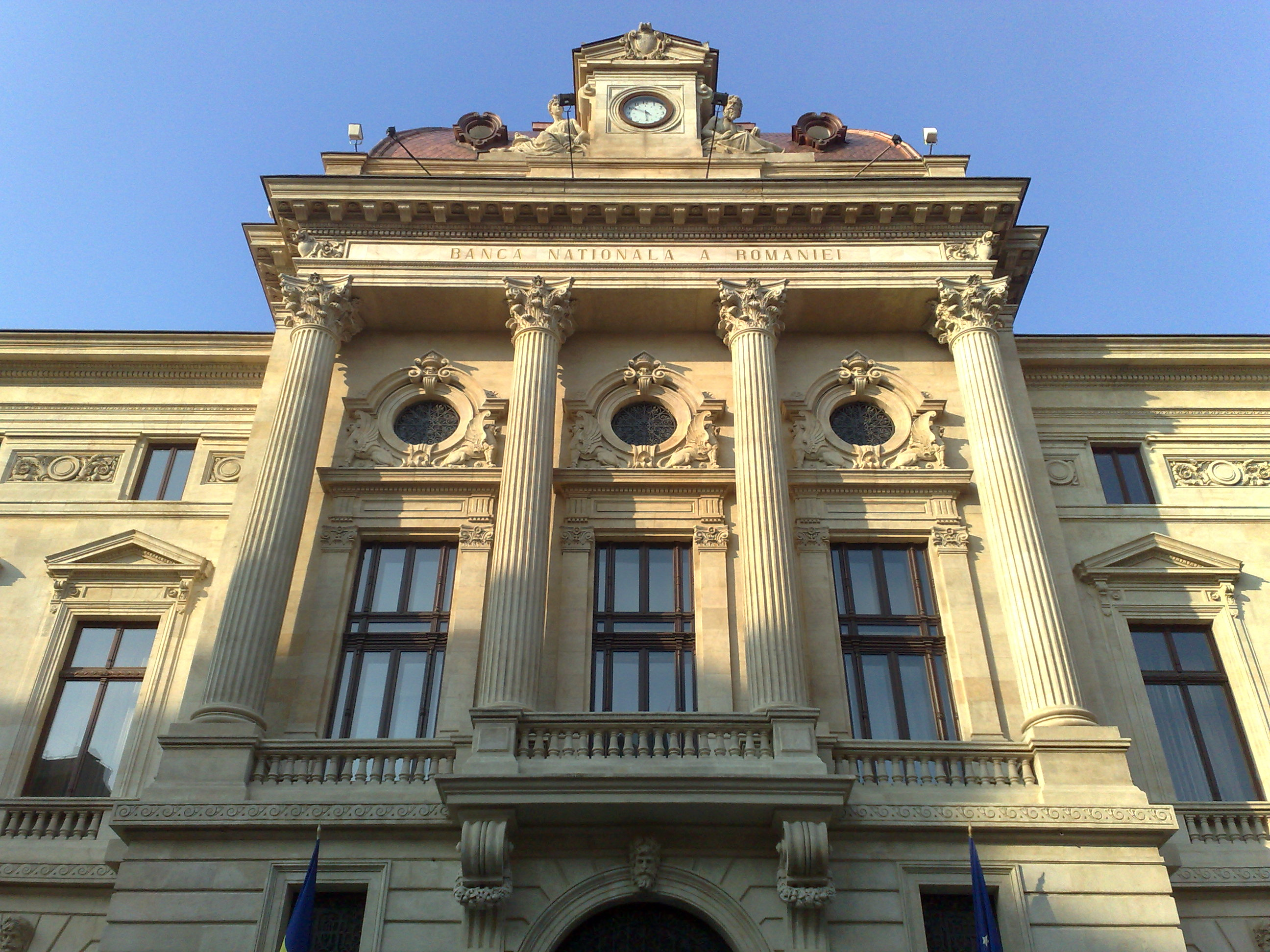
Rumänische Nationalbank in Bukarest (Banca Națională a României)
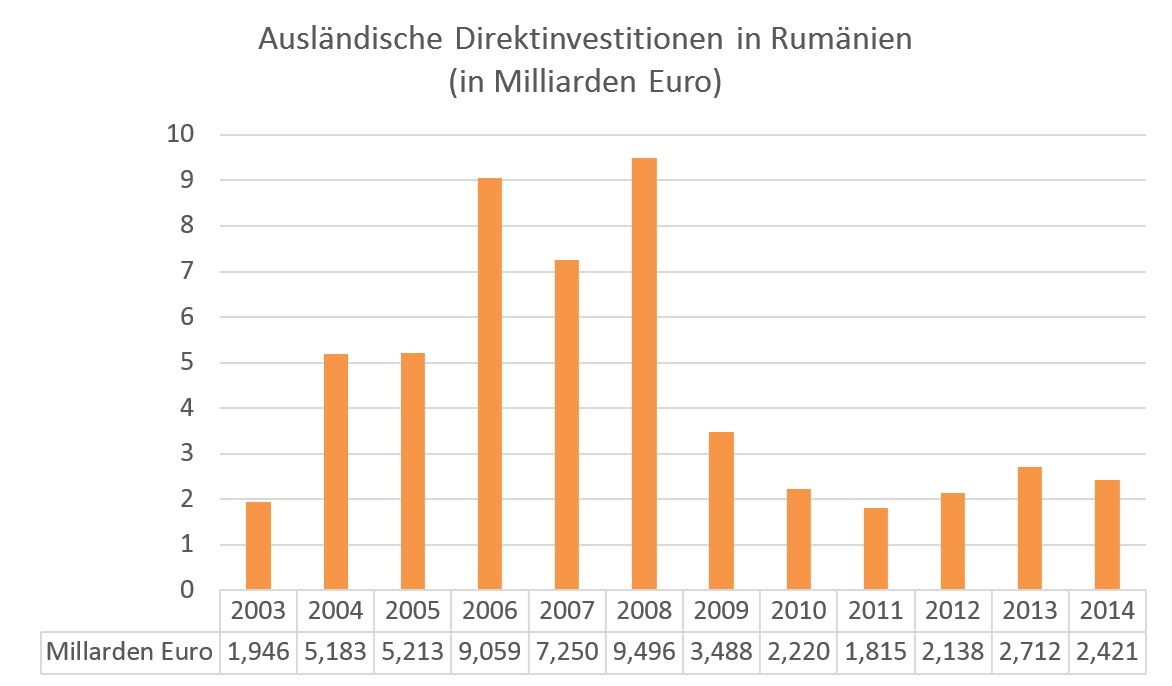
Ausländische Direktinvestitionen in Rumänien

Zu den Bodenschätzen Rumäniens gehören Erdgas, Kohle (vor allem Braunkohle), Salz, Gold und Erdöl. Das Land wird zu 41 % durch Ackerland genutzt, zu 29 % durch Wald, zu 21 % durch Weide und zu 3 % durch permanente Saat. Rumänien erwirtschaftete im Jahr 2022 ein Bruttoinlandsprodukt (BIP) von etwa 285 Mrd. Euro, was einem BIP pro Kopf von 27.138 Euro (in KKS) entspricht. Im Vergleich mit dem BIP der EU, ausgedrückt in Kaufkraftstandards, erreichte Rumänien 2022 einen Index von 77 (EU-27 = 100). Im Global Competitiveness Index, der die Wettbewerbsfähigkeit eines Landes misst, belegte Rumänien Platz 51 von 141 Ländern (Stand 2019). Im Index für wirtschaftliche Freiheit belegte das Land 2020 Platz 38 von 180 Ländern.
Trotz der positiven volkswirtschaftlichen Gesamtentwicklung in den Jahren von 2001 bis 2008 (BIP-Wachstum von durchschnittlich 6 %) bedarf die rumänische Wirtschaft weiterer Reformen. Im Krisenjahr 2009 verringerte sich die Wirtschaftsleistung des Landes um erhebliche 6,6 %. Im darauffolgenden Jahr 2010 schrumpfte die Wirtschaft um weitere 1,1 %, erholte sich jedoch 2011 (+ 2,2 %). In den darauffolgenden Jahren gehörte Rumänien wieder zu den am schnellsten wachsenden Wirtschaften in Europa. 2016 stieg das Bruttoinlandsprodukt um 4,8 %. 2017 stieg die Wirtschaftsleistung um 7 %, womit Rumänien die am zweitschnellsten wachsende Volkswirtschaft innerhalb der EU war und sogar zu den wachstumsstärksten Ländern weltweit gehörte. Im darauffolgenden Jahr ging das Wachstum auf 4,1 % zurück. Für 2019 erwartet die EBRD einen weiteren Rückgang auf 3,2 %.
Laut Schätzungen lag der Anteil des Dienstleistungssektors am BIP 2011 bei 50 %, der Anteil des Industriesektors bei 37,8 % und der Landwirtschaftssektor bei 12,3 % des BIP. Im Jahr 2004 waren mit 22,6 % Rekordzuwächse im Landwirtschaftssektor zu verzeichnen. Die jährliche Teuerungsrate ging in Rumänien seit der ersten Welle der EU-Erweiterung 2004 von 9,6 % auf 8,6 % im Jahr 2005 und auf 6,1 % 2010 zurück.
Obwohl die Wirtschaft 2005 weiterhin wuchs und auch das Exportvolumen gesteigert werden konnte, hatte Rumänien 2005 eine Steigerung des Außenhandelsdefizits gegenüber dem Vorjahr um 3 Mrd. Euro zu verzeichnen, was mit der im Verhältnis zur Produktionsleistung überproportional gestiegenen Nachfrage nach Importgütern zu erklären ist, die durch Erleichterungen bei der Kreditvergabe möglich wurde. Das hieraus resultierende Leistungsbilanzdefizit belief sich auf rund 9 % des Bruttoinlandsprodukts.
Im Juli 2011 hat Rumänien das Zahlungssystem TARGET2 für den Euro-Transfer lanciert.
Seit 2005 gilt eine Einheitssteuer von 16 Prozent.
Infolge der Finanzkrise geriet auch Rumänien Ende 2008 in finanzielle Schwierigkeiten. Mitte März 2009 beschloss der Internationale Währungsfonds (IWF) Hilfen von knapp 13 Milliarden Euro in einem zweijährigen Stand-by-Kredit für Rumänien bereitzustellen, ergänzt um 5 Mrd. Euro aus dem Notfallfonds der Europäischen Kommission und zusätzlichen 2 Mrd. Euro von weiteren internationalen Organisationen.
Das Land führt eine Wertpapierbörse – die Bukarester Börse – mit dem Leitindex der Volkswirtschaft, dem BET-20.
| Jahr                                    | 2010   | 2015   | 2016   | 2017   | 2018   | 2019   | 2020   | 2021   | 2022   | 2023   |
| --------------------------------------- | ------ | ------ | ------ | ------ | ------ | ------ | ------ | ------ | ------ | ------ |
| BIP in Mrd. USD (Kaufkraftparität)      | 370,5  | 461,5  | 479,2  | 527,8  | 575,8  | 649,9  | 660,7  | 726,1  | 809,8  | 857,0  |
| BIP pro Kopf in USD (Kaufkraftparität)  | 18.256 | 23.226 | 24.251 | 26.868 | 29.478 | 33.477 | 34.182 | 37.814 | 42.526 | 44.974 |
| BIP-Wachstum (real)                     | −3,9 % | 3,2 %  | 2,9 %  | 8,2 %  | 6,0 %  | 3,9 %  | −3,7 % | 5,7 %  | 4,1 %  | 2,1 %  |
| Inflation (in Prozent)                  | 6,1 %  | −0,6 % | −1,6 % | 1,3 %  | 4,6 %  | 3,8 %  | 2,6 %  | 5,0 %  | 13,8 % | 10,4 % |
| Staatsverschuldung (in Prozent des BIP) | 30 %   | 39 %   | 40 %   | 37 %   | 36 %   | 37 %   | 49 %   | 52 %   | 51 %   | 52 %   |

### Privatisierung und Beschäftigung
Die Privatisierung der staatlichen Betriebe wird fortgesetzt. Im Juli 2004 erhielt der österreichische Energieversorger OMV die Aktienmehrheit an dem rumänischen Öl- und Erdgaskonzern PETROM (60.000 Mitarbeiter). Ende 2005 erhielt die österreichische Erste Bank den Zuschlag für eine Beteiligung von 61,88 % an der größten rumänischen Bank, der Banca Comercială Română (BCR). Der Kaufpreis von 3,75 Mrd. EUR war bisher die mit Abstand größte Direktinvestition in Rumänien. Nach Zahlen der Wirtschaftskammer wurden bisher rund 30 Prozent aller ausländischen Investitionen in Rumänien von österreichischen Firmen getätigt.
Die Arbeitslosenquote betrug im Juni 2018 4,5 % und liegt damit deutlich unter dem EU-Durchschnitt. Im Jahr 2017 betrug die Jugendarbeitslosigkeit 18,4 %. 2014 arbeiteten 28,3 % aller Arbeitskräfte in der Landwirtschaft, 28,9 % in der Industrie und 42,8 % im Dienstleistungssektor. Die Gesamtzahl der Beschäftigten wird für 2017 auf 8,95 Millionen geschätzt; davon sind 43,1 % Frauen.
Ab Januar 2020 schreibt der Staat einen gesetzlichen Mindestlohn, je nach Qualifizierung, von monatlich zwischen 2230 und 2350 Lei vor. Anfang April waren von den registrierten Arbeitsverträgen 42 % mit gesetzlichen Mindestlohn beschäftigt. Nach wie vor suchen aber viele Rumänen Arbeit im Ausland, vorzugsweise in den Mittelmeerländern Italien und Spanien. Ein Fünftel der rumänischen Bevölkerung zählt zu den Working Poor.

### Industrie
Die Industrie trägt zu beinahe 35 Prozent zum Bruttoinlandsprodukt bei und beschäftigt etwa 20 Prozent aller Arbeitskräfte. Hergestellt werden in Rumänien vor allem Elektronik wie Computer, Telekommunikationsausrüstungen, Unterhaltungselektronik und Halbleiter; daneben Fahrzeuge wie die Marke DACIA Automobile Dacia, Schiffe wie der von Damen Shipyards Group in Galați gebaute Helikopterträger Karel Doorman, mit 204 m das größte Schiff der Königlich Niederländische Marine, verschiedene Flugzeuge und Hubschrauber bei Întreprinderea Aeronautică Română (IAR), moderne Panzer wie der TR-85M1, Produkte der chemischen Industrie, Stahl, Medikamente bedingt durch eine starke Pharmaindustrie und Produkte der Leichtindustrie wie Textilien, Schuhe oder Lebensmittel. Ein Viertel der rumänischen Exporte sind Textilprodukte.

### Landwirtschaft
Rumänien ist mit knapp zwölf Millionen Tieren nach Großbritannien und Spanien der drittgrößte Schaf- und Ziegenproduzent der Europäischen Union (EU). In der EU ist Rumänien seit 2018 der größte Maisproduzent.

### Tourismus
2015 erwirtschaftete der Tourismus 1.542 Millionen Euro. Die Zahl der Gäste 2016 betrug 10,9 Millionen.
Zum Herbst des Jahres 2004 war der Baustart für das erste von zwei touristischen Großprojekten geplant. Nach einem Fossilienfund entsteht im Kreis Hunedoara ein Dinosaurierpark. Der Baubeginn des zweiten Großprojekts – des Themenparkes Dracula-Park bei Sighișoara (Schäßburg) – wurde bisher von einer Bürgerinitiative verhindert und soll jetzt in der Nähe von Bukarest entstehen.
Mit dem 1. Juli 2005 erfolgte eine Währungsumstellung. Der Kurs betrug am 19. Juli 2017 4,567 Lei = 1 Euro. Es wurden neue Geldscheine und auch Münzen in Umlauf gebracht, die alten Zahlungsmittel haben ihre Gültigkeit verloren (2007).
In Rumänien besteht seit Januar 2005 eine Vignettenpflicht für PKW und LKW auf allen Straßen. Die Vignetten (Rovinietă) sind an den Grenzübergängen und den meisten Tankstellen von OMV, Rompetrol und Petrom erhältlich. Bei der Ausreise wird an der Grenze oft kontrolliert, ob die Rovinietă und der dazugehörige Kaufbeleg vorhanden und gültig sind. Der Preis der Vignette richtet sich seit 2008 nicht mehr nach der Abgaseinstufung (Euronorm), sondern wird pauschal erhoben. Die Vignette wird bisher nicht gelocht oder gestempelt, daher muss der Kassenbeleg unbedingt aufgehoben werden.

### Außenhandel
| in Mrd. US-Dollar und seine Veränderung gegenüber dem Vorjahr in Prozent | in Mrd. US-Dollar und seine Veränderung gegenüber dem Vorjahr in Prozent | in Mrd. US-Dollar und seine Veränderung gegenüber dem Vorjahr in Prozent | in Mrd. US-Dollar und seine Veränderung gegenüber dem Vorjahr in Prozent | in Mrd. US-Dollar und seine Veränderung gegenüber dem Vorjahr in Prozent | in Mrd. US-Dollar und seine Veränderung gegenüber dem Vorjahr in Prozent | in Mrd. US-Dollar und seine Veränderung gegenüber dem Vorjahr in Prozent |
| ------------------------------------------------------------------------ | ------------------------------------------------------------------------ | ------------------------------------------------------------------------ | ------------------------------------------------------------------------ | ------------------------------------------------------------------------ | ------------------------------------------------------------------------ | ------------------------------------------------------------------------ |
|                                                                          | 2019                                                                     | 2019                                                                     | 2020                                                                     | 2020                                                                     | 2021                                                                     | 2021                                                                     |
| Mrd. $                                                                   | % gg. Vj.                                                                | Mrd. $                                                                   | % gg. Vj.                                                                | Mrd. $                                                                   | % gg. Vj.                                                                |                                                                          |
| Einfuhr                                                                  | 96,6                                                                     | −1,3                                                                     | 92,1                                                                     | −4,7                                                                     | 116,4                                                                    | +26,4                                                                    |
| Ausfuhr                                                                  | 77,3                                                                     | −3,5                                                                     | 71,0                                                                     | −8,1                                                                     | 88,4                                                                     | +24,4                                                                    |
| Saldo                                                                    | −19,3                                                                    |                                                                          | −21,1                                                                    |                                                                          | −28,0                                                                    |                                                                          |

| Export (in Prozent) nach | Export (in Prozent) nach | Import (in Prozent) von | Import (in Prozent) von |
| ------------------------ | ------------------------ | ----------------------- | ----------------------- |
| Deutschland              | 20,5                     | Deutschland             | 20,2                    |
| Italien                  | 10,4                     | Italien                 | 8,9                     |
| Frankreich               | 6,4                      | Ungarn                  | 6,9                     |
| Ungarn                   | 5,7                      | Polen                   | 6,2                     |
| Polen                    | 4,0                      | Volksrepublik China     | 5,5                     |
| Bulgarien                | 3,9                      | Türkei                  | 4,9                     |
| Türkei                   | 3,5                      | Russland                | 4,8                     |
| sonstige Länder          | 45,6                     | sonstige Länder         | 42,6                    |

### Staatshaushalt
Der Staatshaushalt umfasste 2016 Ausgaben von umgerechnet 62,1 Mrd. US-Dollar, dem standen Einnahmen von umgerechnet 56,8 Mrd. US-Dollar gegenüber. Daraus ergibt sich ein Haushaltsdefizit in Höhe von 2,8 % des BIP. Die Staatsverschuldung betrug 2016 73,3 Mrd. US-Dollar oder 39,2 % des BIP. Von der Ratingagentur Standard & Poor’s werden die Staatsanleihen des Landes mit der Note BBB− bewertet (Stand November 2018). Das Land gilt damit als Schuldner mittlerer Güte.
2020 betrug der Anteil der Staatsausgaben (in % des BIP) folgender Bereiche:
- Gesundheit: 6,3 %
- Bildung: 3,7 %
- Militär: 2,3 % (2024)

### Korruption als strukturelle Erscheinung

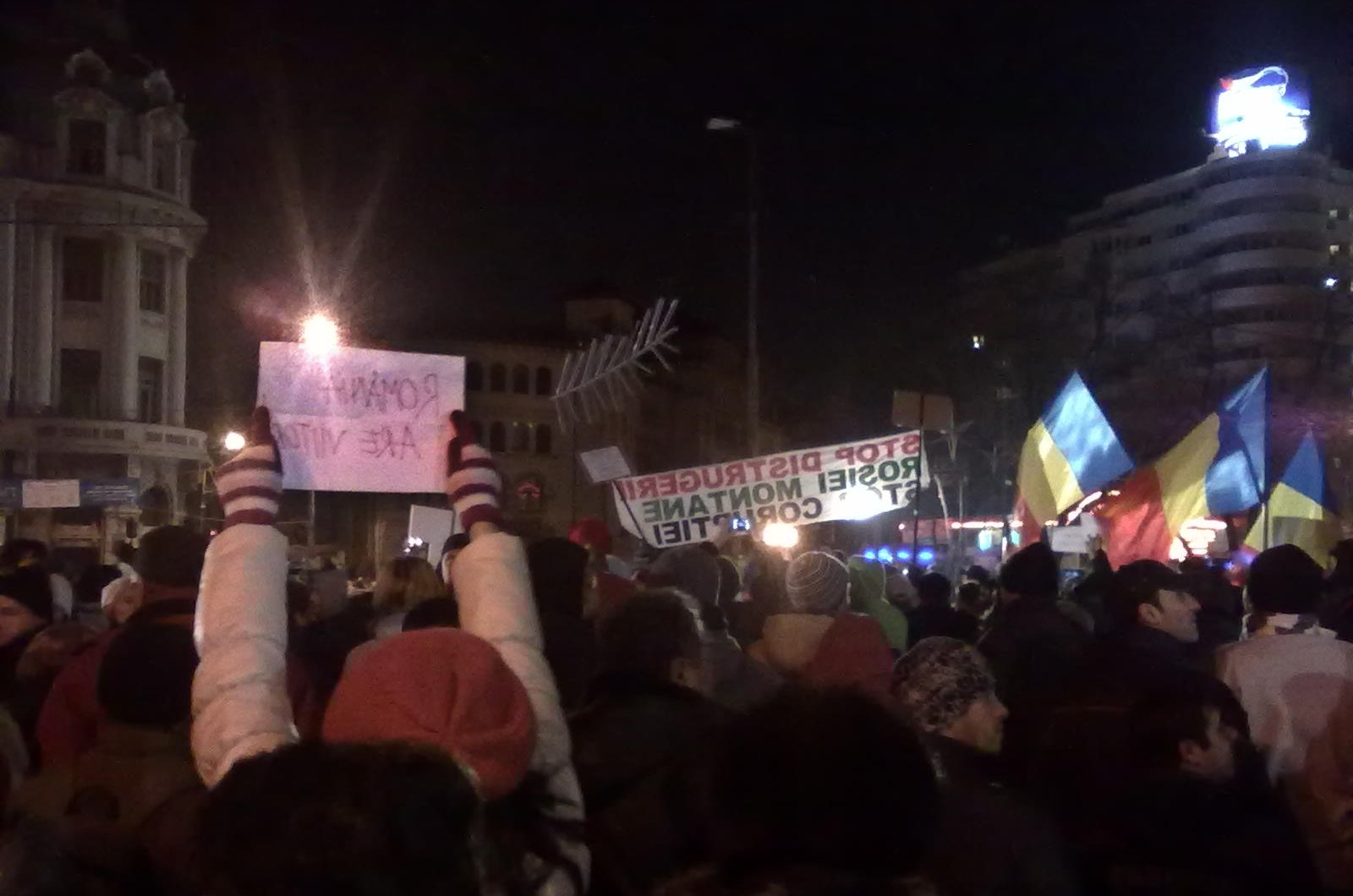
Protest in Bukarest am 15. Januar 2012, „Stop corupției!“

Korruption auf vielen Ebenen ist Alltag in Rumänien. Korruption und Amtsmissbrauch gelten in dem Land als gravierendes Problem. Die Kultur der Korruption ist tief in den moralischen, konzeptuellen und praktischen Einstellungen eines bedeutenden Teils der rumänischen Bevölkerung verwurzelt und wird in vielen Fällen noch als normale Problemlösungsstrategie angenommen.
Gründe hierfür sind die verbreitete Armut der Bevölkerung und die Unterbezahlung der öffentlich Bediensteten: Besonders von orthodoxen Priestern, Behördenmitarbeitern, Krankenhausangestellten und Lehrern werden Geldbeträge als Zusatzeinkommen eingefordert. Die Gesetzeslage ist immer noch instabil; Abgeordnete verweisen darauf, EU-Stellen hätten sie zu Antikorruptionsgesetzen gezwungen und verhindern in der Folge deren Umsetzung. Auch die Selbstbereicherungsmentalität der politischen und wirtschaftlichen Eliten spielt eine große Rolle.
Gemäß Umfragen glauben 96 Prozent der Rumänen, dass Korruption zu den schwerwiegendsten Problemen im Land gehöre. Ein Drittel der Befragten konnte Beispiele für die Zahlung von eigenen Schmiergeldern in den letzten 12 Monaten angeben. Die rumänische Sprache kennt 30 Redewendungen für die Umschreibung von Schmiergeld. Bereits in den ältesten rumänischen Texten kamen die ursprünglich slawischen und türkischen Begriffe bacșiș, ciubuc, șperț, șpagă und mită vor.
Rumänien gehört seit Beginn des Korruptionswahrnehmungsindex von Transparency International im Jahr 2012 zu den fünf EU-Ländern mit den schlechtesten Werten, wobei Rumäniens Werte über den Zeitraum nahezu konstant geblieben sind. Zwar ist der innenpolitische Wille und der außenpolitische Druck – besonders durch die Europäische Union – für Reformen vorhanden, jedoch sind die Sicherheitsbehörden und die Justiz dabei strukturelle Gründe für das Phänomen und mit ihrer Aufgabe oftmals überfordert oder selbst Teil des Problems.

## Infrastruktur
Die Infrastruktur Rumäniens hat gewisse Probleme. Rumänien wird von den paneuropäischen Verkehrskorridoren Nr. 4 und Nr. 9 durchquert sowie von Nr. 7 (Wasserweg Donau) in seinem Süden begrenzt. Investitionen in den Eisenbahnverkehr sowie den Zustand der Straßen sind dringend nötig.
Obwohl Rumänien seit 1. Januar 2007 Mitglied der EU ist und dadurch Geld zur Verbesserung und zum Ausbau der Infrastruktur bei der EU beantragt werden kann, geschieht dies nur sehr zögerlich. Der mögliche Rahmen wird bei weitem nicht ausgeschöpft. Ursache ist die ineffiziente Verwaltung, welche die Infrastrukturprojekte nicht in angemessener Zeit vorantreibt.

### Flugverkehr
Rumänien hat zwei Flughäfen in Bukarest, der Henri Coandă- und Aurel Vlaicu-Flughafen und weitere befinden sich in den Städten Arad, Baia Mare, Brașov, Craiova, Hermannstadt, Târgu Mureș, Constanța, Cluj-Napoca, Timișoara, Oradea, Bacău, Suceava und Iași. Die einheimischen Fluggesellschaften sind TAROM, Carpatair, Blue Air und DanAir.

### Straßenverkehr
Das gesamte Straßennetz umfasste 2021 etwa 84.185 km, wovon 49.873 km asphaltiert sind. Das Autobahnnetz in Rumänien befindet sich im Aufbau – geplant ist eine Gesamtlänge von 2710 km, davon sind 947 km fertiggestellt und 223 km in Bau.
Besonders wichtig für den Anschluss Rumäniens an das mitteleuropäische Autobahnnetz ist die A 1, sie soll mit einer Länge von 585 km Bukarest über Pitești, Râmnicu Vâlcea, Sibiu (Hermannstadt), Deva, Timișoara und Arad mit Szeged in Ungarn verbinden. Fertiggestellt sind 404 km (Stand Oktober 2017), wobei noch zwei Lücken bestehen. Zwischen Deva und Făget sind 55 km in Bau, während das 126 km lange Teilstück zwischen Pitești und Sibiu sich erst in Planung befindet und eine Fertigstellung noch nicht absehbar ist.
Dagegen ist die 202 km lange A 2 Autostrada Soarelui (die Sonnenautobahn) von Bukarest über Fetești und Cernavodă nach Constanța am Schwarzen Meer seit 2012 vollständig fertiggestellt.
Im Ausbau befindet sich die A 3 Autostrada Transilvaniei – sie wird Bukarest über Ploiești, Brașov (Kronstadt) und Cluj-Napoca (Klausenburg) mit Oradea (Großwardein) und der Grenze zu Ungarn verbinden. Von insgesamt 588 km sind 110 km in Betrieb, weitere 98 km in Bau. In Bau befindet sich außerdem die 70 km lange A 10 Autostrada Sebeș – Turda, die die A 1 von Sibiu (Hermannstadt) über Alba Iulia mit der A 3 bei Cluj-Napoca verbinden wird.
Zu weiteren Planungen siehe: Liste der Autobahnen in Rumänien
Um die Autobahnen und Nationalstraßen in Rumänien benutzen zu dürfen, muss eine Vignette (rovinietă) erworben werden.
Neben den relativ gut ausgebauten Autobahnen (Tempolimit: 130 km/h) und größeren Nationalstraßen sind die übrigen Straßen vor allem in grenznahen und/oder ländlichen Regionen teilweise immer noch sehr marode und mit westeuropäischen Verhältnissen kaum vergleichbar, obwohl seit 2007 viele Straßen ausgebaut bzw. renoviert wurden. Ein extremes Beispiel ist der Prisloppass an der Grenze zur Ukraine.
Die Hauptstraßen führen meist direkt durch Ortschaften, in denen es häufig vor Schulen und Zebrastreifen Bremsschwellen gibt. Neu asphaltierte Straßen sind aufgrund der Hitze des Sommers oft sehr wellig, was zum Aufschaukeln führt.
Die geltenden Tempolimits werden von der einheimischen Bevölkerung vielfach ignoriert, hinzu kommen Gefahren durch langsame und unbeleuchtete Pferdefuhrwerke, die auf den Straßen im ländlichen Raum zahlreich unterwegs sind. Dementsprechend verzeichnet Rumänien von allen EU-Staaten nach Lettland die zweithöchste Anzahl an Verkehrstoten relativ zur Gesamtbevölkerung (Stand: 2014).

Autobahn in Rumänien
Höchstgeschwindigkeiten in Rumänien
Das rumänische Straßennetz
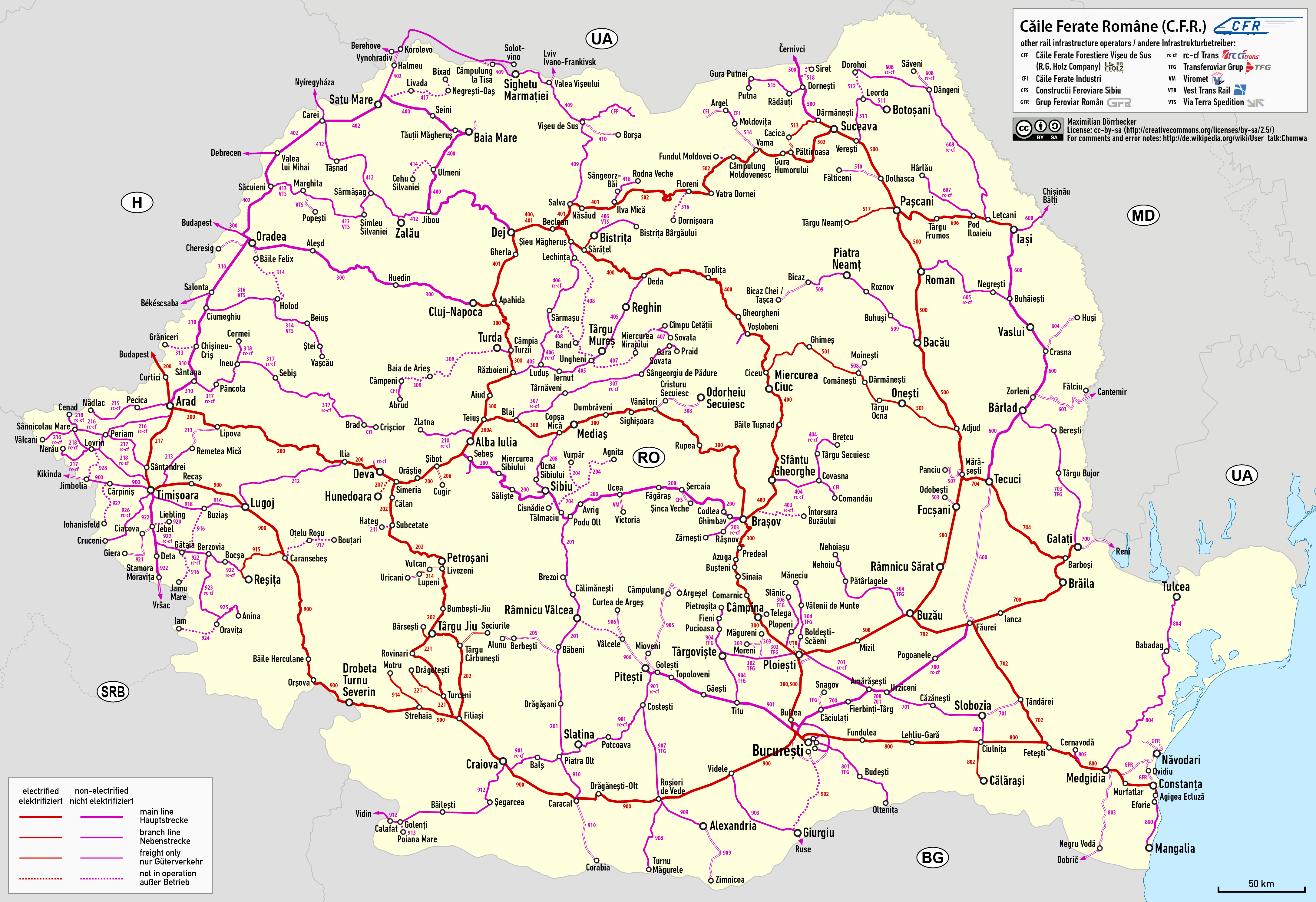
Das rumänische Eisenbahnnetz

Auf der Hauptverbindung zwischen Ungarn und Bulgarien (Europastraßen E 68, E 70, E 81 Szeged (Ungarn)–Arad–Deva–Sibiu–Bukarest–Russe (Bulgarien)) ist eine maximale Durchschnittsgeschwindigkeit von 50 bis 60 km/h möglich. Die Europastraße E 70/E 79 (Calafat–Craiova–Drobeta Turnu Severin–Timișoara–Arad), die als Alternative zur viel befahrenen Strecke durch die Karpaten dienen könnte, wird zurzeit (Oktober 2009) auf der ganzen Strecke ausgebaut. Die zahlreichen Baustellen sind, mit Ampeln abgesichert, einspurig passierbar, deshalb sinkt hier die Durchschnittsgeschwindigkeit auf etwa 30 bis 40 km/h.
Das rumänische Tankstellen- und Werkstättennetz ist gut ausgebaut, Vulkanisier-Services sind weit verbreitet. Auf Europastraßen sind die Zapfsäulen meist rund um die Uhr geöffnet. Daneben gibt es zahlreiche Raststätten und Mini-Markets, die immer geöffnet haben. Gemäß GoingElectric existieren in Rumänien 423 Standorte von Ladesäulen für Elektrofahrzeuge, mit 1.223 Ladepunkten. Tesla-Supercharger-Standorte gibt es sieben (Stand: 2024).

### Eisenbahn

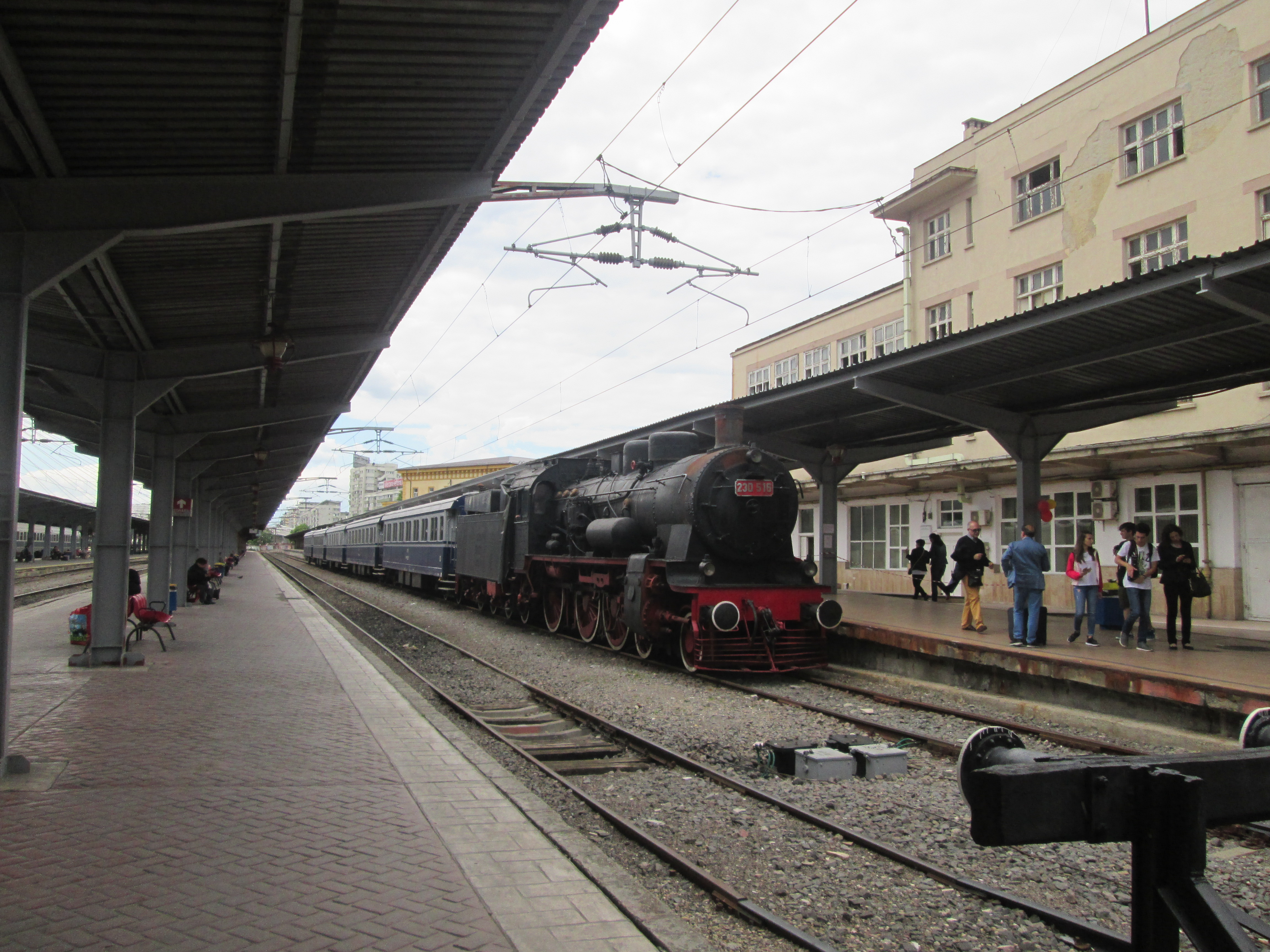
Dampflokomotive CFR 230.516 mit dem Zug der früheren königlichen Familie

Das Streckennetz hat eine Gleislänge von knapp 20.000 km. Davon sind ungefähr 6000 km Bahnhofsgleise. Der größte Infrastrukturbetreiber ist die Compania Națională de Căi Ferate (CFR). Die Höchstgeschwindigkeit im rumänischen Bahnnetz liegt bei 160 km/h.
Das größte Eisenbahnverkehrsunternehmen ist im Personenverkehr die CFR Călători mit einem Marktanteil von 78 %. Demgegenüber ist der Markt im Schienengüterverkehr verteilt. Den größten Marktanteil hat Grup Feroviar Român mit 22,5 %, dicht gefolgt von CFR Marfa mit 21,6 %. (Stand 2020)
Für Passagiere hat Rumänien ein gut ausgebautes Eisenbahnnetz, das praktisch das ganze Land abdeckt. Züge sind ein beliebtes Fortbewegungsmittel in Rumänien. Sie sind kostengünstig und in der Regel pünktlich. Es werden im Personenverkehr drei verschiedene Dienste angeboten. Am günstigsten und langsamsten sind die Nahverkehrszüge (Regional „R“). Die schnelleren InterRegio-Züge („IR“) erfordern eine Sitzplatzreservierung zusammen mit dem Ticket. Die schnellsten und teuersten Züge sind InterCity-Züge („IC“). Für gehobene Ansprüche können Luxuszüge wie Trenul Regal (Königszug) gemietet werden.
Das Schienennetz ist verschlissen, die durchschnittlich gefahrene Geschwindigkeit überwiegend niedrig. Beispielsweise beträgt diese beim Schnellzug zwischen Bukarest und Budapest auf der 626 Kilometer langen Hauptbahn vom Bahnhof București Nord bis Curtici (an der ungarischen Grenze) nur etwa 57 km/h. Hinzu wurden die Fahrzeiten über die Jahre meist immer länger. Bei genannter Verbindung verlängerte sich die Fahrzeit gemäß DB Kursbuch Winter 1994/95 zu 2024 um fast zwei Stunden. Allerdings wird der Abschnitt Sighișoara-Brașov, auf dem teilweise nur noch Schrittgeschwindigkeit gefahren werden kann, mit EU Unterstützung derzeit (März 2024) auf 160 km/h durch Alstom ausgebaut. Mit Ausnahme der Strecke Bukarest–Constanța, die weitgehend für 160 km/h ausgelegt ist, ist auf allen restlichen Strecken maximal 120 km/h fahrbar, meist aber deutlich weniger. Es gibt sehr viele Langsamfahrstellen mit 50 km/h und sogar darunter.

### Kommunikation
Größter Anbieter im Telefon-Festnetzbereich mit drei Millionen Festnetzanschlüssen ist Romtelecom, der privatisierte Nachfolger der Rumänischen Post. Es gibt mehr Mobilfunkanschlüsse als Festnetzanschlüsse in Rumänien. Mobilfunknetzbetreiber sind:
- Orange Rumänien, mit etwa 10 Millionen Kunden 2012.[161]
- Vodafone Rumänien, mit etwa 8,3 Millionen Kunden 2011.[162]
- Telekom Rumänien (bis September 2014 Cosmote Romania), mit etwa 6,4 Millionen Kunden 2012.[163]

In Rumänien verfügten 2011 laut Eurostat 47 Prozent der Haushalte über einen Internetzugang, etwa 31 Prozent der Haushalte über einen Breitbandinternetanschluss, das war der niedrigste Wert in allen 27 EU-Staaten. 2012 stieg die Anzahl der Haushalte mit Internetzugang auf 54 Prozent, 2016 lag sie bei 72 Prozent.

### Feuerwehr
In der Feuerwehr in Rumänien waren im Jahr 2019 landesweit 26.456 Berufs- und 100.835 freiwillige Feuerwehrleute organisiert, die in 356 Feuerwachen und Feuerwehrhäusern, in denen 936 Löschfahrzeuge und 102 Drehleitern bzw. Teleskopmasten bereitstehen, tätig sind. Der Frauenanteil beträgt ein Prozent. In den Jugendfeuerwehren sind 19.940 Kinder und Jugendliche organisiert. Der nationale Feuerwehrverband Comitetul Național Român repräsentiert die rumänische Feuerwehr im Weltfeuerwehrverband CTIF.

## Kultur

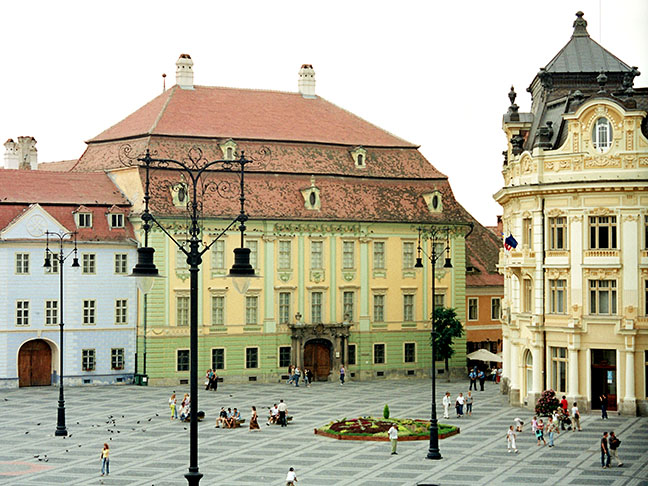
Sibiu (Hermannstadt): Brukenthal-Palais, links das „Blaue Stadthaus“, rechts das Rathaus

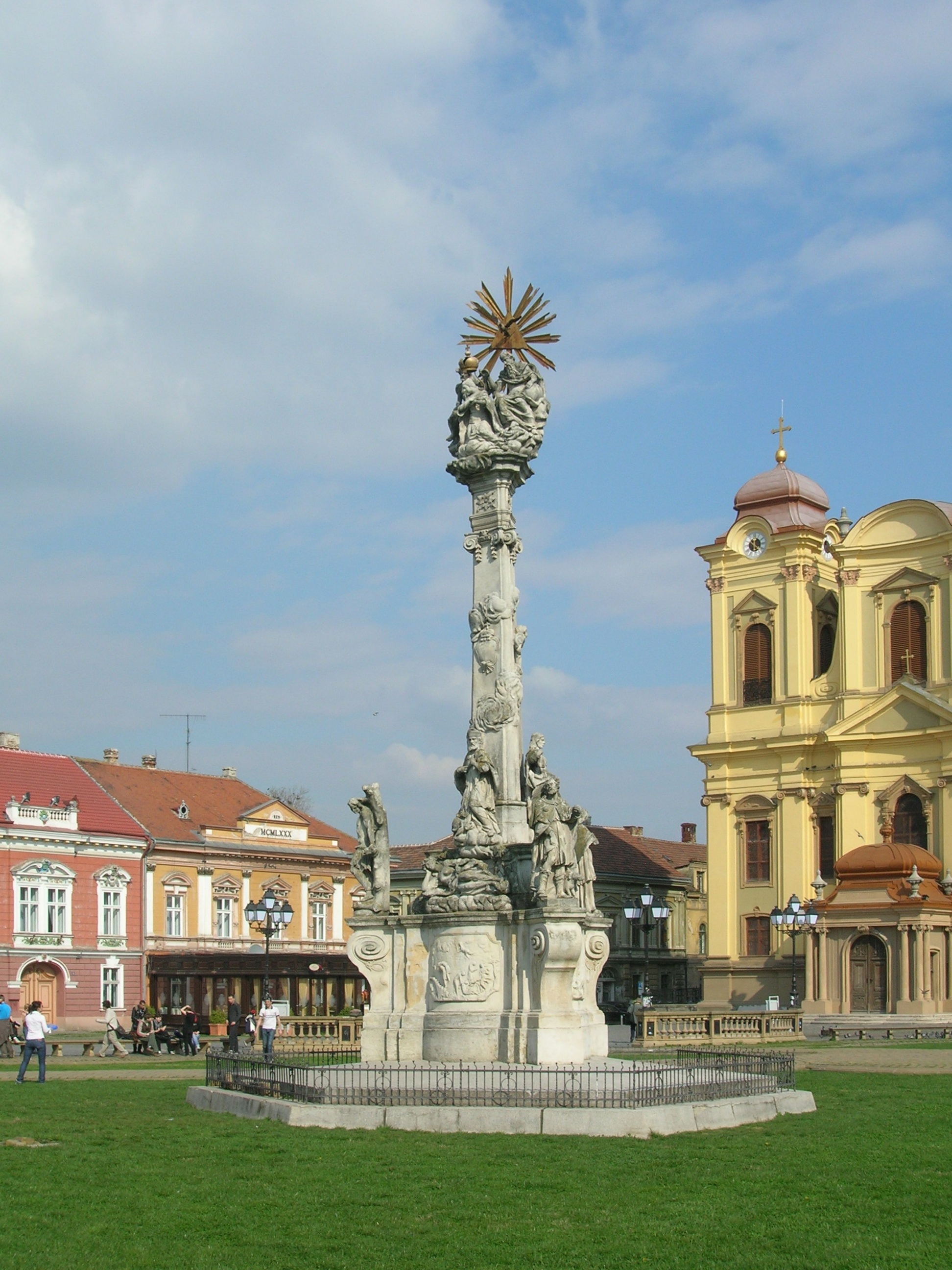
Timișoara (Temeswar): Piața Unirii mit dem römisch-katholischen Dom und der Dreifaltigkeitssäule

Die rumänische Kultur zeichnet sich sowohl in ihren verschiedensten historischen Erscheinungsformen als auch in ihrer gegenwärtigen Struktur durch eine in Europa einzigartige Vielfalt aus. Die Originalität der rumänischen Kultur hängt sowohl in ihren traditionellen als auch in ihren modernen Formen mit ihrer Fähigkeit zusammen, die verschiedensten Einflüsse aufzunehmen und sie in einer kreativen Synthese miteinander zu verbinden. Die Grenzlage des Landes zwischen Okzident und Orient, die zahlreichen ethnischen und religiösen Minderheiten und die ausgeprägten geographischen Unterschiede zwischen den verschiedenen Kulturlandschaften haben in dieser Hinsicht eine bedeutende Rolle gespielt. Rumänien teilt die traditionelle Kultur (Rumänische Kultur) mit der der Republik Moldau. Als Kulturhauptstadt Europas wurden unter anderen die rumänischen Städte Sibiu (Hermannstadt) 2007 und Timișoara (Temeswar) 2023 gewählt. Das zivilgesellschaftliche Stiftungswesen ist bislang schwach entwickelt.

### Architektur
Zu den kulturellen Hauptattraktionen Rumäniens zählen diejenigen Kulturdenkmäler, die nach der Wende von 1989 in die UNESCO-Liste aufgenommen wurden: die Moldauklöster mit Außenmalereien; Kloster Horezu; die Kirchenburgen in Siebenbürgen; die Altstadt von Sighișoara; die dakische Festungsanlage in den Bergen Orășties; die Holzkirchen in der Maramureș. Die Schwarze Kirche (Brașov) ist der östlichste gotische Dom Europas und zugleich der bedeutendste gotische Kirchenbau in Südosteuropa.
Der Parlamentspalast in Bukarest ist das größte Gebäude Europas und eines der größten der Welt. Das Gebäude – seit 1997 Sitz der rumänischen Abgeordnetenkammer – ist nach dem Pentagon das zweitgrößte Verwaltungsgebäude der Welt. Stilistisch wird der Parlamentspalast zum Neoklassizismus gerechnet. Auf der Rückseite des Gebäudes ist das Nationalmuseum für Moderne Kunst untergebracht.
Bemerkenswert bezüglich moderner Architektur in Rumänien sind folgende Gebäude:
- der Staatliche Zirkus Bukarest (Zirkus Globus)
- die Internationale Messe (Complexul Expozițional Romexpo)
- Sala Palatului (mit mehr als 4000 Plätzen einer der größten Show-, Theater- und Kongresssäle der Welt)[171]
- das futuristische Nationaltheater Bukarest „Ion Luca Caragiale“[172]; mit 7 Sälen, darunter dem Großen Saal (Sala Mare) mit 900 Plätzen[173]

### Musik
In Rumänien haben sich über die Jahrhunderte verschiedene musikalische Traditionen zu einer außergewöhnlichen reichen stilistischen Vielfalt entwickelt. Zu den eigentlichen rumänischen Elementen kamen griechische, slawische, ungarische, türkische, mazedonische und andere.
Traditionell häufig eingesetzte Instrumente sind Cymbal, Violine, Akkordeon, Bassgeige und Klarinette, technische Virtuosität, auch bei alltäglichen Darbietungen, sind keine Seltenheit.
Zu den außerhalb Rumäniens bekanntesten Künstlern gehören der Panflötenvirtuose Gheorghe Zamfir und die Roma-Band Fanfare Ciocărlia.
In Rumänien existieren in 18 Städten 28 professionelle Orchester für klassische Musik:
- 18 philharmonische Orchester
- 9 Opernorchester
- 1 Operettenorchester

### Film
Nach 1989 hat die Filmindustrie eine spektakuläre Entwicklung genommen, die sich in zahlreichen internationalen Auszeichnungen für rumänische Produktionen niederschlug (u. a. 2004 Goldener Bär für Kurzfilm für Cristi Puiu; 2005 Caméra d’or Cannes für Corneliu Porumboiu; 2007 Goldene Palme in Cannes für Cristian Mungiu; 2010 Silberner Leopard/Premio speciale della giuria, Locarno für Marian Crișan; 2012 Preis für das beste Drehbuch/Prix du scénario und Beste Darstellerin für die beiden Hauptdarstellerinnen des Films Hinter den Hügeln von Cristian Mungiu, Cannes; 2013 Goldener Bär für Călin Peter Netzer). Die Filmkritiker sprechen daher von einer „rumänischen Welle“ in der internationalen Filmindustrie.

### Medien
Im Fernsehbereich ist der private Kanal Pro TV seit langem Marktführer, vor dem Privatkanal Antena 1 und dem öffentlich-rechtlichen Fernsehen TVR 1. Im Hörfunkbereich bietet das öffentlich-rechtliche Radio Romania zahlreiche landesweite und regionale Programme an.
Die führenden überregionalen Tageszeitungen gehören meist wohlhabenden rumänischen Unternehmern, die vorher oft hohe politische Ämter besaßen. Nach der Wende waren der Schweizer Ringier-Verlag und der deutsche WAZ-Konzern an vielen Zeitungs- und Zeitschriftenverlagen beteiligt.

Titelkopf der deutschsprachigen Tageszeitung aus Bukarest

Wichtigste deutschsprachige Publikationen sind die täglich erscheinende Allgemeine Deutsche Zeitung für Rumänien (ADZ) in Bukarest und die wöchentliche Hermannstädter Zeitung (HZ) in Hermannstadt. Die deutschsprachige Presse im Gebiet des heutigen Rumäniens existiert bereits seit mehreren Jahrhunderten. Schon 1778 wurde im von Deutschen gegründeten Hermannstadt eine erste Zeitschrift für Siebenbürgen aus der Taufe gehoben.
Mehrere Lokalstudios von Radio Romania und Televiziunea Română (TVR) produzieren deutschsprachige Hörfunk- und TV-Programme. Dazu gehören beispielsweise Radio Neumarkt, der Deutsche Dienst von Radio Rumänien International oder die Fernsehsendung „Deutsch um 1“ bei TVR 1.

### Feiertage
Offizielle Feiertage in Rumänien sind:
| 1. und 2. Januar                         | Neujahr                                       |
| 24. Januar                               | Vereinigung der rumänischen Fürstentümer 1859 |
| Karfreitag, Ostersonntag und Ostermontag | Datum der Ostkirche                           |
| 1. Mai                                   | Tag der Arbeit                                |
| 1. Juni                                  | Kindertag                                     |
| Pfingstsonntag und Pfingstmontag         | Pfingsten (Datum der Ostkirche)               |
| 15. August                               | Mariä Himmelfahrt                             |
| 30. November                             | Tag des heiligen Andreas                      |
| 1. Dezember                              | Nationalfeiertag                              |
| 25. und 26. Dezember                     | Weihnachten                                   |

### Sport

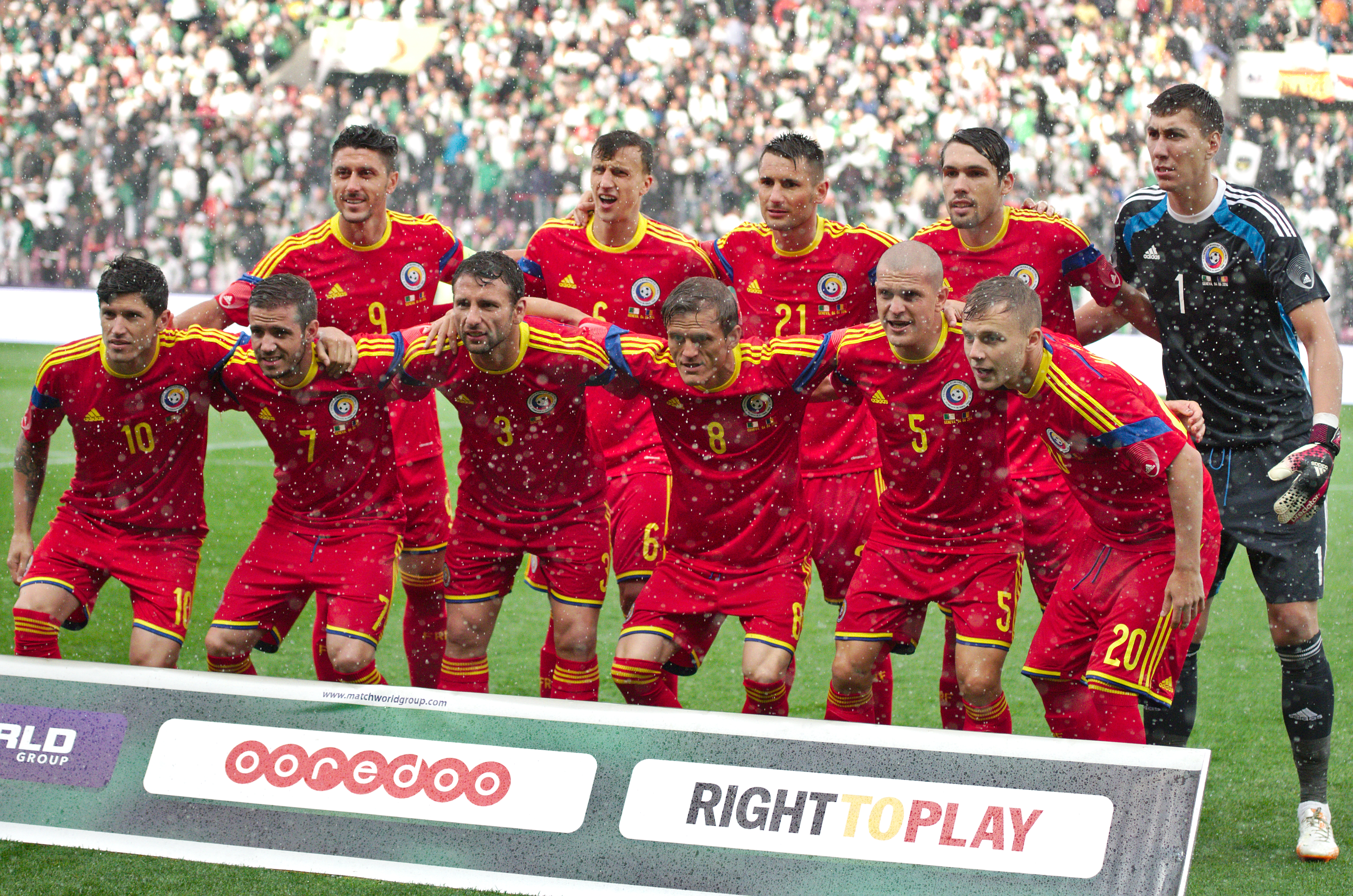
Die rumänische Fußballnationalmannschaft, 2014

Organisierter Fußball in Rumänien wird seit 1909 in der Divizia A (seit 2006: Liga 1) gespielt, der höchsten nationalen Spielklasse. Im selben Jahr ist auch der rumänische Fußballverband Federația Română de Fotbal gegründet worden. Seit der kommunistischen Ära wird der nationale Fußball von Steaua Bukarest/FCSB Bukarest und Dinamo Bukarest dominiert, die 25 beziehungsweise 18 Meistertitel gewonnen haben, sowie dem 14-maligen Pokalsieger Rapid Bukarest. Den bisher größten internationalen Erfolg einer rumänischen Mannschaft errang Steaua Bukarest mit dem Europapokal der Landesmeister 1986. Im Februar 1987 gewann Steaua Bukarest auch den europäischen Supercup nach einem 1:0 durch ein Tor von Gheorghe Hagi gegen Dynamo Kiew. Gegenwärtig (2022/23) steht die rumänische Liga auf Platz 26 der UEFA-Fünfjahreswertung.
Die rumänische Fußballnationalmannschaft nahm bisher an sieben Fußball-Weltmeisterschaften und fünf Fußball-Europameisterschaften teil. Die beste Platzierung war das Erreichen des Viertelfinales bei der WM 1994 und der EM 2000. Bekanntester rumänischer Spieler dieser Ära war Gheorghe Hagi, der anlässlich des UEFA-Jubiläums vom rumänischen Verband zum besten nationalen Spieler der letzten 50 Jahre benannt wurde. Der erfolgreichste Liga 1-Spieler aller Zeiten ist Marius Lăcătuș, der 10-maliger Meister und 7-maliger Pokalsieger mit Steaua Bukarest wurde.
Am 9. Mai 2012 fand zum ersten Mal in der Sportgeschichte Rumäniens das UEFA-Europa-League-Finale in Bukarest statt. Für diesen Zweck hat das Gastland 234 Mio. Euro in den Bau eines neuen Stadions, der Arena Națională, investiert.
Rumänien nimmt seit 1900 an Olympischen Spielen teil. Im ewigen Medaillenspiegel gehört es mit 90 Goldmedaillen, die weit überwiegend bei Sommerspielen gewonnen wurden, zu den 20 erfolgreichsten Nationen. Am erfolgreichsten schnitt die rumänische Mannschaft bei den Spielen 1984 in Los Angeles ab, an denen sie als einziges Team des Ostblocks teilnahm und 20-mal Gold holte. Einzige Medaille bei Winterspielen war Bronze im Zweier-Bob bei den Spielen 1968 in Grenoble.
Rumänische Turnerinnen haben große Erfolge errungen:
- Nadia Comăneci gewann 1976 und 1980 insgesamt fünfmal Gold
- Ecaterina Szabó viermal 1984
- Daniela Silivaș dreimal 1988
- Simona Amânar 1996 und 2000 insgesamt dreimal
- Cătălina Ponor gewann dreimal Gold 2004

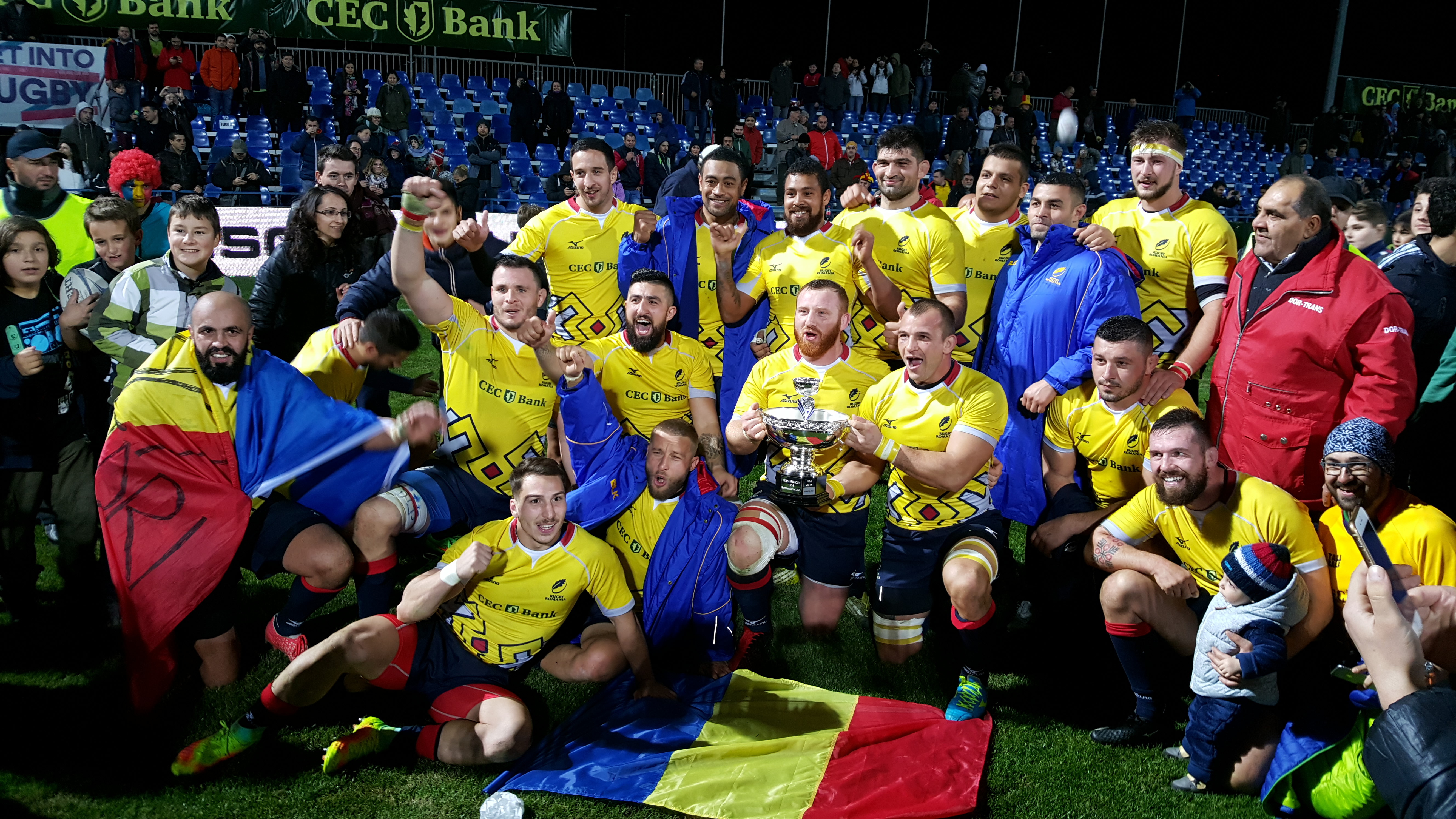
Die Rumänische Rugby-Union-Nationalmannschaft nach dem Gewinn des Pershing Cups 2016

Special Olympics Rumänien wurde 1994 gegründet und nahm mehrmals an Special Olympics Weltspielen teil.
Rugby Union ist in Rumänen ebenfalls ein beliebter Mannschaftssport. Die Rumänische Rugby-Union-Nationalmannschaft ist eine der stärksten Europas außerhalb der Six Nations und hat bisher an fast jeder Weltmeisterschaft teilgenommen, erreichte jedoch noch nicht die K.O.-Phase. Während der Qualifikation für die Weltmeisterschaft 2019 wurde Rumänien nach dem Einsatz nichtspielberechtigter Spieler für diese Spiele Punkte abgezogen, womit man erstmals die Qualifikation verpasste. Rumänien nimmt an der Rugby-Union-Europameisterschaft teil, wo man auf andere aufstrebende Nationalmannschaften trifft. Seit 2002 spielen Georgien und Rumänien den Antim Cup aus; diese Trophäe ist nach dem in Georgien geborenen rumänischen Metropoliten Anthim den Iberer benannt. 2014 kam der Pershing Cup hinzu, den Rumänien gegen die Vereinigten Staaten ausspielt. Seit 2021 spielen Russland und Rumänien den Kiseleff Cup aus; diese Trophäe ist nach dem Herzog Pawel Kisseljow benannt, einem Russen, der bei der Ausarbeitung der ersten Verfassung für die beiden Fürstentümer Walachei und Moldau (heutiges Rumänien und Republik Moldau) entscheidend mitgewirkt hatte. Als Heimatstadion dient das Stadionul Arcul de Triumf in Bukarest.
In den frühen 1970er Jahren war Ilie Năstase ein erfolgreicher Tennisspieler, der zwei Grand-Slam-Titel gewann und die Weltrangliste anführte. Die rumänische Mannschaft erreichte zwischen 1969 und 1972 dreimal das Finale des Davis Cups. Seit 1993 werden in Bukarest die Romanian Open abgehalten. Ab Sommer 2014 findet ebenso ein WTA-Turnier für Damen unter der Schirmherrschaft von Ion Tiriac und Ilie Nastase statt. Zu den bekanntesten Tennisspielern, denen nach 1989 der Einstieg in die Top 100 gelungen ist, zählen bei den Herren: Andrei Pavel, Horia Tecău (2010, 2011 und 2012 Wimbledon-Finalist im Doppel; 2012 gewann den Australian-Open-Titel im Mixed und das Cincinnati Masters im Doppel), Victor Hănescu, Adrian Ungur; bei den Damen: Irina-Camelia Begu, Alexandra Cadanțu, Sorana Cîrstea, Monica Niculescu und Simona Halep, die die French Open 2018 und Wimbledon 2019 gewann und 64 Wochen die Nummer 1 der WTA-Rangliste war.
In den 1960er und 1970er Jahren hatte Rumänien große Erfolge im Hallenhandball, die Nationalmannschaft der Männer wurde viermal Weltmeister: 1961, 1964, 1970 und 1974. Danach konnte an diese Erfolge nicht mehr angeknüpft werden. Auf Vereinsebene konnte das Männerteam von Steaua Bukarest im Jahr 1968 und 1977 den Landesmeistercup für sich entscheiden. 2006 triumphierte man im Challenge-Cup. 2016 gewannen die Frauen von CSM Bukarest die EHF Champions League.
Fechten hat eine lange Tradition in Rumänien, die sich durch eine große Verbreitung auszeichnet. 48 Klubs sind dem rumänischen Fechtverband beigetreten und mit 46 Gold-, 62 Silber- und 83 Bronzemedaillen haben die rumänischen Fechter auf internationalem Parkett bei Olympiaden, WM oder EM ihr Können unter Beweis gestellt.
Rumänien ist WM-Zweiter im Männervolleyball 1966 gewesen. Zwei weitere Male wurde Rumänien WM-Dritter. 1963 bei der zweiten EM, die in Rumänien stattfand, gewann man den Titel im Männerwettbewerb. Bereits 1955 bei der ersten EM in Rumänien konnte man das Turnier als Finalist abschließen. Ebenso 1959 in der Tschechoslowakei. Als EM-Dritter schloss man die EM zweimal weiter ab, ehe man 1980 in Moskau die olympische Bronzemedaille erringen konnte. Rapid Bukarest gewann den Wettbewerb der Männer für Meistervereine in den Jahren 1961, 1963 und 1965. Dinamo Bukarest entschied diesen Titel ebenfalls dreimal für sich: 1966, 1967 und 1981. Die Finale des wichtigsten europäischen Männervolleywettbewerbs für Vereine 1966 und 1967 konnten jeweils Dinamo und Rapid unter sich ausmachen.